# Kieler Matrosenaufstand
Der Kieler Matrosenaufstand (auch Kieler Matrosen- und Arbeiteraufstand), der am 3. November 1918 begann, löste am Ende des Ersten Weltkriegs die Novemberrevolution aus, die zum Sturz der Monarchie und zur Ausrufung der Republik in Deutschland führte.
Dem Aufstand gingen Ende Oktober ausgedehnte Befehlsverweigerungen auf einzelnen Schiffen der vor Wilhelmshaven versammelten deutschen Hochseeflotte voraus. Diese richteten sich gegen den Flottenbefehl der Seekriegsleitung (SKL), die für den 30. Oktober eigenmächtig einen Vorstoß in die Themsemündung und an die Küste Flanderns plante, obwohl die Oberste Heeresleitung (OHL) zuvor die Reichsregierung ultimativ aufgefordert hatte, US-Präsident Wilson um die Herbeiführung eines Waffenstillstands zu bitten, womit das Kriegsende absehbar war. Eine letzte Schlacht gegen die weit überlegene britische Grand Fleet zu diesem Zeitpunkt stellte in den Augen der Matrosen nicht nur eine sinnlose Opferung von Menschenleben dar. Sie wollten mit ihren Aktionen auch verhindern, dass die neue, parlamentarisch legitimierte Regierung von Max von Baden und ihr Waffenstillstandsgesuch diskreditiert würden.
Nach den Befehlsverweigerungen gab das Flottenkommando seinen Plan auf und beorderte das III. Geschwader nach Kiel zurück, ließ aber auf der Rückfahrt 48 Matrosen verhaften. Dagegen kam es in Kiel zu Protestaktionen ihrer Kameraden, denen sich die Arbeiter der Stadt anschlossen. Diese hatten seit einiger Zeit einen großen Streik geplant, um der Forderung nach einem schnellen Friedensabschluss Nachdruck zu verleihen. Alle Versuche, den Aufstand zu unterdrücken, schlugen fehl. Bald solidarisierten sich auch Teile des Heeres mit den Arbeitern und Matrosen. Diese trugen den Aufstand von Kiel aus in alle Landesteile, so dass wenige Tage später alle größeren Städte des Deutschen Reichs unter der Kontrolle revolutionärer Arbeiter- und Soldatenräte standen und alle Bundesfürsten einschließlich Kaiser Wilhelms II. sich zur Abdankung gezwungen sahen.

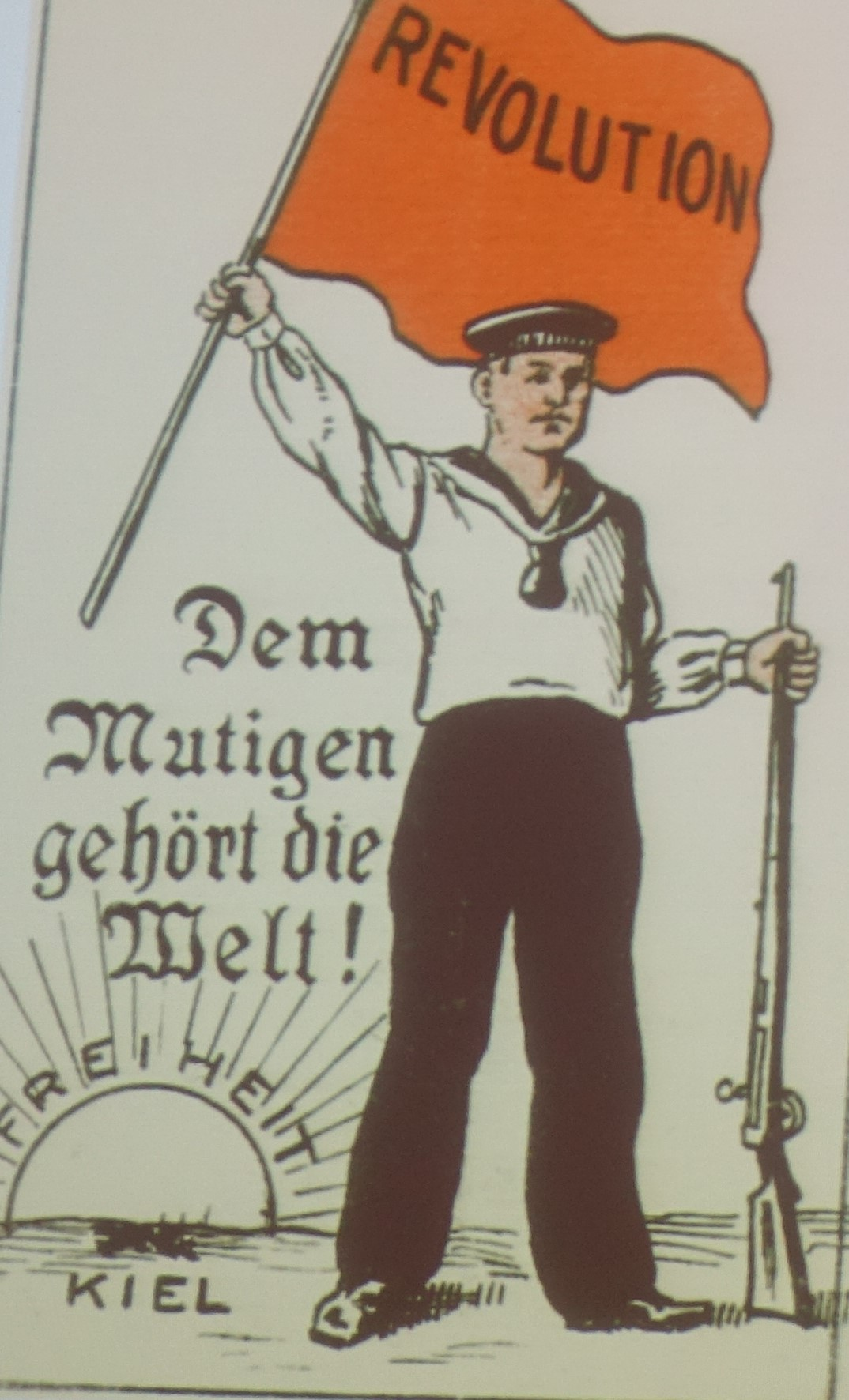
Revolutionspostkarte, anonym, 1918

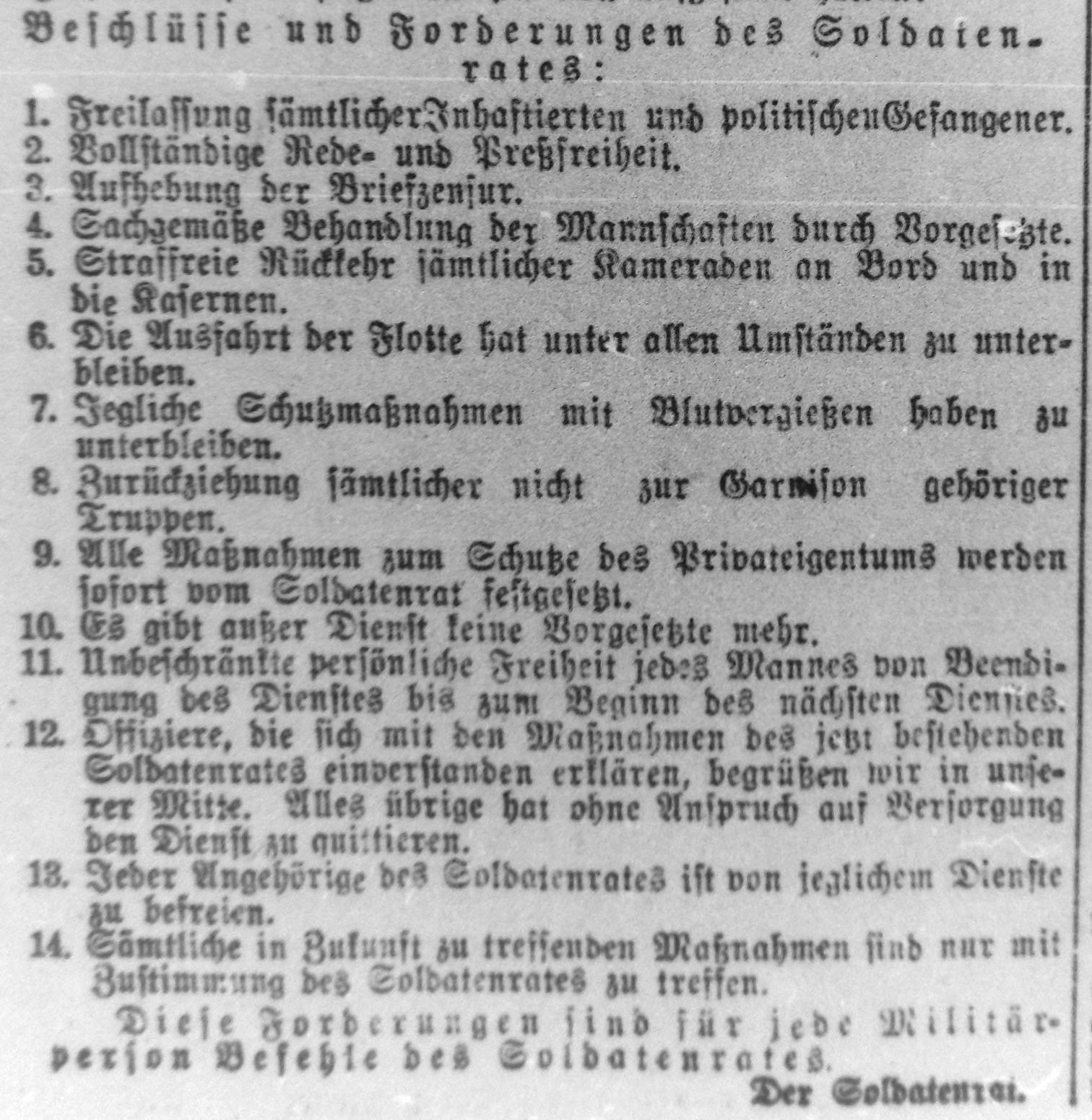
Die 14 Kieler Punkte – Die Forderungen des Soldatenrats – Befehle für jede Militärperson.

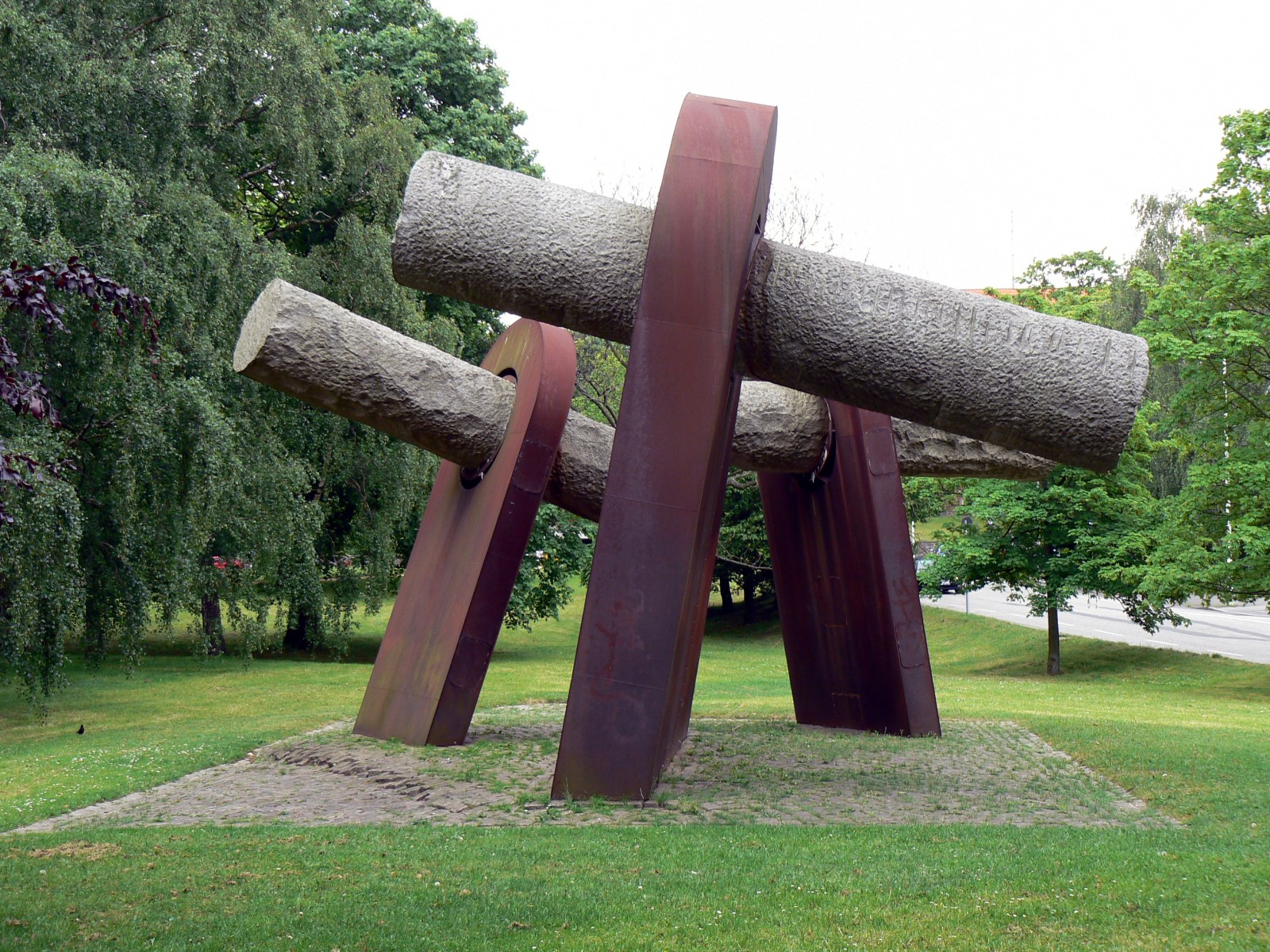
Das Breuste-Denkmal „WIK – Feuer aus den Kesseln“ im Kieler Ratsdienergarten.

## Vorgeschichte

### Sozialökonomische Faktoren
Während des Weltkriegs litten insbesondere die Mittel- und Unterschichten unter mangelhafter Versorgung und sinkenden Realeinkommen. Darüber hinaus schöpfte der Staat die Ersparnisse der Bevölkerung durch die später wertlosen Kriegsanleihen ab. Die Nahrungsmittelverteilung fand weitgehend unter der Kontrolle des Militärs statt, dessen rückständige Organisation die Lage erheblich verschärfte. Dagegen machte die Rüstungsindustrie große Gewinne, deren wirkungsvolle Besteuerung von einflussreichen Politikern, darunter Karl Helfferich verhindert wurde. Dies und ein ausufernder Schwarzmarkt führten dazu, dass Begüterte und höhere Offiziere nur wenig Einschränkungen erfuhren, während viele Arbeiter und die meisten einfachen Soldaten an Mangel litten.
Millionenfache Menschenverluste, Hungerwinter, Missernten und Niederlagen ließen die zu Kriegsbeginn kaum öffentlich wahrnehmbare Opposition gegen den Krieg allmählich wachsen. Zwar hielt sich die SPD für die ganze Kriegsdauer an den so genannten Burgfrieden und schloss jene Abgeordneten, die gegen die Kriegskredite votierten, aus ihrer Reichstagsfraktion aus. Die Kriegsgegner bildeten aber im April 1917 die USPD, die einen sofortigen Verständigungsfrieden forderte. Trotz Unterdrückungsmaßnahmen, wie etwa die Versetzung an die Front, kam es zunehmend zu Streiks gegen die mangelhafte Versorgung. Dabei wurde immer häufiger auch die Forderung nach einem raschen Kriegsende erhoben. Das im Dezember 1916 verabschiedete Hilfsdienstgesetz schränkte die Freizügigkeit der Arbeiter ein, führte andererseits aber wieder zu einem Erstarken der gewerkschaftlichen Arbeit in den Betrieben, weil Funktionäre von der Front „reklamiert“ werden konnten.

### Situation in der Marine
Anfangs wurde von einer kurzen Kriegsdauer ausgegangen. Schnell zeigte sich jedoch die Ausgeglichenheit der Kräfte, die zu der langen Dauer führte. Im Laufe der Zeit machten sich dann die größeren Ressourcen der Entente, besonders auch durch den Kriegseintritt der USA bemerkbar. Die seit August 1914 bestehende britische Fernblockade bewirkte Versorgungsengpässe, Materialknappheit und Unterernährung in Deutschland. Die Kaiserliche Marine war trotz warnender Stimmen von einer entscheidenden Seeschlacht gleich zu Beginn des Krieges ausgegangen. Die Basen des Gegners lagen jedoch außerhalb der Reichweite ihrer Schlachtflotte und ein Angriff war mit einem zu hohen Risiko verbunden, so dass es nur zufällig und meist unbeabsichtigt zu einzelnen Zusammenstößen der Flotten kam. In der großen Skagerrakschlacht Mitte 1916 erlitten beide Seiten schwere Verluste, wobei die deutsche der britischen Marine die schwereren Verluste zufügte. Aber die Seekriegsführung musste erkennen, dass selbst ein deutscher Sieg die strategische Lage nicht würde ändern können. Der Kaiser untersagte ihr jetzt ein zu riskantes Vorgehen. Die Seeoffiziere hegten zwar die Hoffnung auf eine Entscheidungsschlacht gegen die Royal Navy am Ende des Krieges, doch die Flotte, deren Bau wesentlich zur Verschlechterung der deutsch-britischen Beziehungen beigetragen hatte, lag jetzt meist tatenlos vor Anker. Seit 1915 war Deutschland zum uneingeschränkten U-Boot-Krieg übergegangen, einer eher zufällig entwickelten und strategisch wenig durchdachten Alternative. Bis zur Entwicklung des Konvoi-Systems brachte sie zwar die Versorgung Großbritanniens in ernsthafte Schwierigkeiten, andererseits forderte sie zunehmend zivile, auch amerikanische Opfer und machte damit einen Kriegseintritt der USA auf Seiten der Entente-Mächte immer wahrscheinlicher. Dieser erfolgte dann tatsächlich nach dem Zimmermann-Telegramm im April 1917.
In Frankreich kam es im April 1917 zu offenen Meutereien in 45 Divisionen, weil die Soldaten mit der Kriegführung des Generalstabs, die zu ungeheuren nutzlosen Verlusten führte, nicht einverstanden waren. Mit der Ernennung Generals Pétain zum Oberkommandierenden änderte sich dies. Im deutschen Heer kamen Befehlsverweigerungen erst nach der Frühjahrsoffensive 1918 in größerem und stark ansteigendem Umfang vor, als der versprochene „letzte Hieb“, der den endgültigen Sieg bringen sollte, gescheitert war. Der Zusammenhalt zwischen Soldaten und Frontoffizieren für das gemeinsame Überleben in den Schützengräben begann sich aufzulösen. In vielen Marinegliederungen gab es dagegen nur selten direkte Kriegseinsätze. Es waren oft qualifizierte Industriearbeiter, die sich, vielfach aus Abenteuerlust, freiwillig zum angesehenen Marinedienst gemeldet hatten. Auch bei vielen von ihnen herrschte anfangs eine große Kriegsbegeisterung. Die Marineoffiziere waren meist Bürgerliche, denen die vom Kaiser geförderte Waffengattung bessere Aufstiegschancen bot als das weiterhin vom Adel dominierte Heer. Außerdem war der Adel nicht in der Lage, der Marine die benötigten Offiziere zu stellen. Die Seeoffiziere sahen in der Marine das Symbol der nationalen Einheit. Sie fühlten sich als „Speerspitze“, die berufen sei, Deutschland „Weltgeltung“ zu verschaffen. Der bürgerliche Seeoffiziernachwuchs war bestrebt, Umgangsformen, Haltung, und auch die Arroganz des preußischen Offizierkorps anzunehmen. Sie traten „plutokratisch provozierend“ auf und kompensierten ihren Frust über die Untätigkeit der großen Kriegsschiffe mit Schikanen und Demütigungen der ihnen ausgelieferten Untergebenen.

### Unruhen in der Flotte im Sommer 1917
Auch die sich verschlechternden Lebensbedingungen an Bord führten angesichts der bedeutend besseren Verpflegung der Seeoffiziere zu großem Unmut der Besatzungen. Zudem führte der ausbleibende Einsatz der Hochseeflotte, nachdem die Flottenpropaganda jahrelang hohe Erwartungen geschürt hatte, zu Desillusionierung und Frustration. Bereits Ende 1916 kam es deshalb zu kleineren Protesten. Im Sommer 1917 kam es zu größeren Unruhen in der Flotte. Zwischen Juni und August wurde auf acht größeren Schiffen gegen die schlechte Verpflegung sowie gegen die menschenverachtende Behandlung der Mannschaften protestiert. U.a. verließen etwa 400 Matrosen und Heizer unerlaubt die Prinzregent Luitpold, hielten eine Versammlung ab, und kehrten anschließend freiwillig an Bord zurück.
Der Matrose Max Reichpietsch hatte sich Anfang Juni auf seinem Heimaturlaub in Berlin an die USPD und an die SPD gewandt, um die Beschwerden dort vorzubringen und um sich nach den – die Verpflegung auf den Schiffen beaufsichtigenden – Menagekommissionen zu erkundigen. Danach gelang es den Besatzungen, diese ihnen bisher illegalerweise verwehrte Möglichkeit der Beschwerde auf den Schiffen durchzusetzen. Für den besseren Kontakt zu den Kameraden wurden dazu ergänzend Vertrauensleutestrukturen aufgebaut. Vor dem Hintergrund der damaligen öffentlichen Diskussionen gewannen die Auseinandersetzungen an Schärfe: Viele Besatzungsmitglieder sympathisierten mit den aufkommenden Bestrebungen, einen Frieden ohne Annexionen und Kontributionen abzuschließen. Andererseits stellten für die meist alldeutsch gesinnten Offiziere derartige Ansichten Vaterlandsverrat dar. Die Propaganda des Alldeutschen Verbands und der im Juli 1917 von ihm mitgegründeten Vaterlandspartei für radikal expansionistische Kriegsziele wurde über dienstliche Kanäle in den Einheiten vertrieben und propagiert.
Teilweise wurde in Zusammenkünften der Besatzungen auch darüber diskutiert, einen Streik in der Flotte zur Durchsetzung des Friedens zu organisieren. Für den Rechtsexperten Wolfgang Semmroth ist jedoch der daran geknüpfte Vorwurf der Meuterei „mehr als zweifelhaft“.
Die Marineführung stellte nun die Aktionen als Bestrebungen einer Geheimorganisation dar, die Schlagkraft der Flotte zu unterminieren. Fünf Matrosen und Heizer wurden noch im August 1917 wegen „kriegsverräterischer Aufstandserregung“ zum Tode verurteilt. Das Militärgericht setzte jedoch den Versuch eines Aufstands – juristisch unhaltbar – mit dem vollendeten Aufstand gleich. Die Urteile an Max Reichpietsch und Albin Köbis wurden kurz darauf vollstreckt, die anderen Todesurteile in Zuchthausstrafen umgewandelt. Außerdem wurde eine ganze Reihe zum Teil schwerer Strafen verhängt.
In einer Reichstagsdebatte im Oktober 1917 kamen die Urteile zur Sprache. Ledebour und Dittmann von der USPD wurde indirekt Landesverrat vorgeworfen. Die Regierung stellte sich jedoch selbst bloß, da sie sich offensichtlich auf gefälschte Aussagen stützte. Auch ein von der Marineführung gegen USPD-Abgeordnete angestrengtes Untersuchungsverfahren des Reichsgerichts ergab nichts Belastendes.
Bei den Besatzungen aber wirkte die Verbitterung über die erfahrene Ungerechtigkeit fort. Dies spielte eine wichtige Rolle bei den Ereignissen Ende 1918 in Wilhelmshaven und Kiel.

### Arbeiterschaft in Kiel

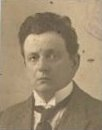
Lothar Popp wurde während des Januarstreiks 1918 in Kiel zum Vorsitzenden des ersten Arbeiterrats in Deutschland gewählt.

Im Jahr 1865 verlegte Preußen seine „Marinestation der Ostsee“ von Danzig nach Kiel; 1871 wurde die Stadt zum Reichskriegshafen erklärt. Kiel wuchs schneller als jede andere Stadt des Reichs. Bedingt durch das Wachstum der Werften und der Rüstungsbetriebe strömten viele Arbeiter in die Stadt, die jedoch für die organisierte Arbeiterbewegung schwerer zugänglich waren und sich der Burgfriedenspolitik weniger verpflichtet fühlten. Schon im Januarstreik 1918 nahmen die Kieler Arbeiter eine reichsweite Vorreiterrolle ein. Nach einer großen Streikwelle in Österreich-Ungarn folgte ebenfalls eine große Streikwelle in Deutschland. Die Arbeiterschaft protestierte gegen die maßlosen Forderungen der OHL an Russland, das nach dem Sturz des Zaren im März 1917 und der folgenden Oktoberrevolution Frieden angeboten hatte. Doch die Forderungen der Militärs u. a. nach weitreichenden Gebietsabtretungen gefährdeten einen Friedensschluss. Trotz der Proteste setzte die OHL ihre Vorstellungen in dem Diktatfrieden von Brest-Litowsk durch. Damit war nun für breite Teile der Bevölkerung die offizielle Version vom deutschen „Verteidigungskrieg“ nicht mehr glaubwürdig.

### Kriegsniederlage und Waffenstillstandsgesuch
Bereits nachdem der Sieg im Osten absehbar geworden war, verlegte die OHL die freigewordenen Truppen an die Westfront. Doch die folgende deutsche Frühjahrsoffensive 1918 scheiterte, verbrauchte sämtliche Reserven, und hinterließ ein demoralisiertes Heer. Die Ententemächte und die USA begannen umfassende Gegenoffensiven, die Deutschland zum fortgesetzten Rückzug zwangen. Erich Ludendorff, Generalquartiermeister und „starker Mann“ der OHL musste am 29. September 1918 gegenüber Kaiser und Reichstag eingestehen, dass der Krieg verloren sei und dass innerhalb von 48 Stunden um Waffenstillstand nachgesucht werden müsse. Er forderte, dieses Gesuch sei durch eine auf parlamentarischer Mehrheit basierende Regierung zu stellen. Er hoffte, damit günstigere Friedensbedingungen zu erhalten und wollte den demokratisch gesinnten Politikern die Verantwortung für die Kriegsniederlage zuschieben. Kaiser Wilhelm II. stimmte zu, und am 3. Oktober bildete der neu ernannte Reichskanzler Prinz Max von Baden eine Regierung unter Einschluss von Zentrums-, SPD- und liberalen Politikern. Das Kaiserreich wandelte sich mit den Oktoberreformen in eine parlamentarische Monarchie. Die neue Regierung richtete nach einigem Zögern ein Gesuch an Woodrow Wilson, den Präsidenten der USA, einen Waffenstillstand zu vermitteln. Jedoch wurde die Öffentlichkeit nicht informiert, dass dies auf Druck der OHL geschah. Damit erhielten die Konservativen und die Rechten der Vaterlandspartei die Gelegenheit, den Demokraten und Linken vorzuwerfen, sie wollten Deutschland den Feinden unterwerfen. Doch als es wenig später keine Zweifel mehr am Eingeständnis der Niederlage durch die OHL geben konnte, begannen sie eine Kampagne für einen „ehrenvollen Untergang“, die auch von der evangelischen Kirche unterstützt wurde.
Auch der Reichskanzler Max von Baden hatte bei der Bekanntgabe des Ersuchens um Waffenstillstand zu einem „Kampf auf Leben und Tod“ aufgerufen, sollte Deutschland kein ehrenvoller Friede gewährt werden. Er wollte aber die endgültigen Bedingungen abwarten, da er hoffte, dass die Reformanstrengungen belohnt werden würden.

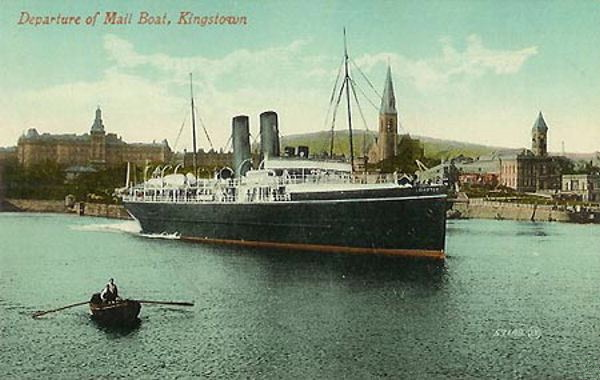
Die Fähre Leinster verlässt den irischen Hafen Kingstown (heute Dún Laoghaire)

Nach der Versenkung der Fähre Leinster durch das deutsche U-Boot UB 123 am 10. Oktober 1918 in der Irischen See mit etwa 500 Toten, darunter vielen Zivilisten, fühlte sich Wilson von der deutschen Regierung getäuscht, verschärfte die Bedingungen und verlangte, dass das deutsche Militär außerstande gesetzt werden müsse, den Krieg wieder aufnehmen zu können. Ludendorff und Hindenburg nahmen dies zum Anlass, ohne Rücksprache mit der Regierung oder dem Kaiser, die Waffenstillstandsgespräche als gescheitert zu bezeichnen und die Truppen zum Kampf mit äußersten Kräften aufzurufen. Der Reichskanzler setzte daraufhin die Entlassung Ludendorffs durch. Er sah nach einer genauen Analyse der Note Wilsons weiterhin die Chance einer Honorierung der Reformen.

### Geplanter Flottenvorstoß
Am Tag des Aufrufs der OHL (24. Oktober 1918) fertigten die SKL unter Reinhard Scheer und Magnus von Levetzow sowie das Kommando der Hochseestreitkräfte (KdH) in Abstimmung mit Ludendorff den Operationsbefehl Nr. 19 aus. Damit missachteten sie die Aufforderung des Reichskanzlers, alles zu unterlassen, was den Friedensprozess stören könnte. Sie beriefen sich später auf ihre angeblich noch bestehende Operationsfreiheit aus der Zeit vor der Verfassungsreform. Damals hatte der Oberbefehl noch dem Kaiser zugestanden. Levetzow selbst berichtete jedoch in den Süddeutschen Monatsheften, der Kaiser hätte am 26. Oktober erwähnt, dass er am selben Tage der im Reichstag beschlossenen Unterstellung der Militärgewalt unter die Zivilgewalt seine Zustimmung erteilt habe.

Karte des für den 30. Oktober 1918 geplanten deutschen Vorstoßes gegen die Küste Flanderns und in die Themsemündung sowie die erhoffte Reaktion der Royal Navy

Der Operationsbefehl Nr. 19 sah einen „Angriff gegen Streitkräfte und Verkehr an der flandrischen Küste und in der Themsemündung“ vor. Auf der Rückfahrt hoffte die SKL, etwa auf der Höhe von Terschelling auf die Royal Navy zu stoßen und sich mit ihr eine Entscheidungsschlacht zu liefern. Trotz des großen Übergewichts der Briten hofften Teile der Marineführung auf einen Erfolg. Man glaubte, die alarmierte Royal Navy schon beim Anmarsch durch ausgelegte Minenfelder und U-Bootlinien deutlich schwächen zu können. Laut dem Tagebuch Ernst von Weizsäckers erwarteten 50 % der Marineoffiziere kein Ergebnis, 40 % einen glücklichen Erfolg, 10 % ein Desaster. Die meisten heutigen Historiker schätzen die Erfolgsaussicht als gering oder eine Niederlage als sicher ein, unter anderem weil die Briten damals schon seit Jahren die deutschen Funksprüche entschlüsseln konnten.
Abhängig von individuellen Umständen und ihrer Position in der Militärhierarchie waren die Motive der Marineoffiziere für den Angriffsplan verschieden. Bei den Schiffseinheiten überwogen Resignation und der „ehrenvolle Untergang“, also der Ehrenkodex. SKL und KdH wollten vorrangig die Daseinsberechtigung der deutschen Marine überzeugend nachweisen und sich damit zugleich für einen Revanchekrieg positionieren. Dass sie ihren Plan gegenüber der Regierung geheim hielten, deutet darauf hin, dass der Vorstoß den Sturz der verachteten parlamentarisch legitimierten Regierung provozieren sollte. Er hätte sie auch im Innern noch mehr als „Flaumacher“ erscheinen lassen, die aufgeben wollte, bevor sie alles in die Waagschale geworfen hätte. Wegen erneuter ziviler Opfer beim zunächst vorgesehenen Vorstoß auf die englische und flandrische Küste wäre die Regierung für US-Präsident Wilson wohl nicht mehr als Verhandlungspartner in Frage gekommen. Am 29. Oktober 1918 erreichte diese für die Regierung kritische Situation ihren Höhepunkt: SKL und KdH erteilten der überwiegend 20 Kilometer nördlich von Wilhelmshaven vor Schillig auf Reede liegenden deutschen Flotte den Befehl zum Auslaufen am folgenden Tag.

### Befehlsverweigerung vor Wilhelmshaven
Schon am selben Tag, am 29. Oktober, erhielt das KdH um 22:00 Uhr erste Meldungen von „Ausschreitungen“ auf den Schiffen des III. Geschwaders König, Markgraf und Kronprinz, auf den Kleinen Kreuzern Regensburg und Straßburg sowie auf dem Linienschiff Nassau. Auf Adolf von Trothas Vorschlag befahl der Flottenchef Franz von Hipper am 30. Oktober um 2:00 Uhr, den geplanten Vorstoß aufzugeben. Stattdessen plante das KdH ein Evolutionieren (Formationsänderungen beim Verbandsfahren) in der Helgoländer Bucht am Morgen, das wegen Nebels verschoben werden musste. Wegen weiterer Unruhen im I. Geschwader und in der I. Aufklärungsgruppe wurde auch dieser Versuch um 12:00 Uhr aufgegeben. Nun plante das KdH für die Nacht vom 31. Oktober auf den 1. November einen Vorstoß von Torpedobooten gegen die englische Ostküste, der sehr wahrscheinlich ebenfalls zivile Opfer gefordert und damit die Waffenstillstandsverhandlungen erschwert hätte. Dabei sollte das I. Geschwader Deckungsaufgaben übernehmen, die übrigen sollten zum Evolutionieren auslaufen. Matrosen auf den Schiffen des I. Geschwaders Thüringen und Helgoland verweigerten jedoch den Seeklarbefehl am 30. Oktober um 22:00 Uhr und begingen bis zum 31. Oktober Sabotageakte. Als Torpedoboote und ein U-Boot drohten, ihre Schiffe zu beschießen, gaben sie auf. Mehrere hundert Matrosen wurden verhaftet und nach Bremen-Oslebshausen gebracht. Der als Geschwaderchef unerfahrene Vizeadmiral Hugo Kraft schickte das III. Geschwader, das als Hauptunruheherd galt, in den Heimathafen Kiel zurück und ließ während der Fahrt durch den Kaiser-Wilhelm-Kanal 48 Matrosen und Heizer der Markgraf verhaften.
Der Reichstagsabgeordnete Wilhelm Dittmann (USPD, später SPD) machte im späteren Untersuchungsausschuss für die Schuldfragen des Weltkrieges Verhörsaussagen von 14 inhaftierten Matrosen dazu bekannt, was damals in ihrem Umfeld oder auf ihrem Schiff insgesamt diskutiert worden war: Man habe aus Reden von Offizieren (Munition in Ehren verschießen, Heldentod) und aus verschiedenen Vorbereitungsmaßnahmen (etwa bereit gelegtes Kartenmaterial) auf den Plan zu einem Flottenvorstoß auf die englische Küste geschlossen. Laut neun Berichten, die von Messeläufern belauschte Reden, Gespräche und Ansprachen höherer Offiziere erwähnten, herrschte im Schiff die Meinung, dass die Offiziere den Heldentod sterben wollten, statt ein „Leben in Schande“ zu führen. Nach acht Aussagen hatten die Offiziere keine Erlaubnis von der Regierung für ihren geplanten Flottenvorstoß eingeholt. Nach zwei dieser Aussagen wollten die Offiziere damit die Regierung stürzen. Acht Aussagen berichteten von Diskussionen der Offiziere, mit der Aktion die Friedensverhandlungen zu verhindern oder zum Scheitern zu bringen. Ähnliches berichten weitere zeitnahe Quellen sowie die Vertrauensleute des III. Geschwaders bei einer Unterredung im Reichsmarineamt (RMA) am 7. November 1918. Demnach hatten die beteiligten Mannschaften die Situation im Wesentlichen richtig eingeschätzt und die Autorität der neuen Regierung bewahrt.

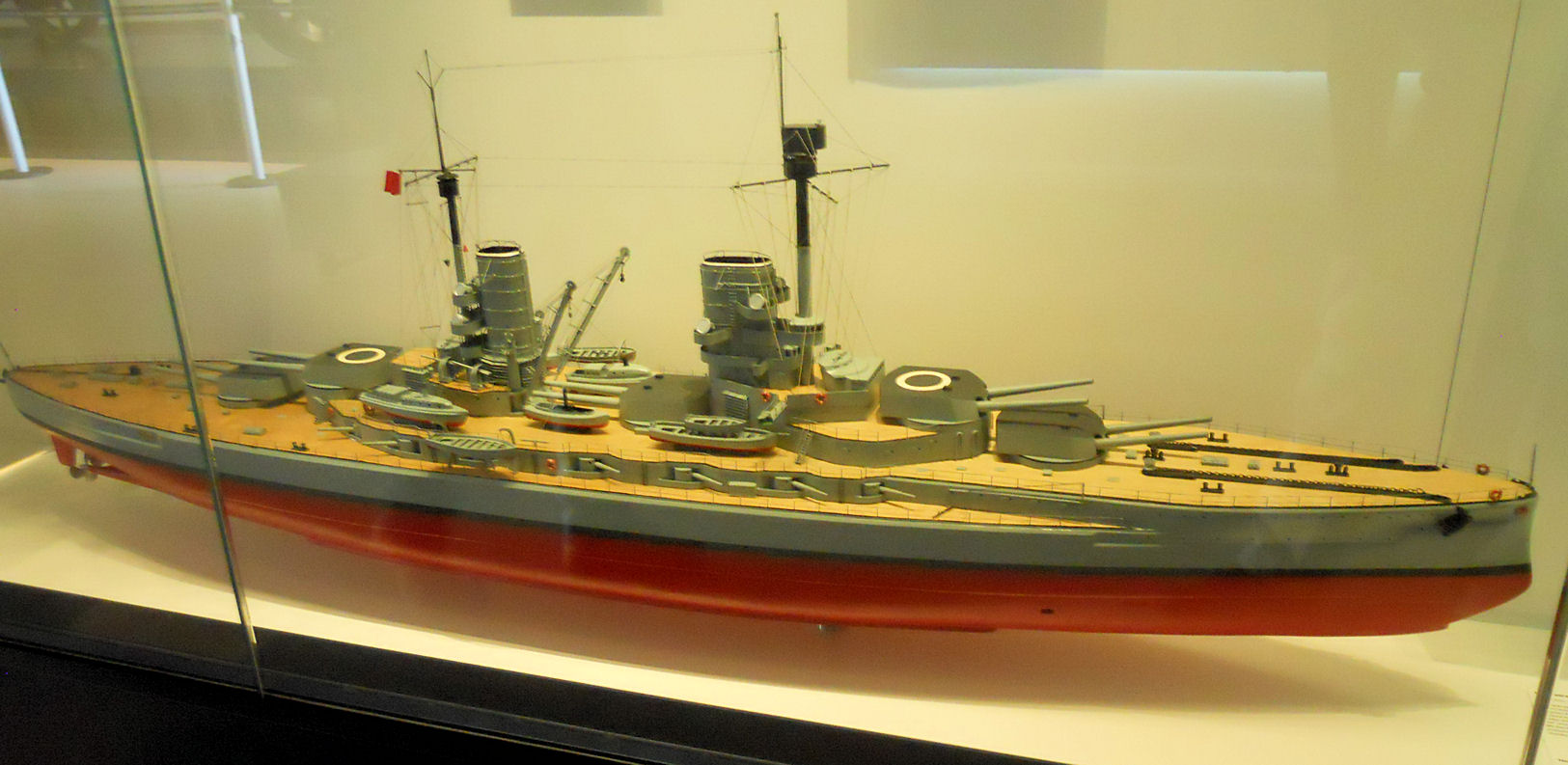
Modell der SMS Markgraf

## Revolution in Kiel
In Kiel suchten die Schiffsbesatzungen Kontakt mit Arbeitern und Landmarineeinheiten, um eine Befreiung der Verhafteten durchzusetzen. Eine große Demonstration zur Arrestanstalt wurde mit Waffengewalt gestoppt. Daraufhin wuchsen die Unruhen so stark an, dass schließlich Soldatenräte gebildet wurden, die die politische und militärische Macht in Kiel übernahmen. Gouverneur Wilhelm Souchon musste verhandeln. Die angeforderten Infanterieverbände erreichten Kiel zu spät, und die älteren Soldaten konnten nicht mehr dazu gebracht werden, gewaltsam gegen die Marineangehörigen vorzugehen. Die Arbeiter traten in einen Generalstreik, um einen schnellen Friedensschluss durchzusetzen und die Matrosen zu unterstützen. Sie gründeten einen Arbeiterrat, der die Behörden und politischen Gremien kontrollierte. Der aus Berlin nach Kiel entsandte SPD-Vertreter Gustav Noske scheiterte mit seinem Versuch, die Aufständischen zum Abbruch der Erhebung zu überreden. Diese schufen daraufhin eine effektivere Räteorganisation. Vorsitzender des Obersten Soldatenrats wurde zunächst Lothar Popp, später Karl Artelt. Noske ersetzte Gouverneur Souchon.

### Freitag, 1. November
Deutschland war im damaligen Weltkrieg in Militärbezirke aufgeteilt, deren kommandierende Offiziere nur dem Kaiser verantwortlich waren (Immediatrecht). Einer dieser Bezirke war Kiel mit dem Reichskriegshafen. Der Chef der Marinestation der Ostsee war gleichzeitig Gouverneur von Kiel und hatte in Kriegszeiten auch die zivile Gewalt inne. Ende 1916 wurde eine die Bezirke koordinierende Instanz geschaffen, die im Oktober 1918 die Rolle des „Obermilitärbefehlshabers“ erhielt. Mit diesem Amt wurde der preußische Kriegsminister General der Infanterie Heinrich Schëuch betraut. Am 30. Oktober 1918 hatte Admiral Wilhelm Souchon Gustav Bachmann im Amt des Kieler Gouverneurs abgelöst. Vizeadmiral Hugo Kraft ließ Souchon durch einen seiner Stabsoffiziere von der bevorstehenden Ankunft des III. Geschwaders und den Vorkommnissen unterrichten.

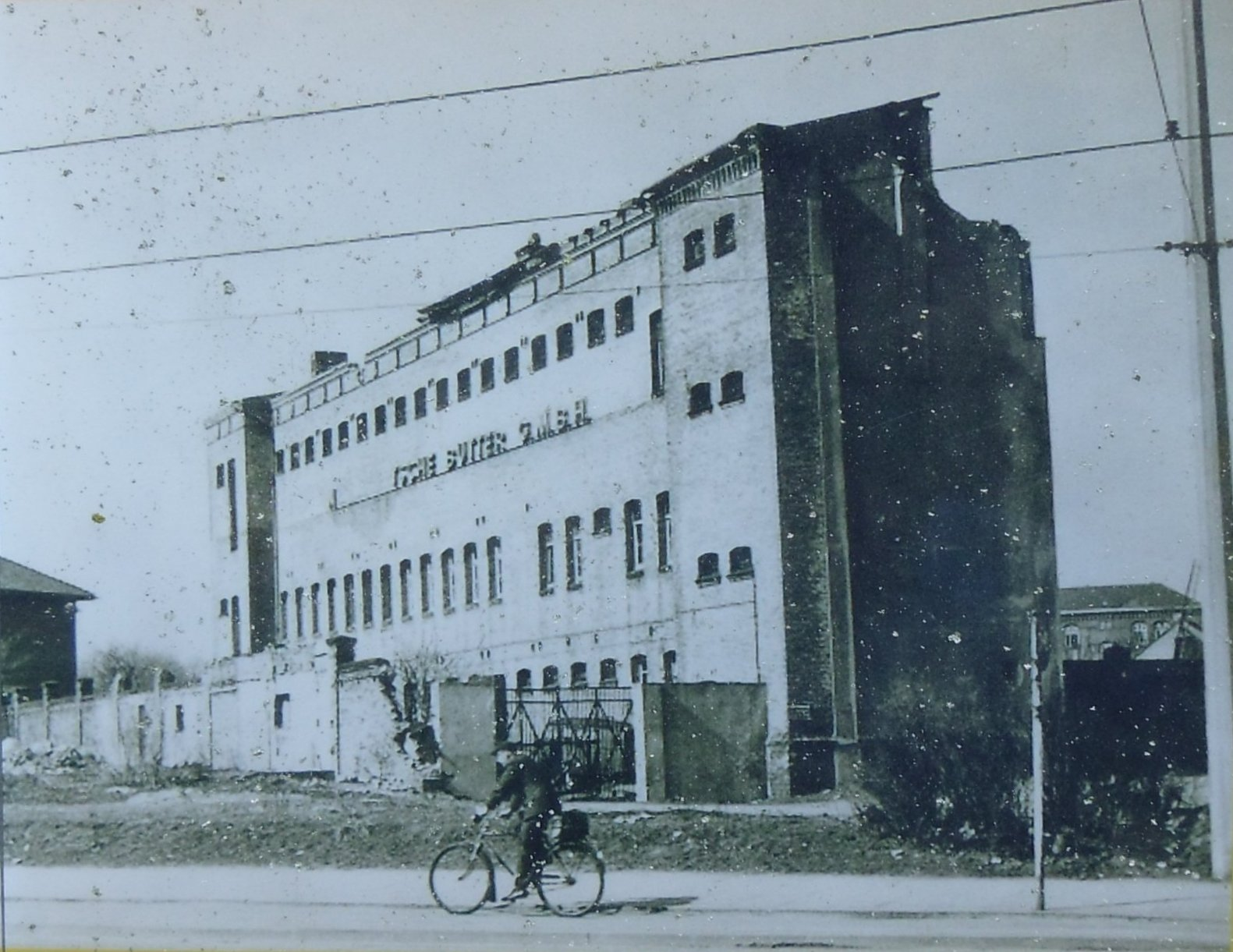
Die Arrestanstalt in der Feldstraße, 1955

Nachts gegen 1:00 Uhr am 1. November erreichte das Geschwader die Holtenauer Schleuse in Kiel. Von dort wurden die Verhafteten in die Arrestanstalt in der Feldstraße und in das Fort Herwarth im Norden Kiels gebracht. Einige Besatzungsmitglieder erhielten ohne Abstimmung mit dem Gouverneur Landurlaub. Um 10:00 Uhr sprachen Souchon und Kraft miteinander. Souchon wies eindringlich auf den in den nächsten Tagen erwarteten Generalstreik der etwa 70.000 Kieler Arbeiter hin. Eine Verbindung der potentiell aufrührerischen Besatzungen mit den kampferprobten Kieler Arbeitern sei unbedingt zu verhindern. Kiel sei außerdem überfüllt mit Soldaten u. a. wegen des Rückzugs von der flandrischen Küste. Kraft solle Kiel daher sofort wieder verlassen. Doch dieser meinte, die Besatzungen würden sich durch den Urlaub beruhigen. Er schickte sogar die SMS König ins Dock der Kaiserlichen Werft, so dass das Schiff auf längere Zeit in der Förde bleiben musste und eine Verbindung von Besatzung und Werftarbeitern geradezu heraufbeschworen wurde. Kraft und Souchon einigten sich nur auf eine intensive Überwachung der Landgänger durch Deckoffiziere und politische Polizei.

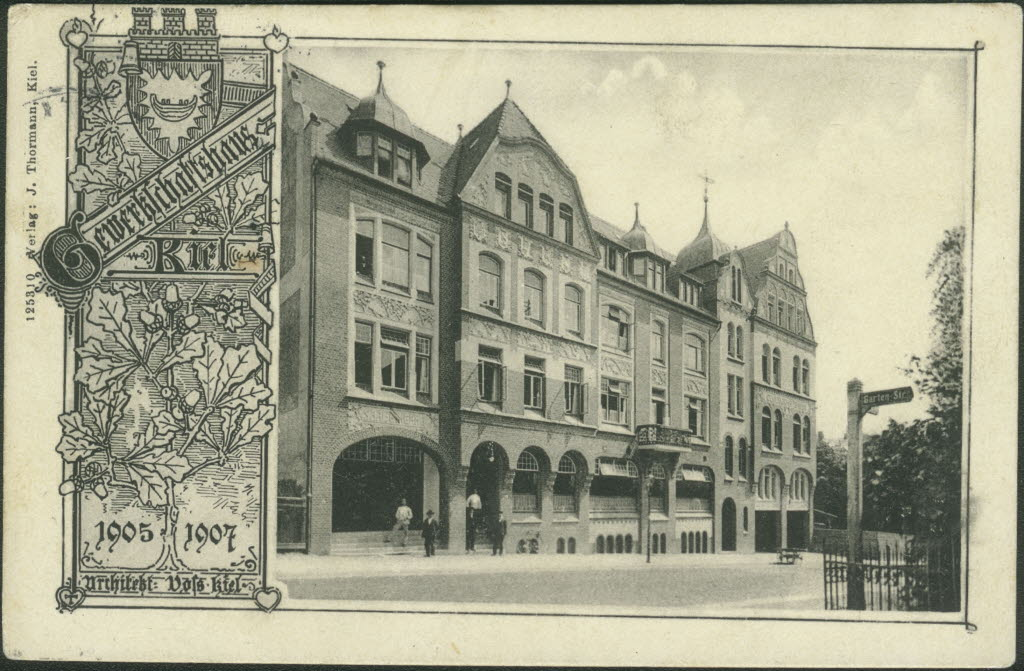
Das Kieler Gewerkschaftshaus in der damaligen Fährstraße (heute Legienstraße) ca. 1910

Die Besatzungen nutzten den großzügig erteilten Landgang für Beratungen. Etwa 250 Matrosen, Heizer und Unteroffiziere trafen sich dazu am Abend im Gewerkschaftshaus und vereinbarten, das erneute Auslaufen der Flotte mit allen Mitteln zu verhindern und Delegationen zu den Offizieren zu schicken, um die Freilassung ihrer Kameraden zu erreichen. Doch die Kommandanten wiesen die Delegierten ab. Für den nächsten Abend wurde ein weiteres Treffen im Gewerkschaftshaus vereinbart. Die Matrosen suchten verstärkt den Kontakt mit den Gewerkschaften, der USPD und der SPD. Aufgrund des harten Durchgreifens der Militärjustiz nach den Unruhen in der Flotte ein Jahr zuvor, war allen bewusst, dass den Verhafteten die Todesstrafe drohte. Vertrauensleute des III. Geschwaders sagten später, sie hätten erklärt: „Werden die Leute bestraft, gibt es eine große Erregung unter den Mannschaften, weil die Einzelnen bei der Gehorsamsverweigerung herausgegriffen worden sind. Deswegen haben wir gesagt, es darf nicht dazu kommen, dass die Leute bestraft werden, weil wir alle dabei gewesen sind.“

### Sonnabend, 2. November
Am 2. November um 9:00 Uhr kamen die verantwortlichen Offiziere, darunter der Militärpolizeimeister, zusammen, um ihre nächsten Schritte zu erörtern. Sie hatten Geheimberichte vom ersten Treffen der Matrosen erhalten. Kraft wollte den Besatzungen des III. Geschwaders noch immer Landgang gewähren. Jedoch wurden mehr Patrouillen ausgeschickt und eine Einsatzreserve des Seebataillons in der Maschinenbauschule nahe beim Gewerkschaftshaus bereitgehalten. Souchon verbot Marineangehörigen das Betreten des Gewerkschaftshauses und Versammlungen in Gastwirtschaften, um gemeinsame Aktionen von Arbeitern und Matrosen zu unterbinden. Posten wiesen Matrosen ab, die sich gegen 18:00 Uhr wieder beim Gewerkschaftshaus einfanden; auch der Wirt der Gastwirtschaft „Harmonie“ in der Faulstraße ließ sie nicht ein. Darauf gingen kleinere Gruppen auf getrennten Wegen zum abgelegenen Großen Exerzierplatz im Vieburger Gehölz. Dort versammelten sich allmählich etwa 600 Menschen, darunter auch Mitglieder an Land stationierter Marineeinheiten, von denen einige zur Arbeit auf der Werft abkommandiert waren.
Laut dem Bericht eines als Matrose verkleideten Kriminalbeamten eröffnete ein Besatzungsmitglied des III. Geschwaders die Versammlung. Er betonte nochmals, wie wichtig die Befreiung der Verhafteten sei. Je ein Redner von der Werftdivision und der Kaiserlichen Werft berichteten, ihre Truppenteile unterstützten dieses Anliegen. Als sechster Redner forderte Karl Artelt, Oberheizer der Torpedo-Division, den Dienst zu verweigern, um den Flottenvorstoß zu verhindern und einen sofortigen Friedensschluss durchzusetzen. Außerdem müssten die Militaristen und die herrschende Klasse entmachtet werden, notfalls mit Gewalt. Die folgenden Redner berichteten von den Streikvorbereitungen der Werftarbeiter und von einem Sicherheitsdienst in der Werftdivision zum Niederschlagen des Streiks. Bei Schießbefehlen auf Kameraden solle man in die Luft schießen und den kommandierenden Offizier durch Kolbenschläge unschädlich machen: Das schütze vor Entdeckung und mache die Kameraden nicht nervös. Urlaubssperren solle man ignorieren. Die Teilnehmer vereinbarten für den nächsten Tag eine große Protestversammlung. Drei hinzugekommene USPD-Vertreter, darunter Lothar Popp, versprachen Unterstützung mit allen Kräften. Als die Versammlung sich auflöste, erschien eine Kompanie Seesoldaten und nahm etwa 70 Personen fest, ließ sie jedoch wieder entkommen und zeigte so ihre Solidarität. Popp und Artelt trafen sich anschließend im Parteibüro der USPD in der Preußerstraße und erstellten tausende kleine Handzettel mit der Aufschrift: „Kameraden schießt nicht auf eure Brüder! Arbeiter demonstriert in Massen, lasst die Soldaten nicht im Stich!“
Am späten Abend berieten wichtige Offiziere in der Wohnung des Stabschefs Konteradmiral Hans Küsel über Gegenmaßnahmen. Sie analysierten dazu Polizeiberichte, die jedoch nicht das ganze Ausmaß der Solidarität der Seesoldaten und einer Kompanie der I. Matrosen-Division mit der Bewegung darlegten. Die führenden Offiziere schätzten ihre Einheiten im Wesentlichen weiterhin als zuverlässig ein. Sie informierten Souchon und es wurde daraufhin entschieden, keine Infanterie von außerhalb heranzuziehen.

### Sonntag, 3. November
Am Sonntag um 9:30 Uhr ließ der Kommandant der „Markgraf“ weitere 57 Besatzungsmitglieder verhaften. Stadtkommandant Heine befahl Einheiten des Seebataillons, die Verhafteten in das Fort Herwarth zu bringen. Die Abkommandierten verweigerten diesen Gefangenentransport zunächst und führten ihn erst nach längerem Zureden durch. Zur gleichen Zeit beschlossen die Spitzenvertreter der Marine in Kiel, nachmittags einen Stadtalarm auszurufen, um die geplante Versammlung auf dem Großen Exerzierplatz zu unterbinden. Außerdem sandten sie vermehrt Patrouillen aus. Weil Stadtkommandant Wilhelm Heine die erneute Befehlsverweigerung des Seebataillons wieder verschwieg und andere Kommandeure Loyalität ihrer Verbände behaupteten, wurde den Versammelten der Ernst der Situation nicht bewusst. In einem Fernschreiben an das Reichsmarineamt und die Marineführung kritisierte Souchon indirekt, dass Kraft das III. Geschwader nach Kiel geschickt und sich tagelang geweigert hatte, es wieder abzuziehen. Er bezeichnete die Situation als „äußerst gefährlich“ und bat darum, einen „hervorragenden sozialdemokratischen Abgeordneten hierherzuschicken, um im Sinne der Vermeidung von Revolution und Revolte zu sprechen.“
Bei einem Treffen von mehr als 5.000 Personen im Gewerkschaftshaus um 12:00 Uhr warf der SPD-Reichstagsabgeordnete Heinrich Stubbe den Alldeutschen vor, sie wollten den Krieg bis zur völligen Vernichtung Deutschlands fortsetzen. Er rief indirekt zum Streik auf. USPD-Mitglieder verteilten ihre Handzettel und luden mündlich zu der für den Nachmittag geplanten Versammlung ein.

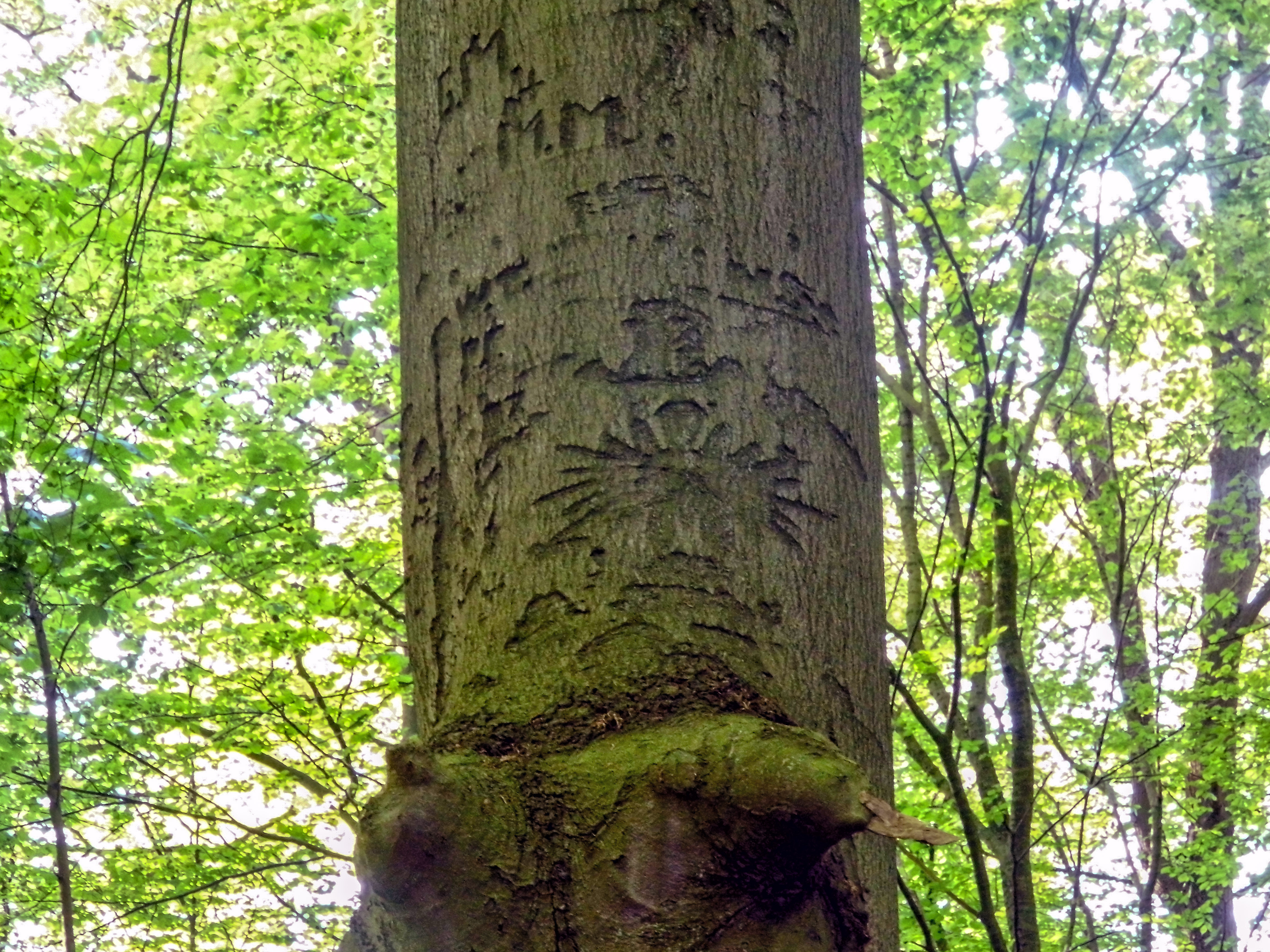
Reichsadler in ca. sechs Metern Höhe auf einer 150 bis 200 Jahre alten Rotbuche in der Nähe zum Großen Exerzierplatz im Vieburger Gehölz. Es wird vermutet, dass diese während des Matrosenaufstands eingeritzt worden sind.

Um 15:30 Uhr löste Heine den Stadtalarm aus. Trompeter und Trommler zogen durch die Straßen und forderten alle Militärangehörigen zur Rückkehr auf ihre Schiffe und in ihre Kasernen auf. Doch viele ignorierten den Befehl. Etliche wussten mit dem Signal nichts anzufangen; andere wurden dadurch überhaupt erst auf die geplante Versammlung aufmerksam. Gegen 17:30 Uhr hatten sich im Vieburger Gehölz etwa 5.000 bis 6.000 Soldaten, Arbeiter und Arbeiterinnen versammelt. Mehrere Redner traten auf, darunter der Kieler Gewerkschaftsführer Gustav Garbe und Karl Artelt. Garbe warb dafür, noch einige Tage mit der Gefangenenbefreiung zu warten, fand aber kein Gehör. Die Menge zog zum Lokal „Waldwiese“, wo eine Kompanie der I. Matrosen-Division untergebracht war. Angehörige dieser Einheit hatten am Vortag Befehle verweigert. Zwischen 18:15 und 18:30 Uhr stürmte die Menge das Gebäude von allen Seiten, befreite Häftlinge und erbeutete Waffen. Angesichts der Übermacht und der Unzuverlässigkeit seiner Mannschaften verzichtete der kommandierende Offizier auf Schießbefehle.
Ein kaum überschaubarer Zug von Demonstranten zog im Dunklen weiter zur Innenstadt und stieß dort wohl auf Sicherheitskräfte des Gouverneurs. Popp und Artelt berichteten später, man sei an der Hummelwiese (etwa 300 Meter vor dem Bahnhof) auf eine Postenkette getroffen und habe sie mühelos überrannt. Beim Bahnhof habe man eine Unteroffizierspatrouille getroffen und entwaffnet. Letzteres bestätigt ein zeitgenössischer Bericht der Kieler Zeitung. Nach einem damaligen Polizeibericht soll die Patrouille jedoch „königstreu“ weitermarschiert sein. Am Bahnhof geriet die 57-jährige Krankenpflegerin Maria Schneider im Gedränge unter eine Straßenbahn und starb. Die Demonstranten zogen weiter durch die Innenstadt. Die Deutsche Arbeiter-Marseillaise wurde gesungen, man ließ die Internationale und die Republik hochleben. Rufe „Weg mit dem Kaiser!“ lösten große Zustimmung aus. Schließlich marschierten die Demonstranten die Brunswiker Straße hoch. Als sie in die Karlstraße einbogen, um von dort in die Feldstraße zu gelangen, trafen sie auf ernsthaften Widerstand.

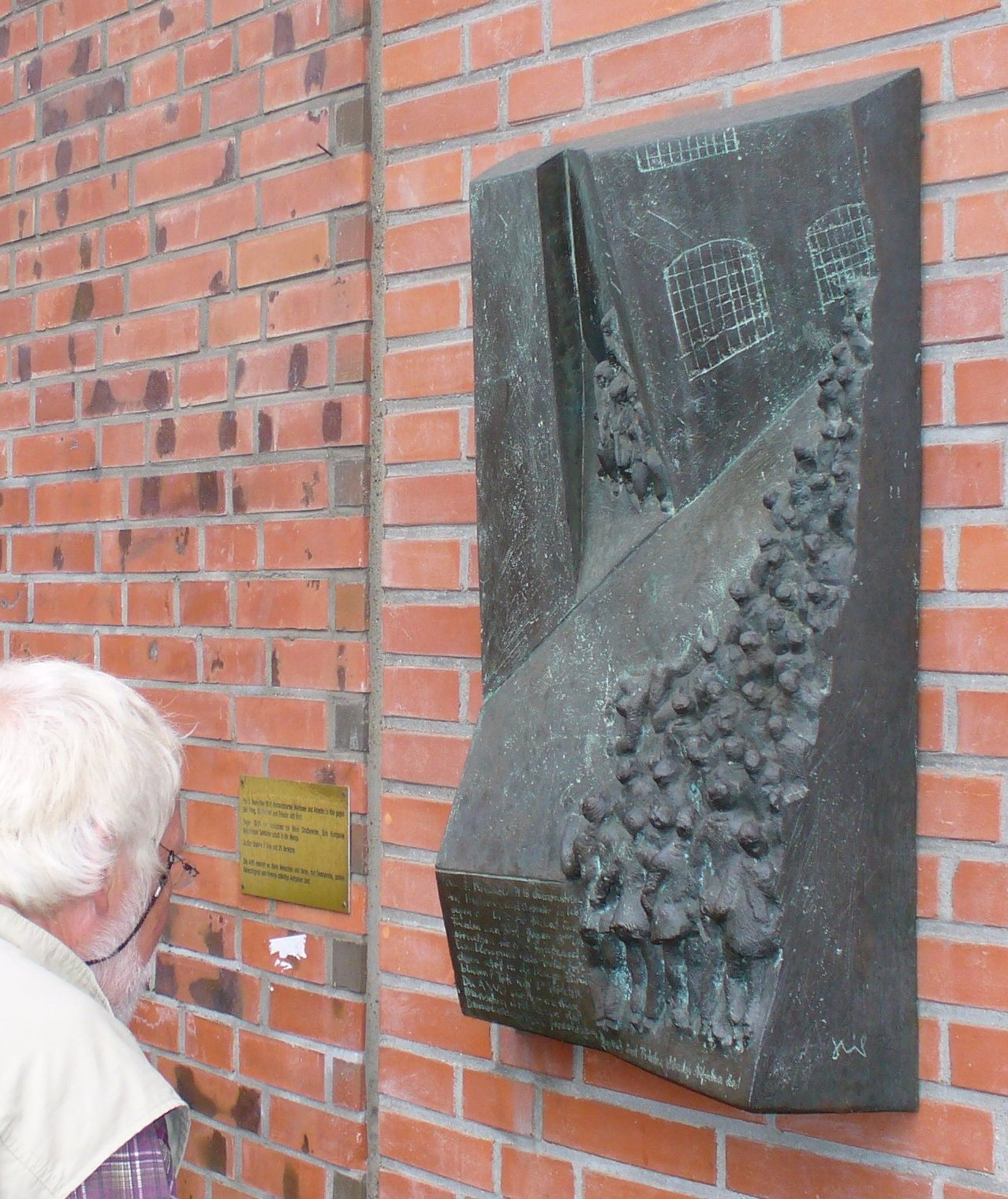
Eine Gedenktafel an der Ecke Feldstraße Langer Segen, gestaltet von dem Flensburger Bildhauer Hilger Schmitz, erinnert an die Ereignisse. Aufnahme 2007.

Der folgende Ereignisverlauf ist nicht abschließend geklärt, gilt anhand aller verfügbaren Dokumente aber als wahrscheinlich: Die Demonstranten trafen gegen 19:00 Uhr in der Karlstraße kurz hinter der Kreuzung mit der Brunswiker Straße auf eine Kette aus wenigen Schutzpolizisten, die nach kurzem Handgemenge in die Straße Langer Segen flohen. Kurz dahinter stand eine vermutlich mit Gewehren ausgerüstete weitere Postenkette aus 30 Rekruten und Unteroffizieren. Der kommandierende Offizier Oskar Steinhäuser (I. Torpedo-Division) ermahnte die Demonstranten, zurückzubleiben. Als diese jedoch weiter vordrangen, gab er Feuerbefehl. Die Soldaten schossen entgegen Steinhäusers Erwartung hauptsächlich in die Luft, trafen jedoch einen Demonstranten in den Arm. Steinhäuser wurde von hinten, eventuell von einem seiner Unteroffiziere, niedergeschlagen, konnte aber wieder aufstehen. Die Demonstranten drangen wieder vor. Nach erneutem Feuerbefehl schossen die Rekruten in Panik direkt in die Menge und flohen. Auch die Demonstranten wichen erst zurück, drangen jedoch bald wieder vor. Einige schlugen Steinhäuser erneut nieder, ein Pistolenschuss traf ihn in die Brust. Der Polizist Gittel und der Leutnant zur See Karl Weiß kamen ihm zu Hilfe. Weiß traf ein Pistolenschuss in den Kopf. Alle drei wurden weiter misshandelt, bis eine Krankenschwester einschritt. Daraufhin brachten Demonstranten die verletzten Gegner zu anderen Toten und Verletzten in das wenige Schritte entfernte Etablissement „Hoffnung“.
Eine Feuerwehrspritze fuhr mit hohem Tempo durch die Demonstration und sprengte die Menge auseinander. Als sich einige Demonstranten wieder sammelten, erschien eine Einheit der Ingenieur- und Deckoffizierschule und schoss auf ihre Füße und Beine. Kurz danach kam eine Einheit des Marine-Bataillons, deren Kommandant das Laden der Waffen anordnete. Daraufhin zerstreuten sich die verbliebenen Demonstranten endgültig. Für die restliche Nacht sind trotz Berichten über Schüsse keine weiteren Auseinandersetzungen bekannt geworden. Mit diesem Zusammenstoß begann der Kieler Matrosen- und Arbeiteraufstand. Dabei starben zunächst sieben Männer und später noch zwei weitere an ihren schweren Verletzungen. 31 Verletzte wurden in Lazarettbüchern aktenkundig, weitere nicht dokumentierte Verletzte gelten als wahrscheinlich. Steinhäuser, Weiß und Gittel wurden nach längerem Lazarettaufenthalt geheilt entlassen.
Souchon und Küsel verfolgten die Ereignisse in der Marinestation der Ostsee. Nach dem Sturm der „Waldwiese“ entzogen sie dem Kieler Polizeipräsidenten Walter von Brüning die Leitung der Maßnahmen und übertrugen sie dem Stadtkommandanten Heine. Gegen 19:00 Uhr forderten sie telefonisch vom IX. Reserve-Armee-Korps in Altona, Hauptquartier des Nachbarmilitärbezirks, Infanterieeinheiten an. Nach der Auflösung der Demonstration nahmen sie die Forderung zurück, weil sie glaubten, die Situation wieder zu beherrschen. Dass eventuell einer seiner Unteroffiziere Steinhäuser niedergeschlagen hatte und die Rekruten in Panik geflohen waren, erfuhren sie nicht. Außerdem hatte Kraft sich inzwischen bereit erklärt, das III. Geschwader am nächsten Morgen aus Kiel abzuziehen. Zudem liefen verschiedene Schiffe in die Förde ein, darunter die II. Torpedobootflottille. Auf den Torpedobooten und den U-Booten herrschte oft ein besseres Verhältnis zwischen Offizieren und Mannschaften. Souchon requirierte die Einheiten deshalb für den Schutz der Arrestanstalt, des Stationsgebäudes und des Offizierkasinos. Er ließ das USPD-Büro durchsuchen und befahl, dort angetroffene Personen festzunehmen. Die Aktion blieb ergebnislos. In einem weiteren Fernschreiben formulierte Souchon, es sei notwendig, Kiel zu entlasten. Entsprechend hatte man sich in Altona zusichern lassen, dass man im Nachbarbezirk Infanterie in Bereitschaft halten würde, so in Lübeck, Neumünster und Rendsburg, für den Fall, dass sich die Situation wieder verschlechtern würde. Andererseits schrieb Souchon, er sei zuversichtlich, Herr der Lage zu bleiben.

### Montag, 4. November
Doch schon in der Nacht um 2:00 Uhr gab es Unruhen unter den Marineangehörigen auf den Werften. Ab 4:00 Uhr gab es Berichte von Unruhen in verschiedenen Truppenunterkünften. Die Garnison wurde deshalb am frühen Morgen in Alarmbereitschaft versetzt, und das Gouvernement erneuerte die Anforderung von Infanterie. Dabei behielt man sich den Oberbefehl über die einzusetzenden Einheiten vor. Doch obwohl laut Küsel das Versprechen gegeben worden war, Einheiten bereitzuhalten, erreichte nur die Rendsburger Infanterie Kiel zu einem Zeitpunkt, an dem noch eine gewisse Aussicht auf einen erfolgreichen Eingriff vorhanden gewesen wäre.
Im Laufe des Vormittags hatten sich die Unruhen weiter ausgebreitet. Um 10 Uhr traten die Arbeiter der Germaniawerft in Gaarden und der Torpedowerkstatt in Friedrichsort in den Streik. Der Marineführung gelang es noch, Verhaftungen durchzusetzen und die Verhafteten in das Militärgefängnis in der Wik bringen zu lassen. Doch damit eskalierten auch die Ereignisse in der großen Kasernenanlage in diesem im Kieler Norden gelegenen Stadtteil. Die Angehörigen der I. Torpedodivision wollten um 13 Uhr die Kasernen verlassen und demonstrieren. Teile sammelten sich vor dem Gefängnis. Die Arresthauswache legte die Waffen nieder, dafür übernahmen Einheiten aus der nahe gelegenen Ingenieur- und Deckoffizierschule die Wache. Teile der benachbarten I. Werftdivision wurden bewaffnet, ließen sich jedoch von Soldaten der Torpedodivision entwaffnen. Deren Kommandeur ließ antreten und ermahnte seine Untergebenen, dass sie zu gehorchen hätten. Doch damit steigerte sich die Erregung weiter. Die Marineangehörigen demonstrierten auf dem Kasernengelände. Die I. Werftdivision und die U-Bootdivision schlossen sich an. Die Aufständischen bewaffneten sich weiter. Die Offiziere zogen sich zurück, die Arresthauswache wurde später abgezogen. Die Aufständischen wählten Soldatenräte und legten dem Kommandeur ihre Forderungen vor. Diese lauteten:
1. Abdankung des Hohenzollernhauses.
2. Aufhebung des Belagerungszustandes.
3. Freilassung unserer gemaßregelten Kameraden vom 3. Geschwader.
4. Freilassung aller im Zuchthaus zu Celle [im Original „Zelle“] sitzenden Kameraden von der Matrosenerhebung im Jahre 1917.
5. Freilassung sämtlicher politischer Gefangenen.
6. Einführung des allgemeinen, gleichen und geheimen Wahlrechts für beide Geschlechter.

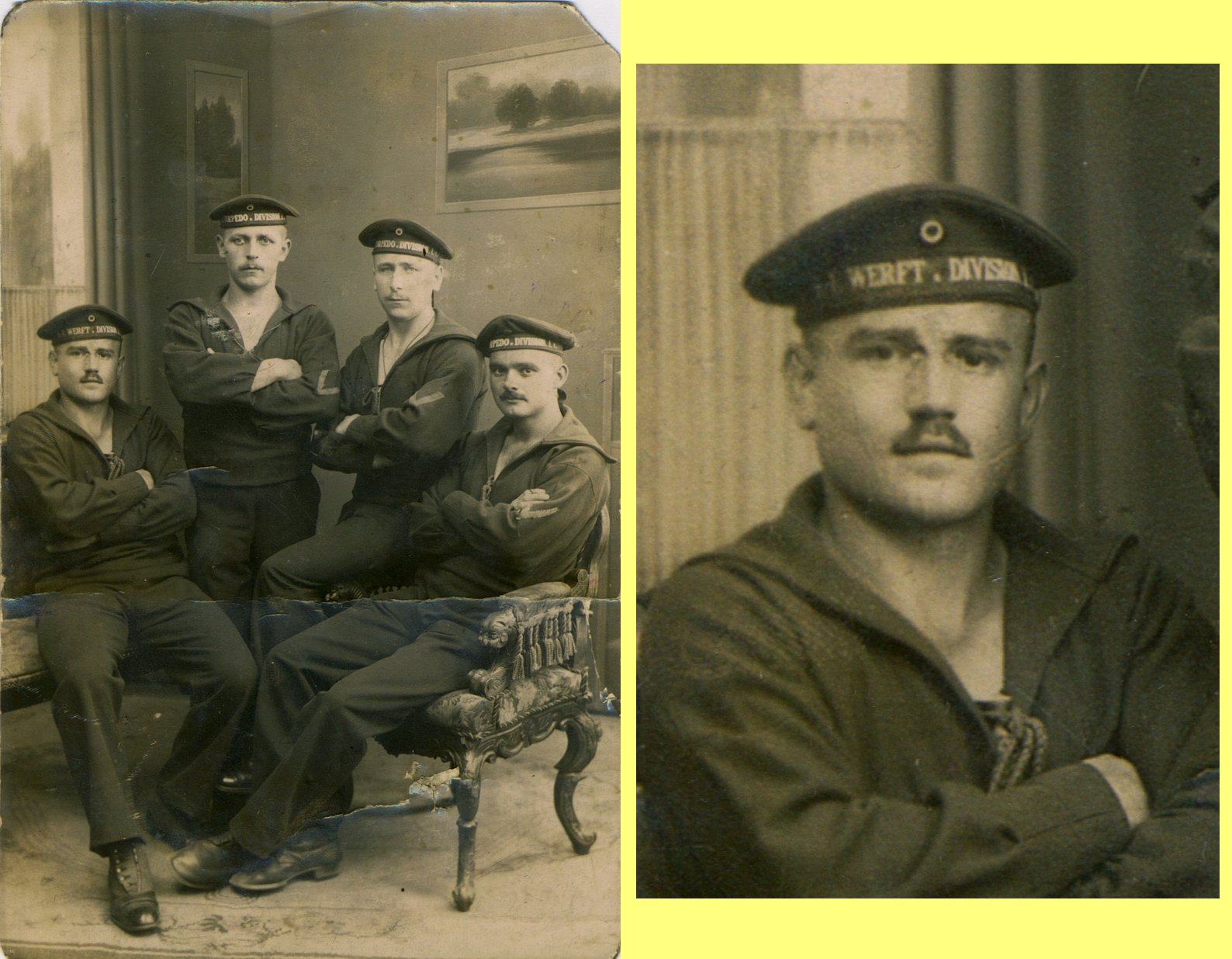
Karl Artelt wurde Vorsitzender des ersten in Deutschland gebildeten Soldatenrats (Foto 1914 in Kiel-Wik)

 Die Soldatenräte etablierten sich als direkte Machtorgane der Soldaten anstelle der Offiziere. Erster Vorsitzender wurde Karl Artelt.
Die Rendsburger Infanterie befand sich noch wenige Kilometer entfernt von der Kasernenanlage. Die 180 Mann kamen zu spät. Sie hätten keine Chance gegen die inzwischen auf mehrere tausend Mann angewachsenen bewaffneten Aufständischen gehabt. Stadtkommandant Heine musste um 13:45 Uhr feststellen, dass die noch verfügbaren Machtmittel völlig unzureichend gegenüber den ständig weiter Zulauf erhaltenden Aufständischen waren. Um kurz nach 14 Uhr entschloss sich Souchon zu verhandeln. Er untersagte den Schusswaffengebrauch und ließ eine Delegation aus der Wik in die Marinestation kommen. Artelt und weitere Mitglieder des Soldatenrats fuhren mit einer großen roten Fahne am Auto zum Gouverneur.
Zu diesem Zeitpunkt verließ das III. Geschwader Kiel ohne die im Dock liegende König. Am Morgen hatte Souchon Kraft nochmals eindringlich gebeten, die Schiffe abzuziehen. Doch obwohl Kraft dies bereits zugesagt hatte, war immer noch Urlaub gewährt worden, und die Kessel mussten erst geheizt werden. So verzögerte sich die Abfahrt nochmals. Etwa tausend Mann blieben an Land. Die Matrosen auf den Schiffen weigerten sich, die Leinen loszuwerfen. Das mussten Fähnriche und Deckoffiziere besorgen. Das Geschwader fuhr nach Travemünde, wo es bis zum 9. November blieb. Auf der Rückfahrt nach Kiel durften die Offiziere die Schiffe nicht mehr führen, das Kommando hatten jetzt die Soldatenräte.
Souchon sicherte der Delegation aus der Wik zu, keine weiteren Truppen von auswärts heranzuziehen und die auf dem Weg befindlichen Einheiten zurückzuschicken. Außerdem willigte er ein, die Verhafteten aus dem III. Geschwader freizulassen. Auf dem Weg zurück in die Wik traf Artelt auf die Rendsburger Infanterie, hielt eine Ansprache und beschwor sie, nicht auf Kameraden zu schießen. Die Truppe zog sich daraufhin, wohl aber auch, weil sie inzwischen der Rückzugsbefehl erreicht hatte, in Richtung Innenstadt zurück. In der Wik verkündete die Delegation die Ergebnisse. Eine riesige Demonstration setzte sich in Bewegung, um die bevorstehende Freilassung mitzuerleben und um eine große Versammlung auf dem Wilhelmplatz abzuhalten.
Um 17 Uhr fand eine weitere Verhandlungsrunde in der Station statt. Souchon hatte Vertreter der Arbeiterbewegung dazugeladen, die gerade an einer großen Versammlung im Gewerkschaftshaus teilnahmen. Popp und Classen für die USPD, Rausch und Poller für die MSPD sowie erneut Vertreter der Matrosen, darunter wieder Karl Artelt, kamen in die Station und trugen ihre Forderungen vor. Souchon erklärte sich bereit, diese Forderungen allen Truppenteilen bekannt zu machen. Des Weiteren wurde eine erneute Verhandlungsrunde anberaumt, an der die aus Berlin erwarteten Abgesandten teilnehmen sollten. Es handelte sich um Conrad Haußmann als Vertreter der Regierung und Gustav Noske als Vertreter der SPD-Führung.
Danach begaben sich Karl Artelt und der Kriegsgerichtsrat Eichheim in die nahegelegene Militärarrestanstalt in der Feldstraße und ließen gemeinsam die Verhafteten des III. Geschwaders frei. Diese wurden von den inzwischen dort angelangten Marineangehörigen aus der Wik begeistert begrüßt. Anschließend zog man weiter auf den Wilhelmplatz. Artelt holte Noske um 19:30 Uhr vom Bahnhof ab, wo dieser ebenfalls von einer großen Menschenmenge begeistert begrüßt wurde, und brachte ihn zum Wilhelmplatz. Dort rief Noske in einer kurzen Rede dazu auf, Ordnung zu bewahren. Kurz danach fiel ein Schuss, die Menge löste sich schnell auf und eine allgemeine Schießerei setzte ein. Es handelte sich aber offenbar nur um Freudenschüsse.
Um 21 Uhr fand dann die dritte Verhandlungsrunde im Gouvernement statt. Dazu liegen ein Protokoll der Kieler Marinebehörden und eine Zusammenfassung von Popp und Artelt vor; letztere wurde noch im Dezember 1918 verfasst. Die gesamte militärische Führung in Kiel saß den Führern der Matrosen- und Arbeiterbewegung gegenüber. Außerdem waren Haußmann und Noske anwesend. Die Militärs verfügten über keine Machtmittel mehr. Sie hatten nochmals bestätigen müssen, dass alle von auswärts entsandten Militäreinheiten zurückgezogen würden. Die im Keller der Marinestation untergebrachte Infanterieeinheit aus Neumünster hatte sich laut zeitnahen Aufzeichnungen des Vizeadmirals Wurmbach und Lothar Popps mit den Aufständischen solidarisiert. Noske und Haußmann versprachen, die nicht in Kiel zu klärenden Forderungen nach Berlin zu übermitteln. Lothar Popp stellte nach einer späteren Aussage abschließend fest: „Sie reden immer von einer Matrosenrevolte. Das war es vielleicht gestern und vorgestern noch, aber heute nicht mehr. Wir befinden uns jetzt hier am Anfang der deutschen Revolution.“

#### Souchons Verhalten
Neben der erwähnten Einheit aus Rendsburg kamen weitere Infanteristen nach Kiel, die aber noch deutlich später eintrafen. Eine Einheit von 16 Offizieren und 420 Mann, ausgerüstet mit Maschinengewehren und Minenwerfern, erreichte den Kieler Bahnhof um ca. 15 Uhr als Souchon bereits alle militärischen Maßnahmen gegen die Aufständischen zurückgenommen hatte. Der kommandierende Offizier, Hauptmann Erich Trowitz, ließ eine kleine Gruppe zum Schutz des Bahnhofs zurück und zog dann zur Marinearrestanstalt, wurde aber wenig später in die Oberrealschule in der Waitzstraße verlegt, wo auch bald die Gruppe aus Rendsburg eintraf. Später fand sich auch Oberstleutnant v. Raven ein, der die Maßnahmen in Kiel in Zusammenarbeit mit zwei vom Gouverneur zur Verfügung gestellten Seeoffizieren hätte befehligen sollen. Wie oben erwähnt wurden hundert Mann der Neumünsteraner unter Oberleutnant Otto von Trotta genannt Treyden zum Schutz der nahe gelegenen Station in den dortigen Keller verlegt. Einheiten aus Lübeck und Schleswig erschienen erst am Abend in Kiel und gaben im oder vor dem Bahnhof ihre Waffen ab und fuhren dann großteils wieder zurück.

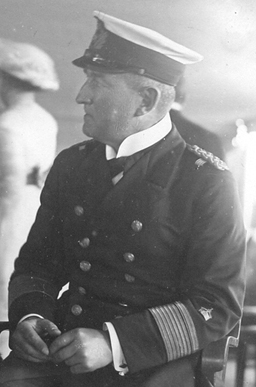
Souchon vermutlich 1915 als Konteradmiral und Oberbefehlshaber der osmanischen Marine.

 Trowitz behauptete in einem Artikel, der im Jahr 1936 veröffentlicht werden sollte, der aber auf Verlangen des Reichskriegsministers Werner von Blomberg eingestampft werden musste, dass er damals den Aufstand leicht hätte niederschlagen können, wenn Souchon ihm nicht verboten hätte, Waffengewalt anzuwenden. Im Jahr 1978 erneuerte Ernst-Heinrich Schmidt in seiner Dissertation diese These, wobei er sich ganz wesentlich auf Trowitz stützte, ohne dass eine kritische Bewertung dieser Quelle in seiner Arbeit deutlich wurde. Trowitz’ Behauptung, dass seine Truppe einen Schießbefehl gegen die Aufständischen durchgeführt hätte, muss jedoch aufgrund einer Vielzahl von Indizien und aufgrund der damaligen weitreichenden Demoralisierung der Truppen als unglaubwürdig angesehen werden. Ähnlich verhält es sich mit seiner Aussage, die ebenfalls von Schmidt übernommen wurde, dass ein massierter Einsatz von außerhalb den Aufstand hätte niederwerfen können. Der kommandierende General des angrenzenden stellvertretenden Generalkommandos des IX. Armee-Korps in Altona Adalbert von Falk schrieb 1936 an Trowitz, dass er, obwohl er sich bereits seit dem Abend des 3. November, in Abstimmung mit dem Kriegsminister, intensiv bemühte, keine ausreichenden Truppen mehr habe „zusammenraffen“ können.
Nach Dähnhardt hatten die Schüsse in der Karlstraße gezeigt, dass sich die lange angestaute, tiefsitzende Unzufriedenheit nicht mehr mit Gewalt unterdrücken ließ und dass diese Gewalt vielmehr den Solidarisierungsprozess der Matrosen untereinander und auch mit den Kieler Arbeitern verstärkte. Damit hätte Souchon in Kiel vor kaum lösbaren Aufgaben gestanden. Er musste sich auf seine Untergebenen verlassen, die die Lage viel zu optimistisch einschätzten oder nicht den Mut hatten, eigene Versäumnisse einzugestehen. Zum anderen breitete sich der Aufstand so schnell aus, dass die Offiziere resignierten. Souchon bewies jedoch Verantwortungsbewusstsein, denn rücksichtslose Gewaltanwendung hätte den Aufstand nicht mehr unterdrücken können, hätte aber ein Chaos mit unabsehbaren Folgen heraufbeschworen. Ähnlich urteilen auch Deist, Wette und Rackwitz.

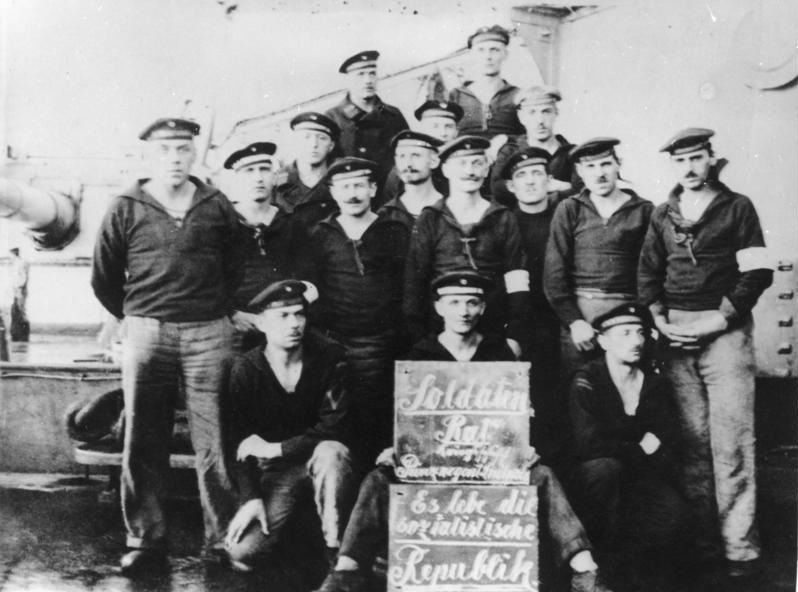
Soldatenrat an Bord des Linienschiffs Prinzregent Luitpold. Das Schiff befand sich in dieser Zeit in Wilhelmshaven.

Am Abend des 4. November war Kiel damit fest in der Hand der Aufständischen. Überall wurden Soldatenräte gebildet. Eine Versammlung von Vertrauensleuten hatte für den folgenden Tag den Generalstreik beschlossen.

### Dienstag, 5. November
Noch in der Nacht vom 4. auf den 5. November fanden mehrere bewaffnete Auseinandersetzungen statt. So nahmen Matrosen das Hansa-Hotel und ein Lastauto in der Ringstraße unter Feuer, weil sie den Eindruck hatten, dass sie von Offizieren beschossen würden. Neben weiteren Schießereien auf der Werft kam es zu einer „wahnsinnigen Schießerei“ beim Seekadettenschulschiff Elsass.
Immer wieder kamen Gerüchte auf, dass die Wandsbeker Husaren im Anmarsch wären. Zur Abwehr wurden Einheiten formiert und ein Kriegsschiff in die Hörn verlegt. Lothar Popp nahm den Gouverneur als Geisel und setzte ihn im Bahnhof fest. Als sich herausstellte, dass die Gerüchte nicht stimmten, wurde Souchon zurück in sein Hotel gebracht.
Gegen 7:30 Uhr setzten die Schiffe im Kieler Hafen die rote Fahne. Dabei kam es zu Auseinandersetzungen auf einigen Schiffen und zur Flucht der Schlesien sowie eines Torpedoboots und eines U-Boots. Auf dem im Dock liegenden Schlachtschiff König hatte der Kommandant schon früher die Kriegsflagge setzen lassen. Er befahl zwei Offizieren, die Fahne zu verteidigen. In einem längeren Schusswechsel wurden diese und der Kommandant selbst schwer verwundet; danach wurde auch hier die rote Fahne gesetzt. Ein Matrose und die Offiziere starben, der Kommandant überlebte.
Diese Vorgänge zeigen, dass sich handlungsfähige führende Gruppen der Aufständischen gebildet hatten. Die Soldatenräte waren spontan entstanden und vielfach wohl einfach auf Zuruf gewählt worden. Schon seit dem 4. November ab 13 Uhr saß eine große Zahl von Abordnungen im großen Saal des Gewerkschaftshauses zusammen, versuchte Ziele und Programm der Bewegung zu formulieren, Strukturen aufzubauen und die Aktionen zu koordinieren. Als dann die Nachricht von der Bewaffnung der Aufständischen und wohl auch von der Bildung der Räte in der Wik eintraf, stieß dies auf Begeisterung bei den Anwesenden. Dies dürfte zu einer weiteren Festigung der Strukturen beigetragen haben. So berichtete Popp, als er am frühen Morgen des 5. November von der Verhandlung beim Gouverneur ins Gewerkschaftshaus zurückkam, „… es gelang schnell eine gewisse Einteilung und ein bestimmtes Kommando zu schaffen. In einigen der Zimmer und Bureaus hatte sich der Soldatenrat niedergelassen, der unverzüglich seine Arbeit begann.“ Nikolaus Goßrau begann im Auftrag der Räte mit dem Aufbau eines Sicherheitsdienstes.

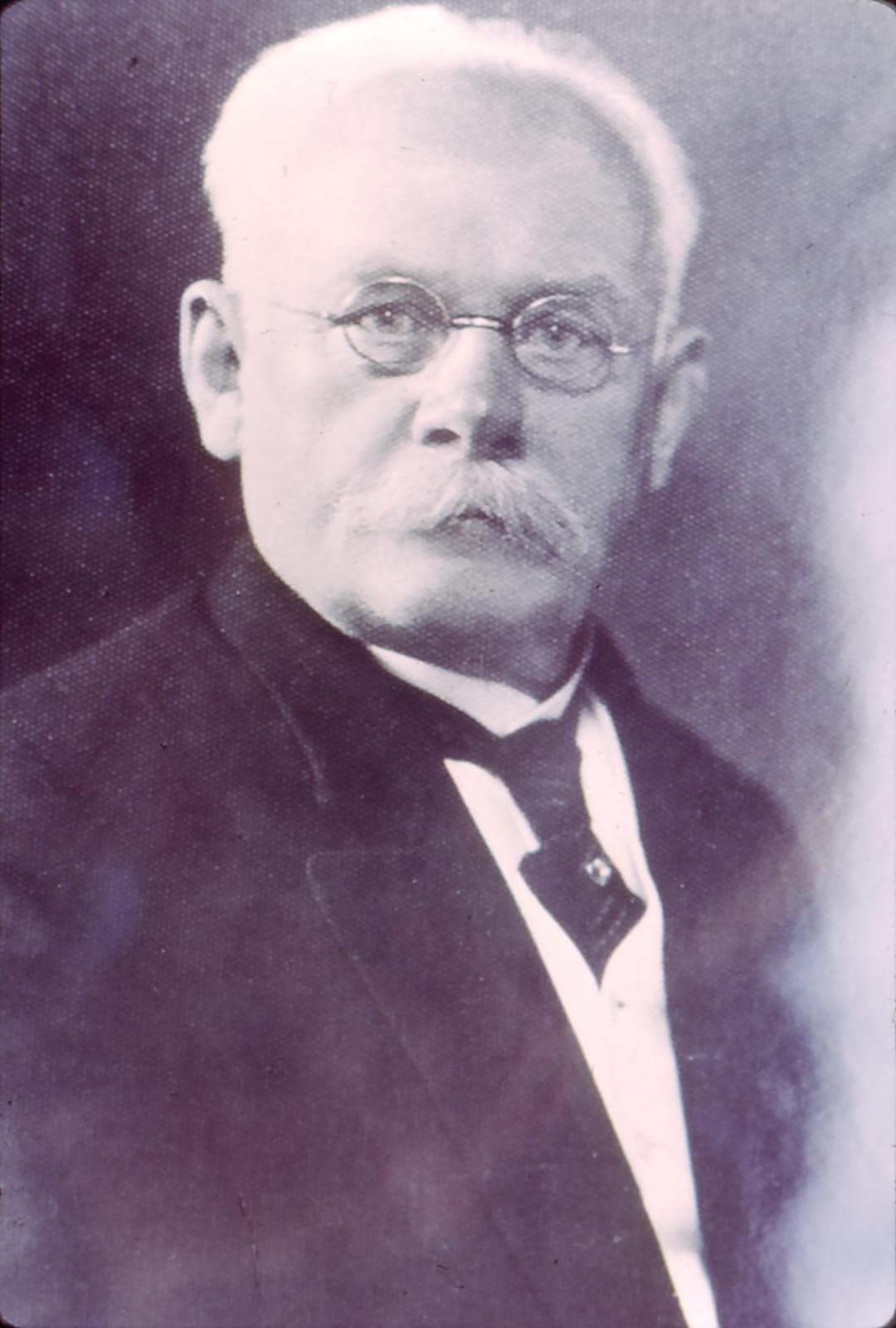
Foto Gustav Garbes aus dem Kieler Gewerkschaftshaus, aufgenommen vermutlich in den 1920er Jahren.

Zwei Stunden nach der oben erwähnten Matrosenversammlung trafen sich Obleute und Vertrauensleute in demselben Saal im Gewerkschaftshaus und beschlossen den Generalstreik zur Unterstützung der Bewegung. Am frühen Morgen gegen 5 Uhr bildete sich auch ein Arbeiterrat. Er bestand im Wesentlichen aus Vertretern beider sozialdemokratischer Parteien, aus Gewerkschaftsfunktionären und Vertrauensleuten. Vorsitzender des Arbeiterrats wurde der Vorsitzende des Kieler Gewerkschaftskartells Gustav Garbe.

#### Die 14 Kieler Punkte
Vertreter der Marineangehörigen und der Arbeiter einigten sich vermutlich ebenfalls am frühen Morgen des 5. November auf die 14 Kieler Punkte, die dann in den nächsten Tagen von vielen weiteren Räten in ganz Deutschland übernommen wurden:

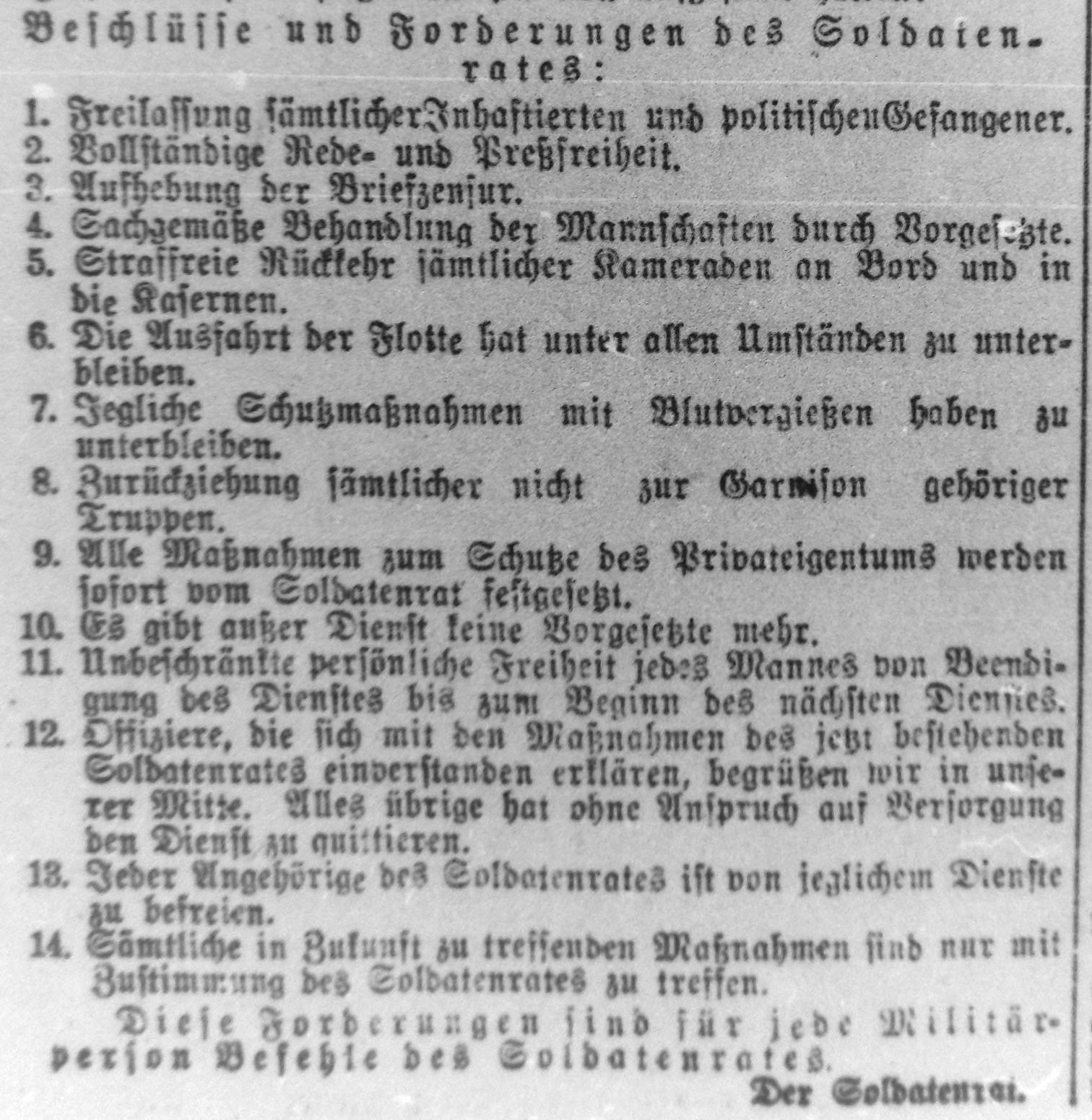
Die 14 Kieler Punkte in der Schleswig-Holsteinischen Volkszeitung

1. Freilassung sämtlicher Inhaftierten und politischen Gefangenen.
2. Vollständige Rede- und Pressefreiheit.
3. Aufhebung der Briefzensur.
4. Sachgemäße Behandlung der Mannschaften durch Vorgesetzte.
5. Straffreie Rückkehr sämtlicher Kameraden an Bord und in die Kasernen.
6. Die Ausfahrt der Flotte hat unter allen Umständen zu unterbleiben.
7. Jegliche Schutzmaßnahmen mit Blutvergießen haben zu unterbleiben.
8. Zurückziehung sämtlicher nicht zur Garnison gehöriger Truppen.
9. Alle Maßnahmen zum Schutze des Privateigentums werden sofort vom Soldatenrat festgesetzt.
10. Es gibt außer Dienst keine Vorgesetzten mehr.
11. Unbeschränkte persönliche Freiheit jedes Mannes von Beendigung des Dienstes bis zum Beginn des nächsten Dienstes.
12. Offiziere, die sich mit den Maßnahmen des jetzt bestehenden Soldatenrates einverstanden erklären, begrüßen wir in unserer Mitte. Alles Übrige hat ohne Anspruch auf Versorgung den Dienst zu quittieren.
13. Jeder Angehörige des Soldatenrates ist von jeglichem Dienste zu befreien.
14. Sämtliche in Zukunft zu treffenden Maßnahmen sind nur mit Zustimmung des Soldatenrates zu treffen.

Der Katalog beschrieb die sofort zu treffenden Maßnahmen und zementierte die bestimmende Rolle des Soldatenrats in Kiel. Er verzichtete aber auf eine längerfristige politische Programmatik und setzte vorerst auf das Weiterarbeiten der bestehenden Institutionen. Lediglich in Punkt 12 wurden Ansätze für eine tiefergehende Militärreform angedeutet, indem nur noch solche Offiziere akzeptiert werden sollten, die von den Mannschaften anerkannt wurden. Mit diesem Katalog, so urteilt Kollex, gelang es, Geschlossenheit herzustellen und damit die Macht zu sichern. Die fehlende Weitsicht führte Dähnhardt unter anderem auf die heterogene Zusammensetzung der Gremien zurück – so gab es im III. Geschwader starke Tendenzen, sich mit der Regierung zu arrangieren. In der politischen Kurzsichtigkeit sieht er eine wesentliche Ursache, dass die Soldatenräte nach ca. sechs Monaten wieder aufgelöst werden konnten.
In Kiel schufen die Aufständischen jetzt Fakten und nahmen den Offizieren Waffen, Säbel, Kokarden und Rangabzeichen ab. Gegen 10 Uhr setzte der Arbeiterrat Beigeordnete für die zivilen Einrichtungen ein, denen alle wichtigen Vorgänge vorgelegt werden mussten, und die in die Entscheidungen eingreifen konnten. Vielfach wurde dabei auf politisch erfahrene Stadtverordnete zurückgegriffen, denen der Zugang zu hauptamtlichen Stellen bisher durch das undemokratische Zensuswahlrecht verwehrt war. Das Ernährungsamt wurde direkt übernommen. Auch auf dem Rathaus wurde die rote Fahne gesetzt.

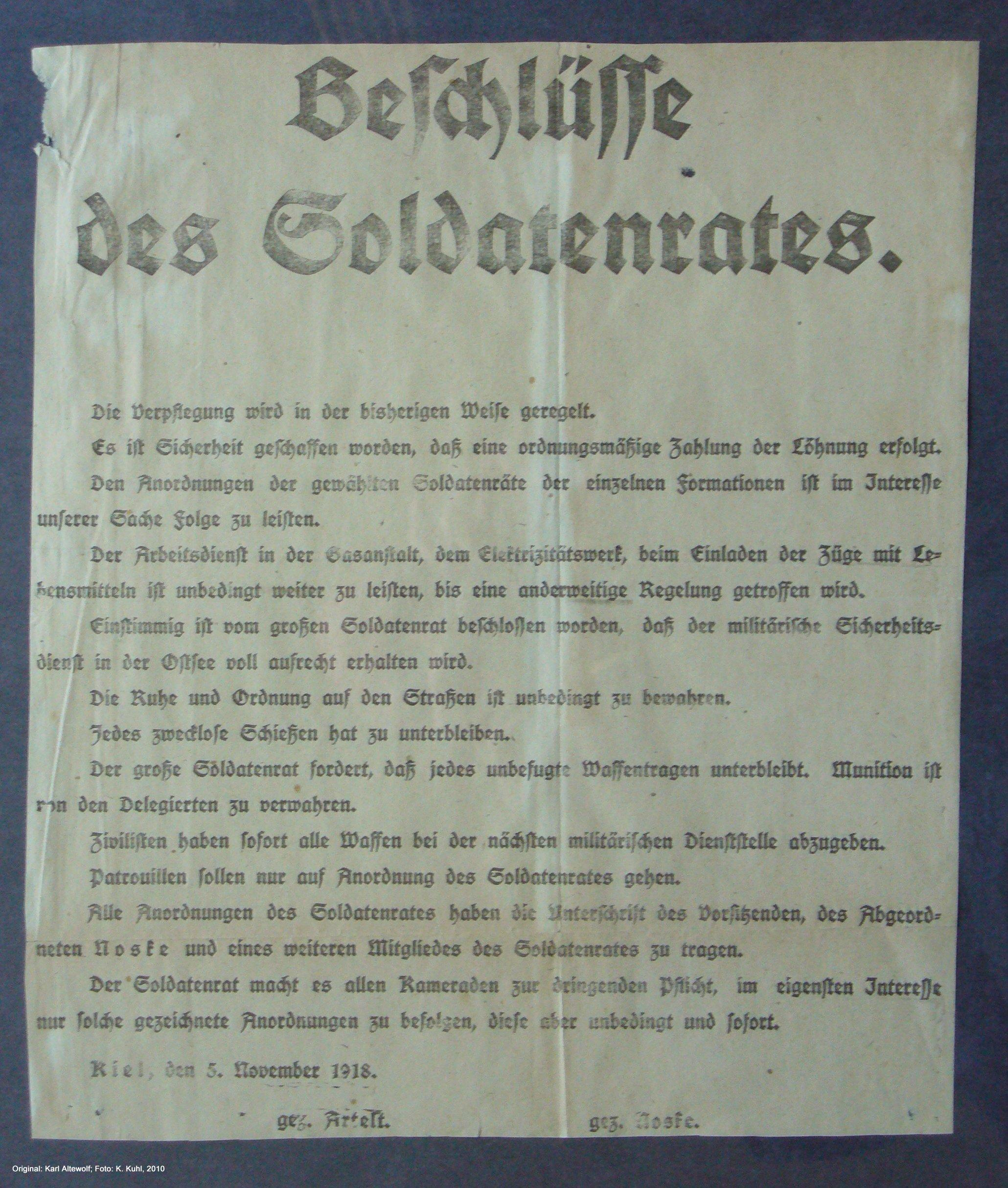
Beschlüsse des Soldatenrats vom 5. November 1918

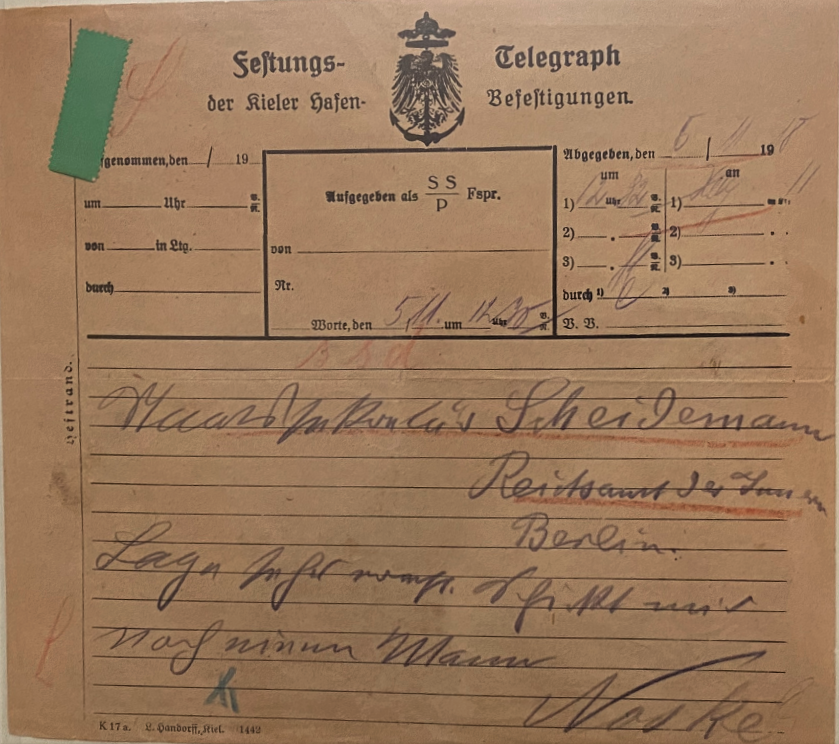
Telegramm Noske an Staatssekretär Scheidemann vom 5. November 1918: „Lage sehr ernst. Schickt mir noch einen Mann.“

 Etwa um 13 Uhr wurde erneut eine große Versammlung auf dem Wilhelmplatz abgehalten. U. a. hielten Popp und Noske Reden, die aber wegen des schlechten Wetters nur kurz ausfielen. Noske erklärte, dass es eine straffe Führung brauche, und er bot an, dass er sich der Bewegung annehmen könne. Daraufhin wurde er zum vorläufigen Vorsitzenden des Soldatenrats gewählt. Noske legte in seiner 1920 erschienenen Rechtfertigungsschrift „Von Kiel bis Kapp“ dar, er habe am Vormittag trotz intensiver Suche keine Führung der Bewegung finden können. Daraufhin sei von Artelt oder Garbe vorgeschlagen worden, dass Noske selbst die „Leitung der Geschäfte vorläufig […] übernehmen“ solle. Doch Noskes Aussage, er habe keine Führung der Bewegung finden können, wird von Kuhl als wenig glaubwürdig eingeschätzt, denn Noske selbst erwähnt verschiedene Gruppen im Gewerkschaftshaus. Dort gab es nach Aussagen Popps Zusammenschlüsse, die den Aufstand organisierten (Sicherheitsdienst, Verteidigung Kiels, Funkverkehr, Rückruf der Schiffe, Setzen der roten Fahnen, …) – wenn auch nicht zentral gesteuert. Neben der mangelnden zentralisierten Zusammenfassung waren die Akteure auch wenig erfahren in Verwaltungsfragen (Löhne, Versorgung, …). Deshalb stimmten die Aufständischen zu, dass Noske diese Dinge in die Hand nahm, wollten aber wohl nicht, dass politische Entscheidungen getroffen wurden, bis nicht ein vergleichbares politisches Schwergewicht der USPD aus Berlin, wie etwa Haase oder Ledebour, eingetroffen war. Das am Folgetag vom Soldatenrat veröffentlichte Plakat, beschrieb auch eher organisatorische Fragen und war sowohl von Noske als auch von Artelt unterzeichnet. Noske ließ sich dann ein Büro in der Marinestation einrichten, von wo diese Dinge wohl einfacher zu erledigen waren und wo sich wohl auch Artelt öfters aufhielt.
Zu diesem Zeitpunkt kurz nach 13 Uhr setzte in großen Teilen der Stadt eine intensive Schießerei ein, die bis etwa 15 Uhr andauerte. Die Matrosen hatten den Eindruck, dass Offiziere auf sie schössen, besonders aus Fenstern höherer Stockwerke. Es liegen bisher nur wenige und unsichere Nachweise dafür vor. Dagegen gibt es ebenfalls wenige aber gut untersuchte Fälle, in denen sich die Unschuld der Beschuldigten herausgestellt hatte. Es gab 10 Tote und mindestens 21 durch Schusswunden Verletzte.

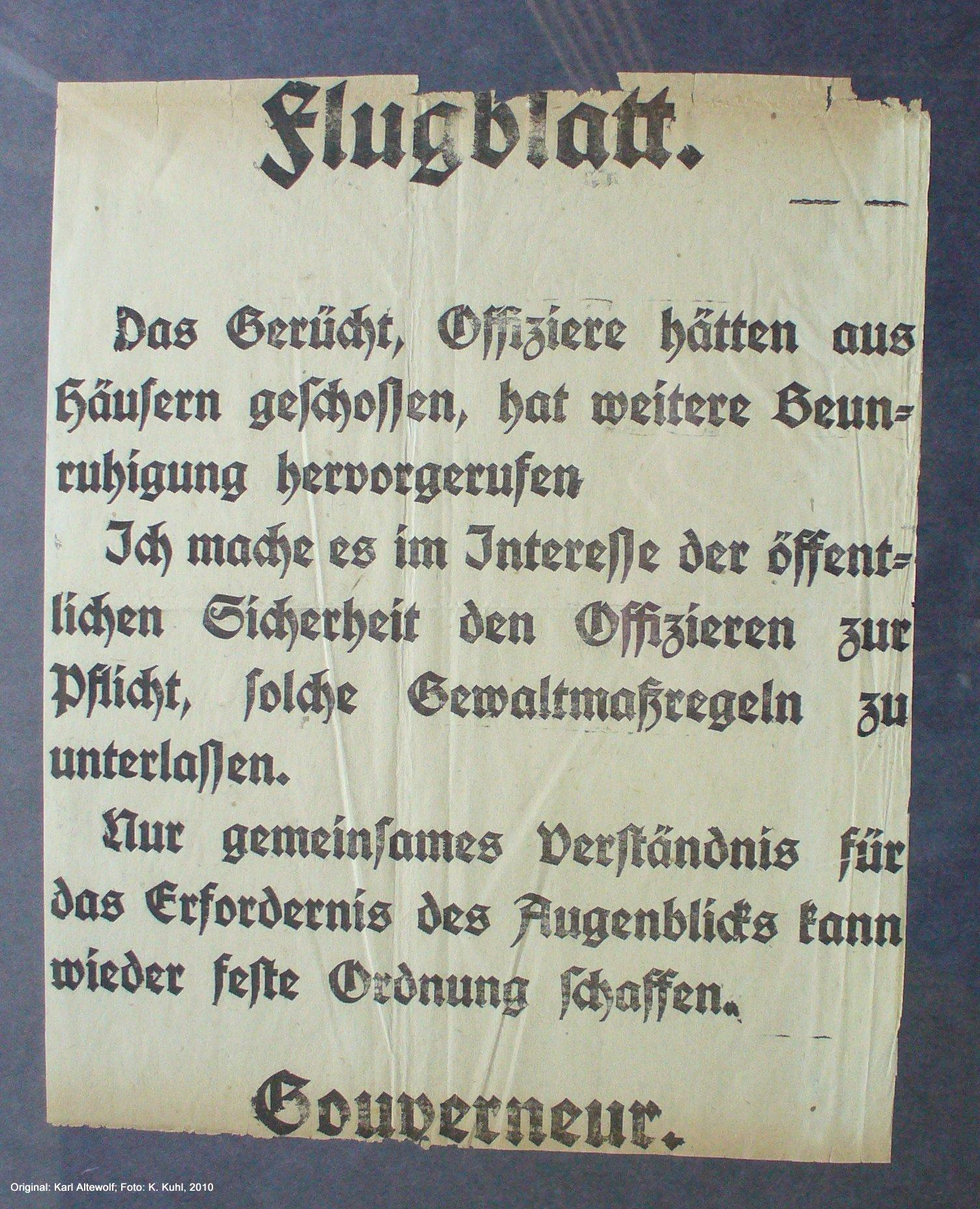
Aufruf des Gouverneurs um die Lage zu beruhigen

 Vermutlich in dieser Zeit wurden Insassen des Gefängnisses an der Ringstraße nach MG-Einsatz befreit. Am 3. November waren auch einige Insassen der Arrestanstalt hierher verlegt worden. In den späten Abendstunden des 5. November wurde der Stadtkommandant, Kapitän zur See Wilhelm Heine, in seiner Wohnung von einer Patrouille erschossen, als er sich der beabsichtigten Festnahme widersetzte. Im Verlauf des 6. November 1918 ernannte Admiral Souchon Kapitän zur See Waldemar Krah zum neuen Stadtkommandanten. Der Militärpolizeimeister von Brüning, der gleichzeitig Polizeipräsident war (er hatte im Mai 1918 seinen Vorgänger Heinrich von Schroeter ersetzt), hatte sich bereits durch Flucht nach Rügen einer möglichen Verhaftung entzogen. Auch auf dem Kieler Schloss wehte inzwischen eine rote Fahne, abends floh der Hohenzoller Prinz Heinrich, der Bruder Kaiser Wilhelms, der dort residierte, getarnt mit einer roten Fahne am Auto auf sein Gut nördlich von Eckernförde. Dabei kam ein Matrose ums Leben, der auf dem Trittbrett nach Eckernförde mitfahren wollte.

#### Überregionale Planungen zur Niederwerfung des Aufstands
Am frühen Abend traf Haußmann in einem durch den Einsatz in Kiel bedingten „Zustand völliger körperlicher und seelischer Erschöpfung“ wieder in Berlin ein, was zur Folge hatte, dass statt ihm Matthias Erzberger als ziviles Mitglied in die Waffenstillstandskommission berufen wurde, die aufgrund der sich von Kiel ausbreitenden Unruhen umgehend nach Frankreich entsandt wurde. Im Kabinett setzte sich Haußmann für die Forderungen der Matrosen ein und betonte, die Sache könne nur durch die Sozialdemokraten und Gewerkschaften gehalten werden. Der Staatssekretär des Reichsmarineamts, Ritter v. Mann sowie der Kriegsminister und Obermilitärbefehlshaber Schëuch sprachen sich dagegen für härteste Maßnahmen und ein Abriegeln Kiels aus, um ein Exempel zu statuieren. Die Entscheidung wurde vertagt. Abends telefonierte Noske mit Vizekanzler v. Payer: Die 40.000 Mann in Kiel könnten nicht überwältigt werden und der Versuch würde jede Verständigung unmöglich machen. In einem weiteren Gespräch mit Ritter v. Mann wiederholte Noske die Forderungen nach Amnestie für die Matrosen und Rücktritt oder Abdankung des Kaisers.
Die Seekriegsleitung (SKL) wartete die Entscheidung des Kabinetts nicht ab und schickte ein Telegramm an das Kommando der Hochseestreitkräfte, in dem sie vorgeblich im Einvernehmen mit der Regierung befahl: Jeder Widerstand sei sofort zu brechen, das IX. Armeekorps solle Kiel zu Lande und das Hochseekommando zur Seeseite absperren. Der Chef der SKL Scheer schlug dem Kaiser vor, dass Admiral v. Schröder den Kieler Gouverneur Souchon ersetzen und an der Spitze einer Brigade nach Kiel verlegt werden solle. Der Kaiser war einverstanden und erließ ohne Rücksprache mit der Regierung die entsprechenden Befehle.
Am nächsten Tag nahm das Kabinett Haußmanns Vorschlag einstimmig an und lehnte auch die Kommandierung Schröders nach Kiel entschieden ab. Die SKL setzte sich dagegen wieder über die Regierung hinweg und bestätigte die Befehle vom Vortag. Doch schließlich empfahl auch Scheer dem Kaiser die Rücknahme des Befehls, da inzwischen allen Beteiligten klar geworden war, dass keine ausreichenden Truppen mehr zur Verfügung standen.

### Mittwoch, 6. November
Mit den am vorigen Nachmittag beschlossenen und dann veröffentlichten Maßnahmen – darunter, dass nur die vom Soldatenrat autorisierten Patrouillen bewaffnet Streife gehen durften – beruhigte sich die Lage in Kiel zusehends. Die Banken und erste Geschäfte öffneten wieder.

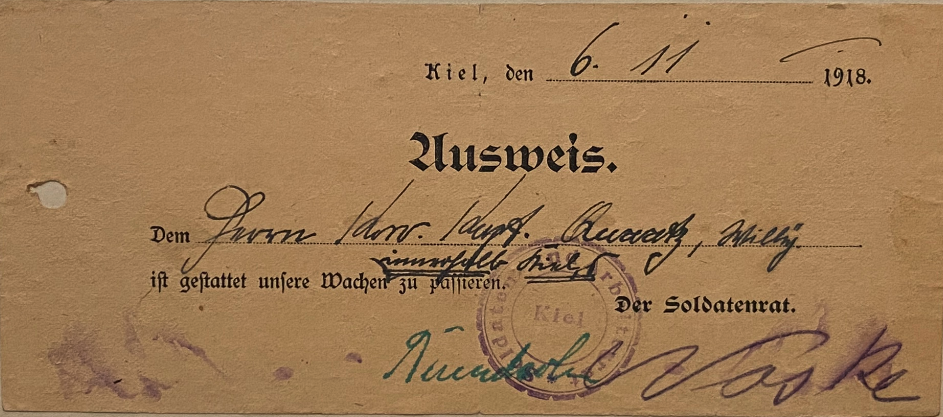
Ausweis des Kieler Soldatenrats vom 6. November 1918 mit Unterschrift Noske.

Doch es machte sich eine gewisse Resignation breit. Es gab keine Nachrichten von der erhofften Ausbreitung der Bewegung, abgesehen von Eckernförde, Lübeck und Brunsbüttel. Noske wollte dies ausnutzen. Er versuchte zunächst in seinem näheren Umkreis die Stimmung vorzubereiten, um die Matrosen zum Abbruch des Aufstands zu bewegen. Am Nachmittag fand dann eine große Massenversammlung von etwa tausend Matrosen, an der auch Vertreter der Arbeiterschaft teilnahmen, im „Schloßhof“, dem heutigen metro-Kino statt. 

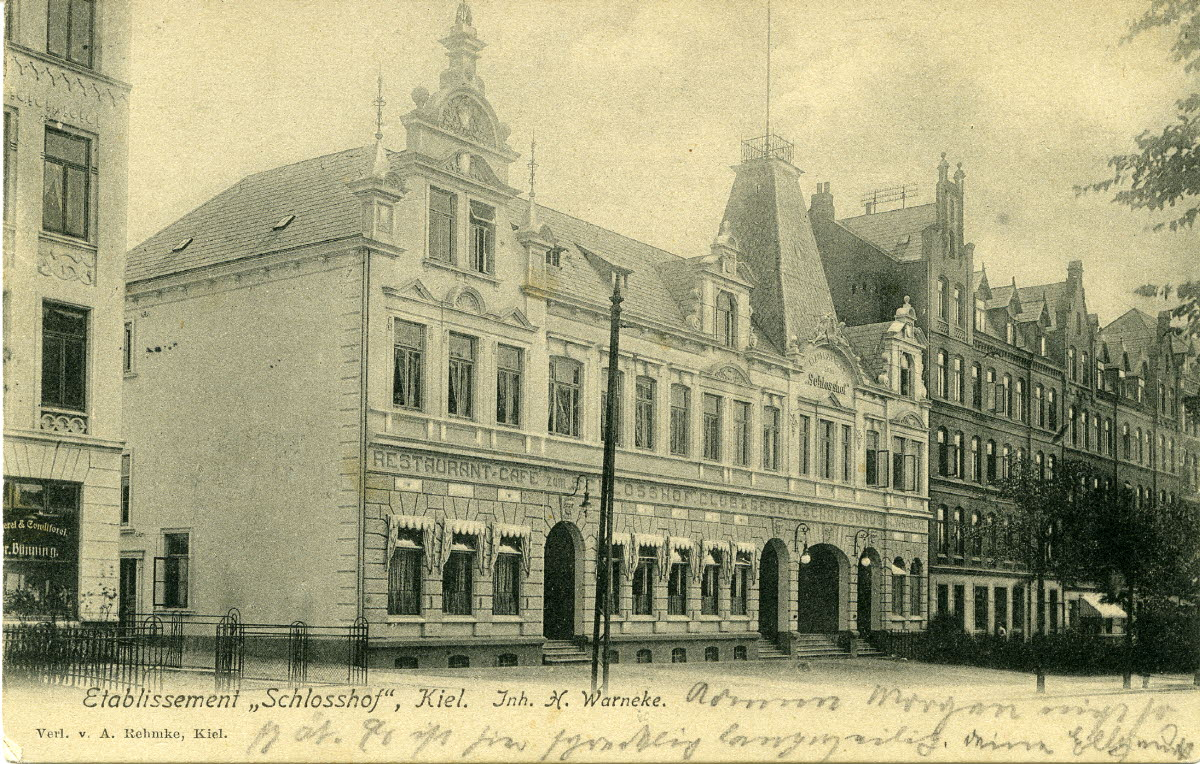
Etablissement „Schlosshof“ in der Holtenauer Straße.

 Noske hielt seine sorgfältig vorbereitete Rede und beschrieb die großen Schwierigkeiten, vor denen die Bewegung stehe. Die Heranschaffung von Lebensmitteln und Geld mache große Probleme. Zu der Zeit war Kiel isoliert, der Eisenbahnverkehr war eingestellt. Dann gab er bekannt, was die Regierung anbieten würde, wenn der Aufstand abgebrochen würde:
1. Straffreiheit für alle an der Bewegung Beteiligten.
2. Amnestie für die wegen der vorjährigen Bewegung in der Flotte Verurteilten.
3. Beschleunigte Herbeiführung des Waffenstillstandes.
4. Beschleunigung der Abdankungsfrage.
5. Weitere Reformen und Demokratisierung des Staates.

Der Vorsitzende des Arbeiterrats Garbe (MSPD) und Popp (USPD) sprachen dagegen und führten aus, dass noch Zeit sei zu warten und dass im Gegenteil versucht werden müsse, die Bewegung auszuweiten. Auch der Redakteur der Schleswig-Holsteinischen Volkszeitung Bernhard Rausch (MSPD) argumentierte dagegen: Die Bewegung dürfte „nie in dem Sinne abgebaut werden […], daß etwas von dem aufgegeben würde, was durch sie politisch erreichbar war.“ In dem Bericht der Schleswig-Holsteinische Volkszeitung über die Versammlung wurde dies näher erläutert: „Die gegenwärtige schicksalsschwere politische Situation gebietet, dass die entstandenen Machtverhältnisse restlos ausgenützt werden für den politischen und sozialen Fortschritt des Deutschen Reiches. Es gilt das, was im glorreichen Ansturm errungen ist, dauernd zu befestigen.“

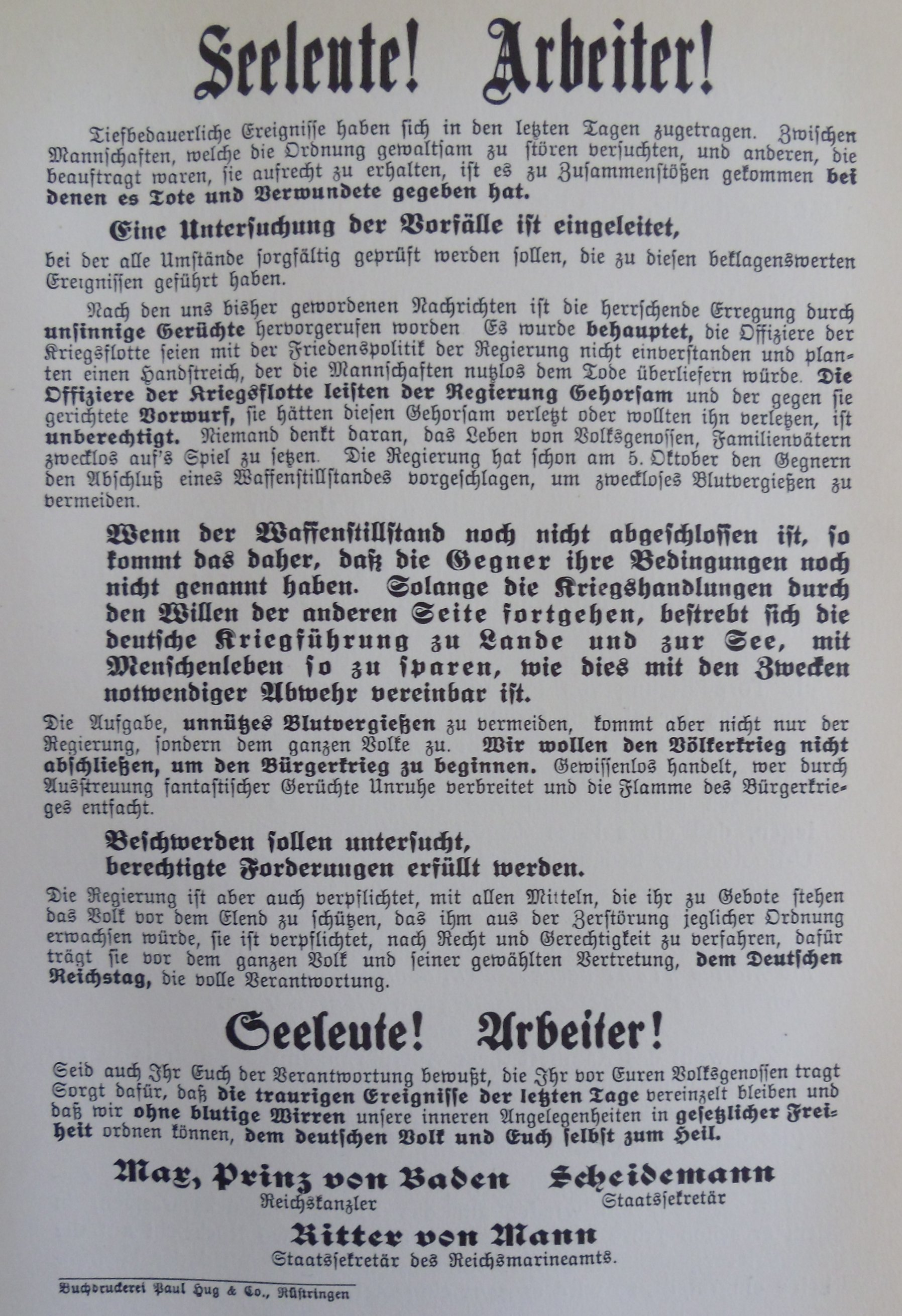
Flugblatt der Regierung.

Der geplante Flottenvorstoß hatte deutlich gemacht, auf wie schwachen Füßen die Demokratie stand. Weder Haußmann noch Noske hatten bei den Verhandlungen am 4. November ernsthafte Anstrengungen erkennen lassen, die Marineführung zur Verantwortung zu ziehen. Im Gegenteil: SKL und KdH hatten die Operationsbefehle vernichten lassen, sie stritten jede Angriffsabsicht ab und die Regierung brachte ein Flugblatt heraus, in dem sie wahrheitswidrig verbreitete, dass die Offiziere der Kriegsflotte der Regierung Gehorsam leisteten. Dieses Flugblatt war auch bei der Verhandlung am 4. November besprochen worden. Die Besatzungen standen damit als Dienstverweigerer da.
Noskes Erscheinen in Kiel war von den Aufständischen als Unterstützung interpretiert worden. Seine Rede machte den Versammelten nun aber deutlich, dass die Regierung sich von ihnen distanzierte. Das Angebot wurde nach Aussagen Popps einstimmig abgelehnt. Mit einer Annahme des Angebots hätten sich die Marineangehörigen wieder den Offizieren unterordnen müssen. So hielten sie die Option offen, die Militäraristokratie dauerhaft zu entmachten.
Noske jedoch behauptete in seinen Erinnerungen, dass die Versammlung in einem Chaos geendet habe. Der oben angeführte Bericht der Schleswig-Holsteinischen Volkszeitung aber erläuterte, dass die Versammlung im Gegenteil noch einige wichtige Beschlüsse gefasst habe u. a. den, dass Lothar Popp zum gleichberechtigten Vorsitzenden des Soldatenrats gewählt wurde, weil die erhoffte Ankunft eines hochrangigen Berliner USPD-Mitglieds immer noch auf sich warten ließ.
Dennoch deutete auch Rausch an, dass die Versammlung teilweise chaotisch verlief. Dies hing offenbar mit einer mangelnden Legitimierung der Teilnehmer zusammen. Popp organisierte daraufhin über Nacht oder am nächsten Tag Wahlen von Vertrauensmännern in allen Einheiten, die dann einen „Großen Soldatenrat“ wählten, der dann wiederum als Aktionsausschuss den „Obersten Soldatenrat“ wählte.

### Donnerstag, 7. November
Die Verhältnisse in Kiel normalisierten sich weiter. Die Straßenbahnen fuhren wieder und die ersten Kleinbahnzüge nahmen den Verkehr auf. Es trafen jetzt auch Nachrichten von der raschen Ausbreitung der Revolution ein.

Gustav Noske (Foto 1919 oder früher).

Noske kam zu der Überzeugung, dass nun „ein Lavieren nicht mehr am Platze sei, sondern es hieß die Zügel fest in die Hand zu nehmen.“ In einer kleinen Runde vereinbarte er mit einigen Kieler MSPD-Führern die Ausrufung des Arbeiterrats als provisorische Regierung Schleswig-Holsteins. Der ebenfalls gewünschten Ausrufung der Republik widersetzte er sich. In der am Nachmittag stattfindenden Versammlung des Großen Soldatenrats sollte dann vorgeschlagen werden, dass Noske das Gouverneursamt übernehmen sollte.
Die Versammlung, an der etwa 800 gewählte Vertreter der Marineeinheiten teilnahmen, begann um 15 Uhr. Lothar Popp schlug gemäß einer vorherigen Absprache vor, dass Noske den Gouverneur Souchon ersetzen solle, damit der Verwaltungsapparat endlich in Bewegung komme. Noske wurde einstimmig gewählt. Danach wählte die Versammlung den Obersten Soldatenrat (OSR) und dieser bestimmte Lothar Popp zum alleinigen Vorsitzenden. Der OSR, dem auch Artelt angehörte, schickte dann jeweils einen Vertrauensmann in alle wichtigen militärischen Stellen. Hierbei handelte es sich meistens um Feldwebel.
Noske informierte Souchon, der seinen Posten ohne Widerstand räumte. Die anderen Offiziere wurden von Noske nochmals aufgefordert, auf ihren Posten zu verbleiben. Die Regierung in Berlin und das RMA bestätigten Noske als neuen Gouverneur.
Während Popp den Gouverneur als ausführendes Organ des Soldatenrats ansah, mit dem dieser „den Verwaltungsapparat in Bewegung bringen“ könne, sah Noske selbst den Soldatenrat eher als Kontrollgremium an. In seinem ersten Tagesbefehl, den er zusammen mit dem OSR noch am selben Abend erstellte, hieß es: „Ich bin […] zum Gouverneur gewählt worden […]. Mir zur Seite steht der ‚Oberste Soldatenrat des Befehlsbereichs der Ostseestation’.“ Am Vortag war er mit dem Versuch gescheitert, den Abbruch des Aufstands durchzusetzen, jetzt aber hatte er die Aufständischen überreden können, ihre revolutionäre Machtposition mit einer regierungsamtlichen Institution zu teilen. Wette sah darin „den Versuch, die Macht von einem revolutionären Gremium auf eine traditionelle Instanz zurückzuverlagern.“ Dass sich die Räte dieser Entwicklung nicht widersetzten, erklärte Dähnhardt damit, dass ihnen Noske das Gefühl gab, die Offiziere, von denen sie einen bewaffneten Gegenstoß befürchteten, unter Kontrolle zu haben.
Es könnte auch eine wichtige Rolle gespielt haben, dass Noske, als er nach Kiel kam, bereits 50 Jahre alt war, dass er sich als Oppositionspolitiker gerade im militärischen Bereich einen Namen gemacht hatte, dass er überzeugend reden konnte, eine imposante Figur war, und insgesamt eine große Autorität ausstrahlte. Popp und Artelt dagegen waren noch relativ jung (31 bzw. 28 Jahre) und politisch wenig erfahren. Sie hatten gehofft, von der USPD-Leitung in Berlin Unterstützung zu bekommen, und tatsächlich erschien an diesem Tag der frühere SPD- und jetzige USPD-Vorsitzende Hugo Haase in Kiel. Er hatte aufgrund der Schwierigkeiten im Bahnverkehr oder wegen eines zurückgehaltenen Telegramms Kiel nicht früher erreichen können. Um 18 Uhr trafen sich Haase, Noske und Popp zu einem Gespräch. Popp fasste dies folgendermaßen zusammen: „… [es] wurde eine völlig einheitliche Auffassung über die Stellungnahme zur Revolution herbeigeführt.“ Auch Haase entpuppte sich damit nicht als Gegengewicht zu Noske, urteilt Kuhl.

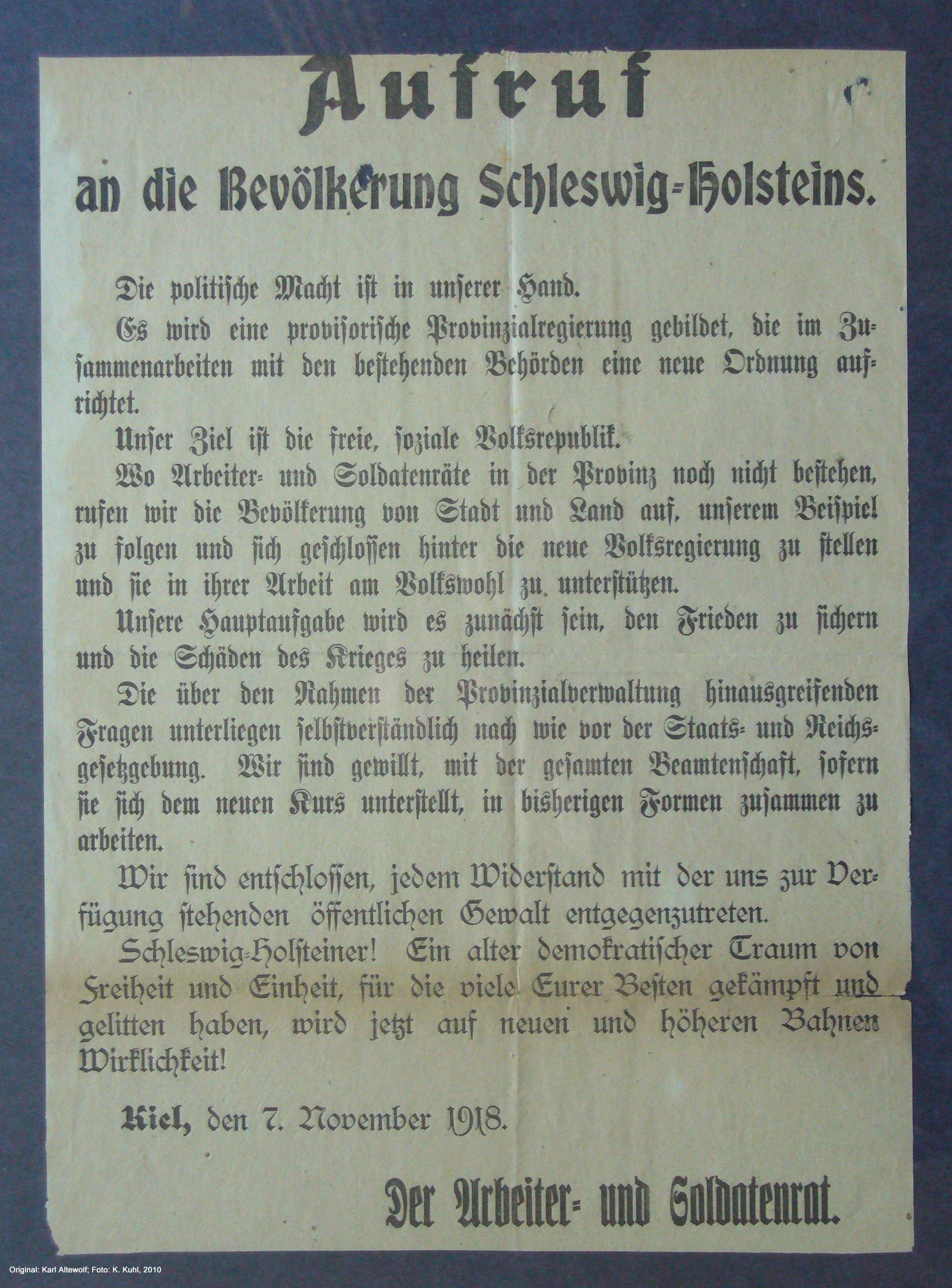
Gemeinsamer Aufruf des Arbeiter- und des Soldatenrats am 7. November 1918.

 Ebenfalls um 18 Uhr wurde der am Morgen entworfene Aufruf verteilt. Er wurde sowohl vom Arbeiter- als auch vom Soldatenrat unterzeichnet und begann mit dem Satz: „Die politische Macht ist in unserer Hand.“ Es wurde dazu aufgefordert, überall Räte zu bilden, mit den bestehenden Behörden zusammenzuarbeiten, die neue Volksregierung zu unterstützen und eine freie, soziale Volksrepublik zu errichten.

### Freitag, 8. November
Die Polizei war mehrere Tage nicht zu sehen. Jetzt konnte sie unter der Aufsicht der Beigeordneten des Arbeiterrats Wilhelm Schweizer (USPD) und Friedrich Brodthuhn (MSPD) den Dienst wieder aufnehmen, ein weiterer Schritt zur Normalisierung.
Die Revolution hatte inzwischen auch die wichtigen Zentren des Deutschen Reichs erfasst, so etwa Hamburg, Bremen, Hannover und Köln. Am 7. November wurde von Kurt Eisner in Bayern die Republik als Freistaat proklamiert. Am 8. November erreichte die Revolution Frankfurt am Main und das Ruhrgebiet. Dabei spielten Kieler Matrosen häufig eine zentrale Rolle. Mit dem erfolgreichen Aufstand hatte eine ungeregelte Ausreise der Marineangehörigen aus Kiel begonnen. Da der Bahnverkehr unterbrochen war, gingen sie in den ersten Tagen teilweise zu Fuß nach Neumünster. Ein Teil der Matrosen reiste nach Hause, ein Teil verließ Kiel auch um die Revolution weiterzutragen und damit die Kieler Erfolge zu sichern. Dies wurde durch die im ersten Gouvernementstagesbefehl vom Vortag erlassene Urlaubsregelung verstärkt. Danach konnten die militärischen Dienststellen selbstständig Garnisonsurlaub aussprechen.
Bei dieser Ausweitung der Revolution durch die Matrosen ergab sich ein typisches Schema: Sie kamen meist mit dem Zug, entwaffneten Offiziere, marschierten mit roten Fahnen zu den örtlichen Kasernen, deren Soldaten sich meist anschlossen. Man zog an Fabriken vorbei, deren Beschäftigte sich ebenfalls meist anschlossen. Überall trafen die Marineangehörigen auf revolutionsbereite Menschen. Zusammen marschierte man weiter ins Stadtzentrum, wo man wichtige Verwaltungszentren besetzte, politische Gefangene entließ und Räte wählte.
Arbeiterräte übernahmen auch in den Betrieben das Kommando. Auf der Kaiserlichen Werft wurde ein Werftausschuss gebildet. Ähnliches vollzog sich auf der Germaniawerft. Der Generalstreik wurde am 13. November beendet.
In Kiel trafen sich am Abend Vertreter des Soldatenrats und der Offiziere, um über das zukünftige Verhältnis zu diskutieren. Man kam zu keiner Einigung und beschloss, sich am nächsten Tag erneut zusammenzusetzen.

### Sonnabend, 9. November
Das III. Geschwader kam aus Travemünde zurück und setzte beim Einlaufen in die Kieler Förde die rote Flagge. Die Seeoffiziere durften sich nicht an der Schiffsführung beteiligen. Sie waren durch die Entwicklung in tiefe Verzweiflung gestürzt worden. Doch die Aufforderung des Geschwaderchefs sich für eine eventuelle Änderung der Verhältnisse bereitzuhalten, sowie eine Rede Noskes nach ihrem Eintreffen in Kiel, bewegte viele Offiziere dazu, eine Verpflichtung zu unterschreiben, nichts gegen den Soldatenrat zu unternehmen und sich diesem zu unterstellen.
Am Vormittag trafen sich der OSR und Vertreter der Offiziere zu erneuten Verhandlungen. Man einigte sich auf einen schriftlich festgehaltenen Kompromiss. Dieser sah vor, dass diejenigen Offiziere, die sich dem Soldatenrat unterstellten, im Amt bleiben durften. Wenn sie jedoch ein Kommando ausüben wollten, mussten sie das Vertrauen ihrer Untergebenen haben. Von den Mannschaften abgelehnte Offiziere mussten sich in der Station zur Verfügung halten. Die große Mehrheit der Offiziere ließ sich darauf ein, wobei die Mitteilung, der Kaiser habe sie von ihrem Eid entbunden, eine wichtige Rolle gespielt haben dürfte. Ein personeller Neuanfang war damit jedoch vom Tisch.
Um die Mittagszeit erschienen Beauftragte des Arbeiterrats beim Oberpräsidenten der preußischen Provinz Schleswig-Holstein Friedrich von Moltke, der in Kiel im Schwanenweg 24 residierte und setzten ihn in Kenntnis, dass er jetzt unter der Aufsicht der neuen provisorischen Regierung zu arbeiten habe. Dazu wurde ihm der MSPD-Bezirksparteisekretär Heinrich Kürbis als Beigeordneter zugeteilt. Moltke erklärte sich dazu bereit und wies auch die ihm untergebenen Ebenen, wie etwa den Regierungspräsidenten in Schleswig entsprechend an.
In einer späteren Betrachtung sah der Vorsitzende des Volksrats in Schleswig-Holstein, wie sich die provisorische Regierung nachher nannte, Peter Hillbrecht, ein großes Versäumnis im Bereich der Justiz: Hätte man damals auch der Justiz Beigeordnete vorgesetzt, wäre „unendlich viel an reaktionären Bestrebungen hintangehalten worden.“

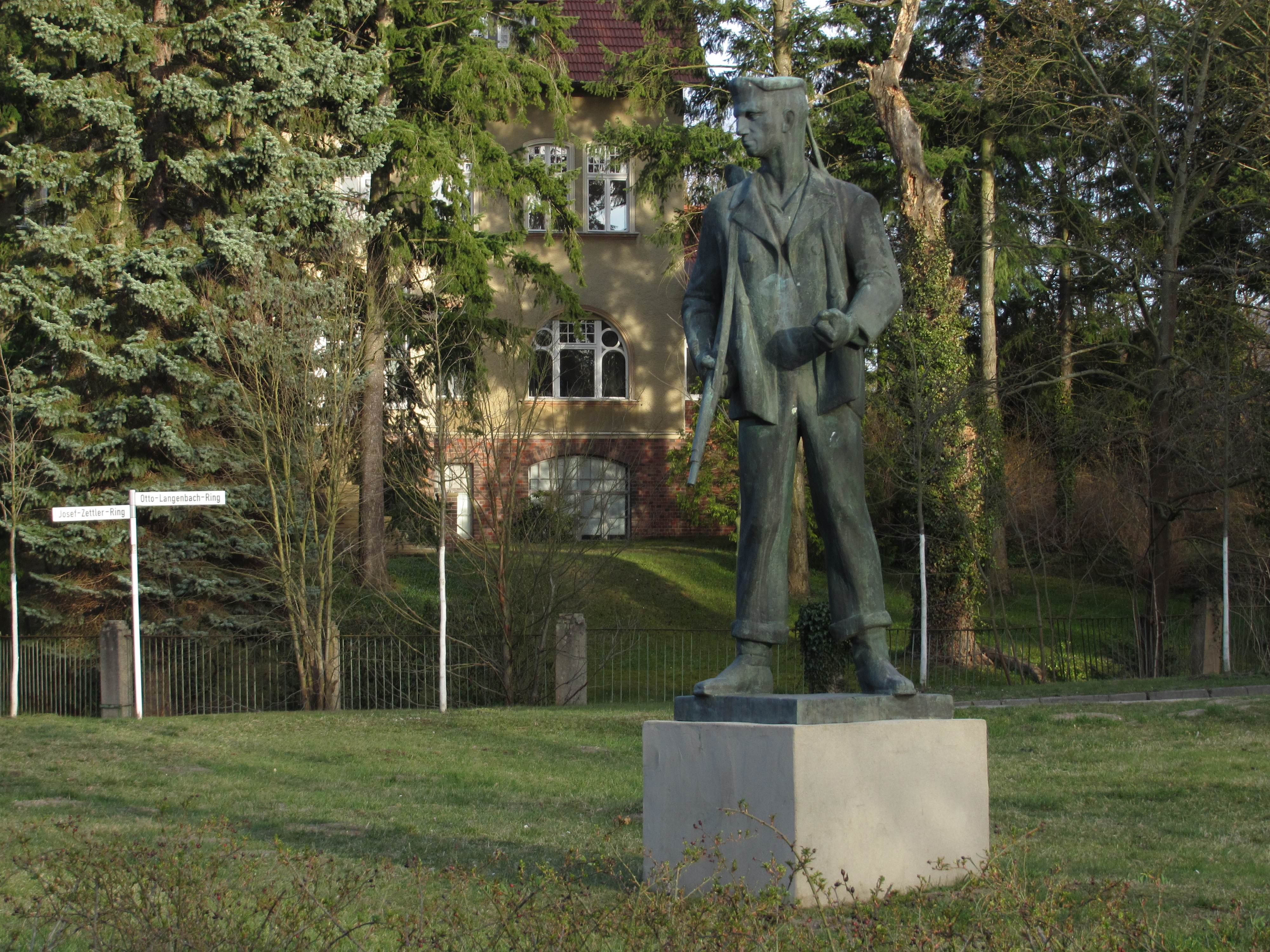
„Roter Matrose“ von Hans Kies in Strausberg

 Auch in Berlin spielten die Kieler Matrosen, von denen erste Trupps bereits am 6. November ankamen, die Rolle eines Katalysators. Am 9. November war dann die Revolution in der Hauptstadt erfolgreich. Reichskanzler Max von Baden gab unter dem Druck der Ereignisse die Abdankung Kaiser Wilhelms II. bekannt, dessen Thronverzicht die SPD-Führung gefordert hatte. Anschließend übergab er die Regierungsgeschäfte an den SPD-Vorsitzenden Friedrich Ebert. Philipp Scheidemann rief daraufhin vom Balkon des Reichstags die erste Deutsche Republik aus, während Karl Liebknecht am Stadtschloss die Freie Sozialistische Republik proklamierte. Am folgenden Tag übernahm der Rat der Volksbeauftragten aus MSPD und USPD die Regierungsgeschäfte.
Kiel verlor damit seine Vorreiterrolle und Berlin rückte in den Fokus der weiteren Entwicklung.

### Sonntag, 10. November und Montag, 11. November

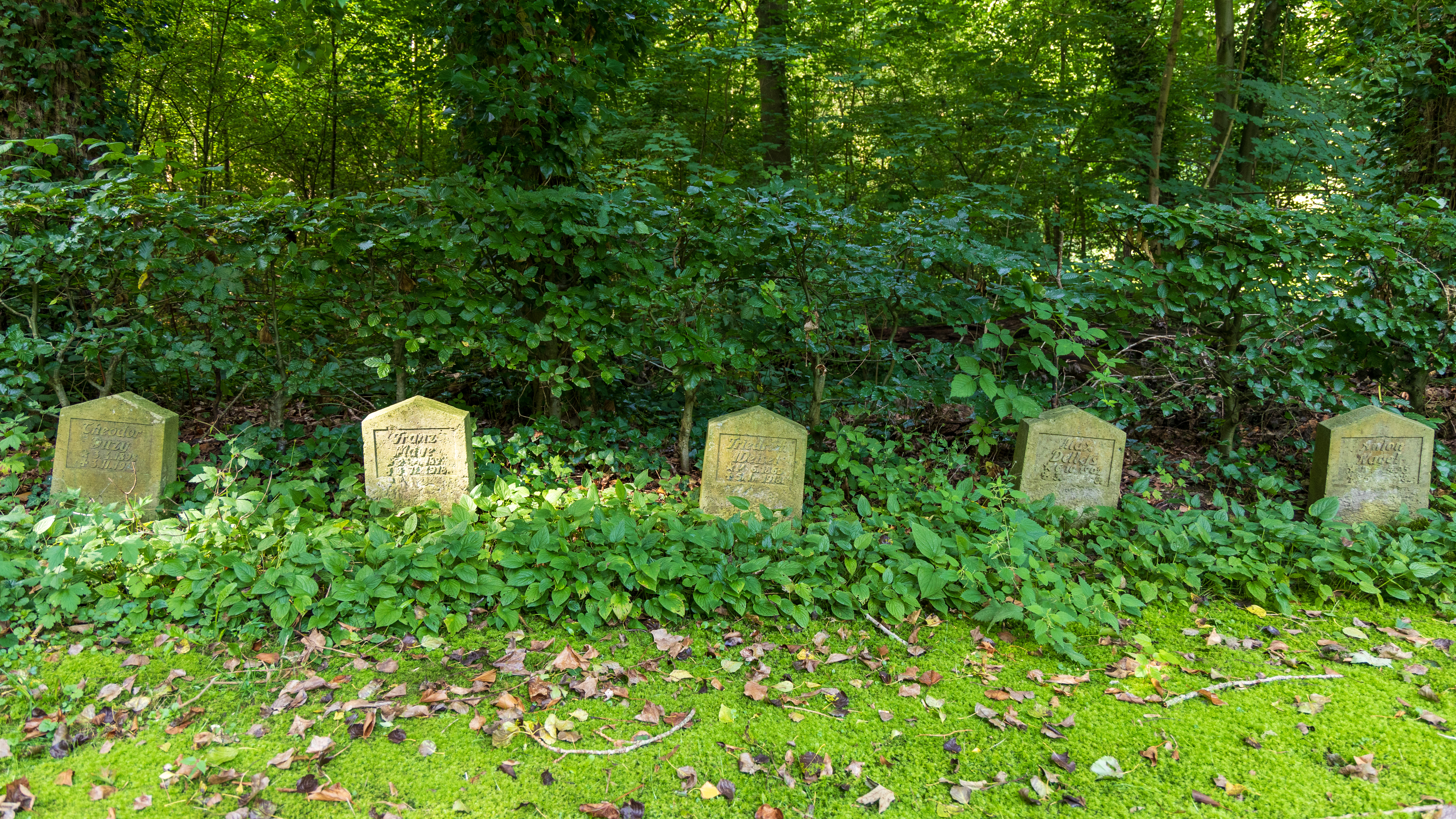
Gedenkstätte für die Opfer der Revolution 1918. Gräber der zivilen Verstorbenen des Matrosenaufstands

Die zivilen Opfer wurden am 10. November unter großer Anteilnahme der Bevölkerung auf dem Parkfriedhof Eichhof bestattet. Garbe und Popp hielten die Grabreden. Die Militärangehörigen wurden einen Tag später auf dem Nordfriedhof bestattet. Hier hielt Noske die Grabrede. Einige Tote wurden in ihre Heimatorte überführt, bei anderen ist der Ort der Beerdigung unbekannt. Während auf Seiten derer, die sich für die Abschaffung der Privilegien des Adels und für einen schnellen Friedensschluss einsetzten, etwa 15 Menschen erschossen wurden, wurden bei den Kräften, die sich für die Bewahrung der alten Ordnung einsetzten, drei Seeoffiziere (Korvettenkapitän Bruno Heinemann, Leutnant zur See Wolfgang Zenker und der Stadtkommandant Kapitän zur See Wilhelm Heine) getötet, während mindestens zwei weitere Selbstmord (u. a. Kapitän zur See Wilhelm Most und Kapitän zur See Franz Halm) verübten.
Am 11. November wurde der Waffenstillstand abgeschlossen.

## Ansätze für eine Militärreform
Die Autoren der 14 Kieler Punkte gingen davon aus, dass ein größerer Teil der Offiziere den Dienst quittieren würde. Dafür sprechen einige Hinweise:
- In den vorangegangenen Monaten gab es häufige Angriffe in linken Verlautbarungen – auch in der Schleswig-Holsteinischen Volkszeitung – gegen hochrangige Offiziere. So hieß es z. B. diese seien alle alldeutsch.[142] Dies galt auch für viele Marineoffiziere.[143]
- Die Seeoffiziere verfielen in Verzweiflung und resignierten, als ihnen die Absichten der Soldatenräte bekannt wurden.[144]
- Das Konzept der Volkswehr, das sowohl vom Schleswig-Holsteinische Volkszeitung-Redakteur Rausch[145] als auch von dem Kieler USPD-Organ „Republik“[146] vorgestellt und erläutert wurde, zielte in Verfolgung einer alten SPD-Programmatik auf ein demokratisch und republikanisch orientiertes Offizierskorps, das das Vertrauen der Mannschaften genießen würde.[A 15]

Die Marineführung und Noske sorgten mit Hinweis auf die unverzichtbare Sachkenntnis dafür, dass die große Mehrheit der Offiziere im Dienst blieb. Die Räte ließen sich darauf ein. Die Unverzichtbarkeit der Seeoffiziere in der damaligen Situation, besonders mit Blick auf die Überführung der Schiffe nach Scapa Flow, ist in der neueren Literatur ohne nähere Diskussion akzeptiert worden, aber nach Kuhl zeige ein genauerer Blick auf die Aufgaben der verschiedenen Dienstränge, dass Deckoffiziere, Unteroffiziere und Mannschaften ohne größere Probleme in der Lage waren, ein Schiff zu manövrieren; Steuerleute, Navigationsoffiziere, Maschineningenieure, Funkentelegrafiemeister etc. konnten in ihren Bereichen selbstständig handeln. Die Seeoffiziere waren hauptsächlich dazu da, ein Schiff in der Schlacht zu befehligen. Für andere Aufgaben waren sie nicht unbedingt notwendig. Allerdings war ihre Autorität wichtig für die einigermaßen reibungslose Abfolge aller Arbeiten an Bord und an Land. Diese Autorität aber war stark erschüttert. Eine Auswahl nach demokratischen und republikanischen Kriterien wäre möglich gewesen. Ein entstehender Gruppendruck hätte dann eventuell auch eine Reihe der ehemals kaiserlichen Seeoffiziere zum Einlenken bewogen. Immerhin war nach der Wahrnehmung von Admiral Bachmann und Konteradmiral Küsel noch Mitte November 1918 „die Stimmung, was das jüngere Seeoffizierkorps anbetrifft, ganz links gerichtet“. Unter dem Einfluss des Korvettenkapitäns Wilfried von Loewenfeld (s. u.) schlug dies aber schnell wieder um.
Als der Oberste Soldatenrat Ende Dezember einen neuen Anlauf für einen Reformansatz unternahm und trotz Noskes Widerstand eine revolutionäre Sicherheitstruppe aufbaute, unterstützte dieser als Gegengewicht Bestrebungen der Deckoffiziere, eine Truppe aus Berufssoldaten zu bilden. Diese wurde am 6. Januar 1919 als Eiserne Brigade oder Eiserne Division (offizielle Bezeichnung: 1. Marine-Brigade) aufgestellt. Wenige Tage später fuhr sie nach Berlin, um dort von der Regierung in den Januarkämpfen eingesetzt zu werden. Die Truppe durfte ihre Führer selbst wählen. Dabei wurden einige wenige Seeoffiziere akzeptiert, wichtige Führerstellen wurden mit Heeresoffizieren besetzt, die häufiger ausgetauscht wurden. Die Deckoffiziere fühlten sich der Republik verpflichtet, standen aber der Rätebewegung ablehnend gegenüber.
Durch die Demobilisierung der Mannschaften erhielten die Offiziere dann zunehmend wieder mehr Einfluss. Als die Position der Offiziere in Kiel soweit gefestigt war, dass sie selbst Freiwilligeneinheiten aufstellen konnten, gestattete Noske Anfang Februar 1919 die Bildung der reaktionären 3. Marine-Brigade (Freikorps Loewenfeld), für deren Aufbau bereits seit Mitte November geheim gehaltene Vorbereitungen getroffen worden waren. Loewenfeld hatte am 8. November auf Druck der Besatzungen das III. Geschwader verlassen müssen. Andererseits willigte Noske in die Auflösung der Eisernen Division (1. Marine-Brigade) ein, die insbesondere eine Folge der sich verschärfenden Widersprüche zwischen Offizieren und Deckoffizieren war.
Lothar Popp legte schon am 10. Dezember den Vorsitz im Obersten Soldatenrat nieder, sein Nachfolger Karl Artelt am 6. Januar 1919, vermutlich weil er die Zustimmung des Obersten Soldatenrats zum Aufbau der Eisernen Division (1. Marine-Brigade) nicht verhindern konnte. Ihm folgte zunächst Hartig, dann am 16. Januar Franz Riefstahl, Deckoffizier und Mitglied der MSPD.
Schließlich war der Einfluss der Soldatenräte so weit zurückgedrängt, dass Noske sie abschaffen konnte. Den Protest der Räte wischte er mit der Behauptung beiseite, er als sozialdemokratischer Reichswehrminister stelle die Kontrolle der Offiziere sicher. Dies sollte sich spätestens mit dem Kapp-Putsch als falsch herausstellen. Wette urteilte 1988: Noske habe die beispielhafte Erprobung eines zukunftsorientierten republikanischen Reformprogramms, dessen Test in Kiel durchaus möglich gewesen wäre, im Keim erstickt. Damit fehlte der Weimarer Republik ein wichtiger stabilisierender Faktor.

## Rezeption

### Aufarbeitung durch die Marine
Die Marineführung machte linke Kräfte für den Umsturz verantwortlich. Diese hätten von außen auf die Marine eingewirkt. Außerdem beschuldigte sie Politiker der demokratischen Parteien, dies nicht verhindert oder sogar begünstigt zu haben.
Innerhalb der Marine wurde eine Diskussion über eigene Versäumnisse, etwa bei der Unterdrückung von Kritik im Admiralstab oder im Umgang mit den Untergebenen, kaum geführt, stattdessen warf man schon bald Souchon und Küsel vor, sich den Aufständischen nicht energisch genug entgegengestellt zu haben. Küsel begann deshalb bereits im Dezember 1918 mit einer Aufarbeitung der Ereignisse aus Sicht der Kieler Marineführung. Er beantragte bei Konteradmiral Adolf von Trotha, die Stäbe der Hochseeflotte und der beiden Marinestationen (Ostsee und Nordsee) zusammentreten zu lassen, um dienstliche Berichte zu erstellen. Trotha verhinderte dies. Kuhl vermutet in seiner 2023 vorgelegten Präsentation und Analyse der Berichte der führenden Seeoffiziere in Kiel, dass Trotha befürchtete, die Sichtweise der Besatzungen und seine gravierenden Fehlentscheidungen als Stabschef beim Kommando der Hochseeflotte (Erklärung der Einsatzfähigkeit der Hochseeflotte und Fahrt des III. Geschwaders in das „Pulverfass“ Kiel) könnten auf diese Weise aktenkundig werden. Stattdessen forderte er in einem Rundschreiben die Seeoffiziere auf, ihre Wahrnehmung der Ereignisse an ihn zu schicken, wobei er sich vorbehielt, nur solche Berichte, „die dies unbedenklich zuließen“, an das Archiv weiterzuleiten. Damit hätte sich Trotha die Deutungshoheit über die Ereignisse gesichert.
Küsel aber arbeitete weiter zusammen mit Referenten der Marinestation der Ostsee auf der Grundlage des dort vorliegenden umfangreichen Materials an dem Berichtsentwurf. Er bat Souchon, den Entwurf eventuell zu ergänzen und zu korrigieren. Doch Souchon lehnte ab, brachte aber keine überzeugenden Gründe vor. Kuhl vermutet, dass er eine Mitschuld bei Küsel und Bachmann sah, ohne dass er dies klar zum Ausdruck bringen wollte. Nach Souchons ablehnender Haltung reichte Küsel den Entwurf nicht ein. Aber er führte die Arbeit fort und schloss seine Dokumentation im Jahr 1935 ab. Er fügte als Anhang umfangreiche Abschriften aus dem Aktenmaterial bei. Kuhl kommt zu dem Ergebnis, dass Küsels Darstellungen einen umfassenden Blick in die damalige Machtzentrale in Kiel erlauben. Es müsse jedoch berücksichtigt werden, dass die Einlassungen deutliche Rechtfertigungstendenzen enthalten.
Im Jahr 1934 kündigte das Marinearchiv eine Aufarbeitung der Ereignisse im Rahmen der Reihe „Der Krieg zur See“ an. Daraufhin schickte Küsel seine Arbeit an Admiral Erich Raeder mit der Bitte, sie nach Durchsicht an das Marinearchiv weiterzuleiten. Weil es inzwischen eine Reihe von Publikationen hochrangiger Marineoffiziere mit gegenseitigen Schuldzuweisungen gab, tat man sich schwer, einen geeigneten Bearbeiter für den geplanten siebten Band zu finden. Schließlich fiel die Wahl auf den freien Mitarbeiter des Archivs Carl Wilhelm Weniger, dem man aufgrund seines Renommees bei der Verteidigung der kaiserlichen Fahne als Kommandant der König zutraute, einer Einflussnahme von hochrangigen Seeoffizieren zu widerstehen. Weniger legte ein Manuskript von ca. 500 Seiten vor. Dabei überging er die folgenschweren Fehlentscheidungen in der Hochseeflotte, in die er selbst teilweise eingebunden war. Stattdessen warf er „der obersten Stelle in Kiel“ vor, dass der Ausbruch in Kiel hätte vermieden werden können, wenn sie „von Anfang an den festen Willen zu erkennen gegeben hätte, jede Auflehnung mit allen Mitteln niederzuschlagen […].“ Weniger stützte sich dabei hauptsächlich auf einen Bericht von Kapitän zur See Hugo von Waldeyer-Hartz, während er Berichte anderer hochrangiger Seeoffiziere mit gegenteiligen Aussagen unberücksichtigt ließ. Kuhl kommt zu dem Ergebnis, dass Weniger von den Fehlern in der Hochseeflotte ablenken und alle Schuld auf die Marineführung in Kiel abwälzen wollte.
Nach Kritiken aus Seeoffizierskreisen verhinderte Admiral Erich Raeder die Veröffentlichung. Auch das Manuskript des Nachfolgers Kapitän zur See Ernst Hintzmann wurde nicht veröffentlicht. Erst 1944 lag der abschließende Band „Krieg in der Nordsee, Sommer 1917 – Kriegsende 1918“ publikationsreif vor, wurde aber wegen des Krieges nicht gedruckt. Walther Hubatsch gab 1965 eine Version heraus (bearbeitet von Admiral a. D. Walter Gladisch), die auf dem Bearbeitungsstand von 1941 beruhte. Das Thema Matrosenaufstand wurde darin ausgeklammert. Im Jahr 2006 erschien dann eine kritische Edition von Gerhard P. Groß, (unter Mitarbeit von Werner Rahn) basierend auf der von Gladisch vorgelegten und von Vizeadmiral Kurt Assmann 1944 genehmigten Fassung. Groß und Rahn rekonstruierten Wenigers Manuskript. Sie vermuteten, dass Weniger scheiterte, weil er vorsichtige Kritik an Tirpitz’ seestrategischem Konzept zum Ausdruck bringen wollte. Doch das Eingeständnis des Scheiterns hätte „die Legitimation der Flotte in Frage gestellt, sowie die Aufgabe einer militärisch gestützten deutschen Groß- und Weltmachtpolitik bedeutet. Dies lag außerhalb der gedanklichen Grundhaltung der deutschen Militärelite.“
Erst lange nach dem Zweiten Weltkrieg bereiteten die Marineoffiziere Michael Salewski und Werner Rahn, noch gegen große Widerstände in den eigenen Reihen, den Boden für eine objektive Betrachtung der Ereignisse. So formulierte Rahn 1988 Zwölf Thesen zur Entwicklung deutscher Marinen im 19. und 20. Jahrhundert, in denen es hieß: „Nach einer ersten inneren Krise der Hochseeflotte im Sommer 1917, ausgelöst durch unbewältigte Führungsprobleme des langjährigen Bereitschaftsdienstes, wurde die Marine im November 1918 nicht zuletzt aufgrund von Eigenmächtigkeiten der Marineführung zum Ausgangspunkt des politischen Umsturzes im Reich.“
Der Militärhistoriker Christian Lübcke führte 2020 eine Bestandsaufnahme durch. Er kam zu dem Ergebnis, dass Marine- und Militärführung eine ernsthafte Forschung zu dem Thema unterdrückten, weil sie keine Kritik an ihrem Verhalten oder dem ihrer Vorgänger zulassen wollten. Sie sahen dies als gefährlich für die Zukunft der Marine und ihre weiteren Absichten an. Später in den Zeiten des Ost-West-Gegensatzes hielt man es nicht für opportun, das Verhalten von Offizieren, die zum Teil noch im Zweiten Weltkrieg Hitler willig gefolgt waren, zu hinterfragen. Obwohl dann Ende der 1970er Jahre ein Umdenken einsetzte, sieht Lübcke nach wie vor große Forschungslücken für die gesamte Geschichtsschreibung: Insbesondere fehlt seiner Ansicht nach eine Gesamtschau der Vorgänge in den einzelnen Garnisonen. Letztlich waren weitaus mehr Heeressoldaten als Marineangehörige an der Revolution beteiligt, die damit als Erhebung des Militärs im Deutschen Reich mit einem immensen prodemokratischen Potential bewertet werden müsse. Außerdem wären bisher kaum Dokumente bekannt geworden, in denen die beteiligten Matrosen selbst ihre Absichten und Motive darlegten, und die Rolle demokratisch gesinnter Offiziere, die schließlich aus der Reichswehr hinausgedrängt wurden, sei bis heute nur in Ansätzen untersucht worden.

### Beurteilungen von Historikern
Angesichts der für die Entwicklung der Weimarer Republik so wichtigen Weichenstellungen in Kiel, ist die Frage diskutiert worden, ob Noske und die SPD-Führung auch anders hätten handeln können.
Karl Dietrich Erdmann vertrat noch in den 1980er Jahren die These, wegen der Gefahr einer Rätediktatur und der mangelnden Militanz der sozialdemokratischen Massen habe sich die SPD-Führung auf das alte Offizierskorps stützen müssen. Diese These wurde jedoch nach einer genaueren Analyse bestritten: An der Bildung der Räte in Kiel waren MSPD-Mitglieder an hervorgehobenen Stellen beteiligt: Erich Thümmel rief zusammen mit Karl Artelt zur Wahl des ersten Soldatenrats in der Wik auf. Der spätere Vorsitzende des Obersten Soldatenrats Franz Riefstahl war MSPD-Mitglied. Gustav Garbe, der Vorsitzende des Arbeiterrats war sogar zeitweilig Vorsitzender der MSPD in Kiel gewesen. Auch die USPD in Kiel war nicht gegen die Nationalversammlung, sondern fühlte sich von der MSPD wegen des vorgezogenen Termins überfahren. Die USPD war intensiv verfolgt worden und konnte erst im Dezember eine eigene Zeitung herausbringen, mittels der sie ihre Ansichten einer breiteren Öffentlichkeit zugänglich machen konnte. Sie fühlte sich bei den Wahlen gegenüber den anderen Parteien deutlich benachteiligt. Entsprechend kam etwa Rackwitz zu dem Schluss, dass in Kiel keine Gefahr einer Rätediktatur bestand. Noske selbst schrieb, er habe, wenn er gewollt hätte, eine große Zahl ihm ergebener Kämpfer in Kiel rekrutieren können. Tatsächlich kam es im Januar 1919 in Kiel zur Aufstellung der 1. Marine-Brigade (auch Eiserne Brigade oder Eiserne Division), die von Deckoffizieren und Unteroffizieren auf Anforderung von Noske gebildet wurde und die dieser dann in Berlin, Bremen und anderen Orten einsetzte. Diese etwa ein halbes Jahr bestehende Truppe charakterisierte Wolfram Wette als den zu der Zeit stärksten militärischen Verband. Im Gegensatz zu den Seeoffizieren waren die Deck- und Unteroffiziere durchaus republikanisch eingestellt.
Auch einige Veröffentlichungen im Vorfeld des 100-jährigen Jubiläums charakterisierten den Handlungsspielraum der damaligen Akteure als sehr eingeschränkt: Ein konsequenteres Vorgehen gegen die Machteliten des Kaiserreichs wäre nicht möglich gewesen oder hätte gegenrevolutionäre Kräfte noch mehr als ohnehin schon erstarken lassen. Wirsching begründet dies mit einer „unbeherrschbaren Komplexität“ und einem „Legitimationsdefizit“, während Stalmann die „Wirkungsmacht sozialer und mentaler Grundtendenzen“ ins Feld führt.
Dagegen wird jedoch argumentiert, dass die Regierung Max von Badens nicht in der Lage oder willens war, die Marineführung bis zu einer Klärung der schwerwiegenden Vorwürfe zu suspendieren. Ein solcher Schritt hätte die Position der durchaus zahlreichen Aufständischen, die sich für die Regierung einsetzen wollten, stärken können. Die Regierung erwies sich damit als zu schwach, die drängenden grundlegenden gesellschaftlichen Reformen (insbesondere die Abschaffung des Militarismus) durchzuführen. Die Aufständischen in Kiel lehnten eine Rückkehr zu den alten Verhältnissen ab. Damit setzte sich revolutionäres Recht durch. Die Legitimität dieses Rechts wurde in Kiel kaum bestritten:

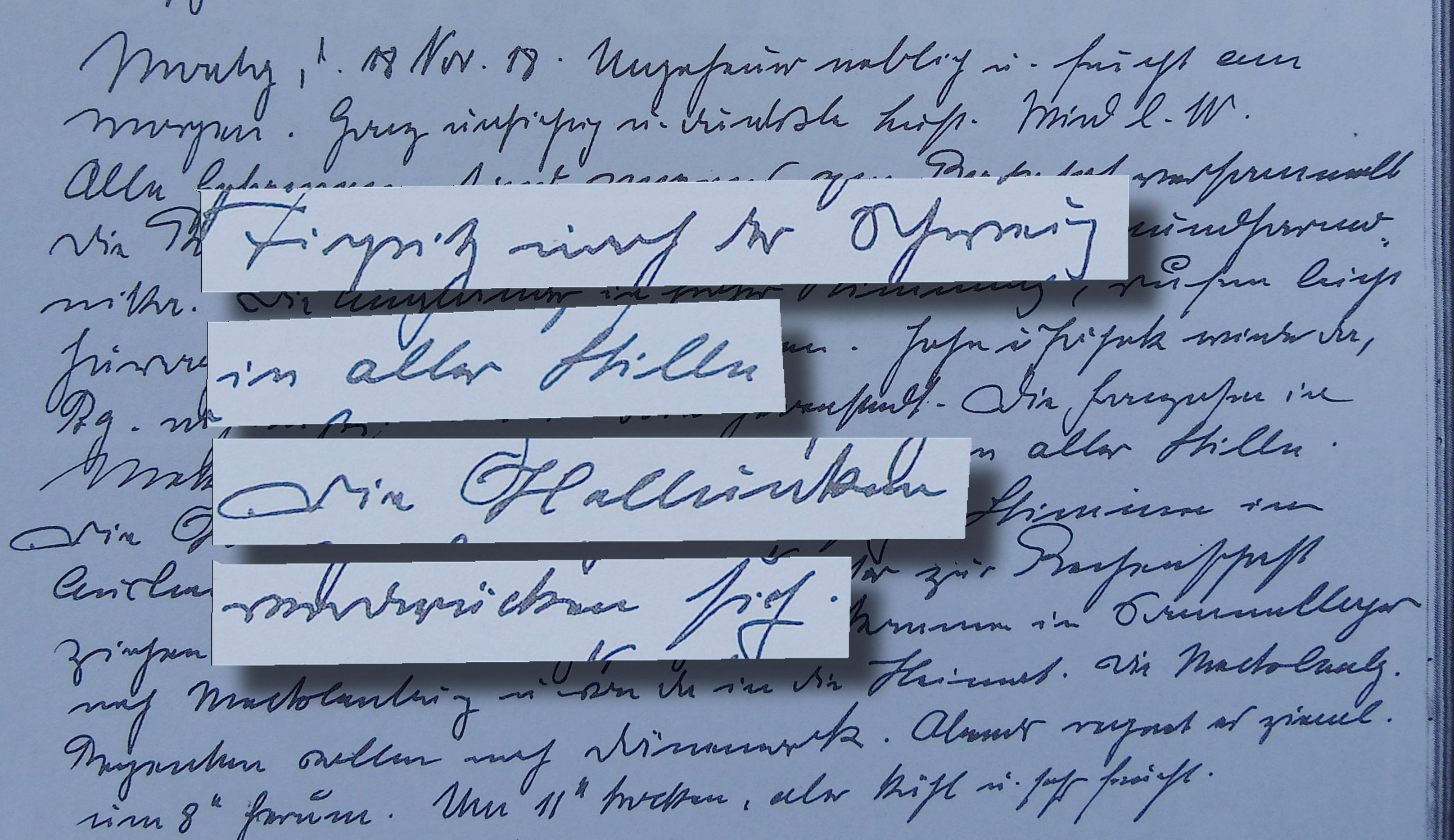
Der Kieler Werft-Ingenieur Andersen notierte am 18. November 1918: „Tirpitz nach der Schweiz in aller Stille. Die Hallunken [!] verdrücken sich.“

- Drastische Äußerungen des Germaniawerft-Ingenieurs Andersen in seinem Tagebuch über hohe Offiziere deuten darauf hin, dass größere Teile des Bürgertums in Kiel zu der Zeit durchgreifende Reformen des Militärwesens begrüßt hätten.[181][A 20]
- Der liberale bürgerliche Stadtrat Otto Ruer sagte auf einer SPD-Veranstaltung zur Nationalversammlung im Kieler Gewerkschaftshaus, auf der Noske die USPD als diktatorisch darstellte: „… der Feind, den Sie im Innern suchen, steht nicht links, sondern rechts.“[182]
- Bereits am 30. Oktober 1918 hatte die bis dahin kaisertreue Kieler Neueste Nachrichten in einer überraschenden Wendung geschrieben, man müsse mit der Vergangenheit abschließen, „damit so rasch wie möglich Wandel geschaffen und mit der Arbeit an dem neuen Aufbau begonnen werde.“[183]
- Peter von Oertzen sah in einer 1976 veröffentlichten Analyse Hinweise, dass das Bürgertum bereit gewesen wäre, der SPD weit entgegenzukommen. Damit hätte die Parteileitung die Möglichkeit gehabt, deutlich mehr durchzusetzen.[184]

Eine offensichtliche Radikalisierung ist jedoch – nach einer kurzen Phase der Orientierungslosigkeit – bei den Seeoffizieren feststellbar. Doch ob sich diese Radikalisierung durch weitergehende Reformen, wie etwa eine Demokratisierung des Militärs, verstärkt hätte, ist zweifelhaft. Sie war ohnehin weit fortgeschritten. Es finden sich aber Hinweise für die umgekehrte These: Eine selbstkritische Aufarbeitung der Vergangenheit stieß unter dem Gruppendruck der alten Marinenetzwerke und Befehlsstrukturen auf große Widerstände. Kritische Geister hatten einen schweren Stand. Statt einer ehrlichen Aufarbeitung suchte man die Schuld bei einzelnen „Sündenböcken“ (insbesondere bei Souchon und Küsel). Dies hätte sich vielleicht durch eine sorgfältige Auswahl von demokratisch orientierten Offizieren und deren Unterstützung durch die Politik vermeiden lassen. Die aussortierten ehemaligen Offiziere hätten in ihrem jeweiligen neuen Umfeld eher die Möglichkeit gehabt, sich ohne direkten Gruppendruck mit den eigenen Fehlern auseinanderzusetzen. Eine starke demokratisch orientierte Gruppe innerhalb der Seeoffiziere hätte mit Unterstützung der Politik vielleicht auch Anpassungsdruck aufbauen können. Für diese These spricht auch, wie oben erwähnt, dass die jüngeren Seeoffiziere noch bis Mitte November „ganz links“ eingestellt waren.
Als weiterer Faktor, der die Handlungsfreiheit der Revolutionäre und der SPD-Führung eingeengt habe, wird die „unbeherrschbare Komplexität“ angegeben. Darunter fällt insbesondere der postulierte unverzichtbare Sachverstand der Seeoffiziere für die Umrüstung und Überführung der Kriegsschiffe an die Alliierten. Dies wird von Rausch als Argument angeführt und bei Dähnhardt und Rackwitz als gegeben vorausgesetzt, ohne dass diese These näher überprüft worden wäre. Kuhl dagegen sieht durchaus – wie oben dargestellt – die Möglichkeit, dass man für eine gewisse Zeit nur auf ausgewählte Seeoffiziere hätte zurückgreifen können, weil sie für die genannten Aufgaben nicht unbedingt nötig gewesen wären.
In Bezug auf den letztgenannten Punkt: „die Wirkungsmacht sozialer und mentaler Grundtendenzen“ ist zu fragen, ob Noske überhaupt weitergehende Reformen hätte durchsetzen wollen, selbst wenn er nicht durch die Umstände und seine Angst vor chaotischen Zuständen daran gehindert worden wäre.
Dazu wird argumentiert, dass Noske sich konsequent Bestrebungen widersetzte, demokratisch oder auch nur kritisch gesinnte Offiziere in wichtige Positionen zu bringen. Er selbst schrieb im Jahre 1920: „… das Verhalten der Sieger [hat] dargetan, wie begründet die Kriegspolitik der Mehrheitssozialdemokratie war, […] Solange […] die Gegner den ehrenvollen Frieden ablehnten, mahnten wir unser Volk zum Einsatz aller Kräfte, um die Niederlage und einen Diktatfrieden […] abzuwehren.“ Und später hieß es: Deutschland müsse „so rasch wie möglich wieder ein gewisses Maß von Wehrhaftigkeit“ erhalten. Erst nach einem Frieden, „den das Volk tragen könne“ könnten sozialdemokratische Ideen umgesetzt werden. Einen Austausch von Teilen des Offizierskorps sah er als Schwächung dieser Kampfkraft an und sperrte sich deshalb mit allen Mitteln dagegen. Proteste der sozialdemokratisch orientierten Offiziere, die begannen sich im Republikanischen Führerbund zu organisieren, saß er aus, bis schließlich auch sein Marinechef von Trotha im März 1920 den Putsch gegen die Regierung unterstützte und Noske als Reichswehrminister zurücktreten musste.
Wette, Rackwitz und Kuhl sehen weitreichende Gestaltungsmöglichkeiten für Noske in Kiel, Noske hätte sich aber dagegen gesperrt, diese zu nutzen.
Zunächst waren die Ereignisse in der Kieler Arbeiterschaft, aber auch in größeren Teilen des Bürgertums durchaus positiv wahrgenommen worden, wie die große Anteilnahme an der Beerdigung der Revolutionsopfer zeigte. Doch bald führte insbesondere die Dolchstoßlegende zu einer Distanzierung. Erst in den 1970er Jahren brachte die vom damaligen Museums- und Archivdirektor Jürgen Jensen in Auftrag gegebene wissenschaftliche Aufarbeitung der Ereignisse einen deutlichen Wandel. Dirk Dähnhardt legte eine Analyse vor, die unter dem Titel „Revolution in Kiel“ 1978 veröffentlicht wurde. Die sorgfältige Arbeit bewirkte, dass die Ereignisse ohne ideologische Scheuklappen betrachtet werden konnten. Damit setzte sich allmählich eine positive Wahrnehmung des Aufstands durch. Martin Rackwitz fasste diese 2018 folgendermaßen zusammen: Es handle sich bei den Ereignissen in Kiel um „eine berechtigte Befehlsverweigerung und Auflehnung, die Zehntausenden von Matrosen und Soldaten das Leben gerettet hat. Dieser Aufstand gegen die militärische Obrigkeit erforderte sehr viel Mut. Die Kieler Matrosen und Arbeiter brachten diesen Mut als Erste auf und wiesen damit den Weg in eine neue Zeit, worauf die Stadt stolz sein kann.“

### Gedenken in Kiel
Im Jahr 1982 wurde das Denkmal „WIK – Feuer aus den Kesseln“ des Künstlers Hans-Jürgen Breuste im Ratsdienergarten zur Erinnerung an den Matrosenaufstand errichtet. Am Gewerkschaftshaus in der Legienstraße weist eine Tafel auf den Arbeiter- und den Soldatenrat hin, die teilweise dort ihre Büros hatten. In der Feldstraße markiert eine Gedenktafel den Ort, an dem die kaiserliche Patrouille am 3. November 1918 auf die Demonstranten schoss. Die Opfer des Matrosen- und Arbeiteraufstands sind auf dem Parkfriedhof Eichhof, wo es einen Gedenkort gibt, und dem Nordfriedhof beigesetzt. Am Iltisbunker in Kiel wurde 1989 ein Gemälde zur Revolution, im Rahmen einer Arbeitsbeschaffungsmaßnahme unter Leitung des Künstlers Shahin Charmi, geschaffen. Im November 2016 wurde die Bootshafenbrücke der Segler-Vereinigung Kiel (SVK) nach Gustav Garbe benannt. Bereits im Jahr 1930 hatte die Freie Turnerschaft Wassersport ihm ihre aus Eigenmitteln erbaute Brücke gewidmet. Dies war von den Nazis rückgängig gemacht worden, als sie den Arbeiterverein enteigneten. Im Kieler Schifffahrtsmuseum gibt es eine ständige Abteilung zu diesem Thema sowie Sonderausstellungen. Am 7. November 2009 fand ein Gedenkmarsch statt, der von der Stadt Kiel organisiert wurde. Am 17. Juni 2011 wurde der Bahnhofsvorplatz durch den damaligen Oberbürgermeister Torsten Albig in „Platz der Kieler Matrosen“ umbenannt. Im Jahre 2018 wurde ein so genannter 0-Euro-Schein herausgegeben, auf dem verschiedene historische Motive der Ereignisse gezeigt werden. Im Mai 2023 wurde ein großes zweiseitiges Fassadenbild, bestehend aus einer monumentalen Collage mit dem Titel: „SIGNAL – Auf einmal hatte ich einen Schuss in der Milchkanne“ des Professors für Zeichnung und Druckgrafik der Muthesius Kunsthochschule Kiel, Piotr Nathan als Erinnerung an den Kieler Matrosen- und Arbeiteraufstand eingeweiht. Zentrales Element ist ein aufgeschlagenes Buch, dessen aufgeblätterte Seiten von Fäden nach oben gezogen werden, ergänzt durch Zeitzeugenberichte und Collagen von Kindern aus Kiel-Gaarden. An dem Gemeinschaftswerk wurden 219 in Deutschland und Polen lebende Menschen dreier Generationen kreativ beteiligt.
Verschiedene Einrichtungen bieten geführte Stadtrundgänge zum Thema an. Im Jahr 2009 wurde auch ein virtueller Stadtrundgang eingerichtet, der in Deutsch und Englisch zur Verfügung steht. Auch die Stadt Kiel bietet seit 2017 einen virtuellen Stadtrundgang an.

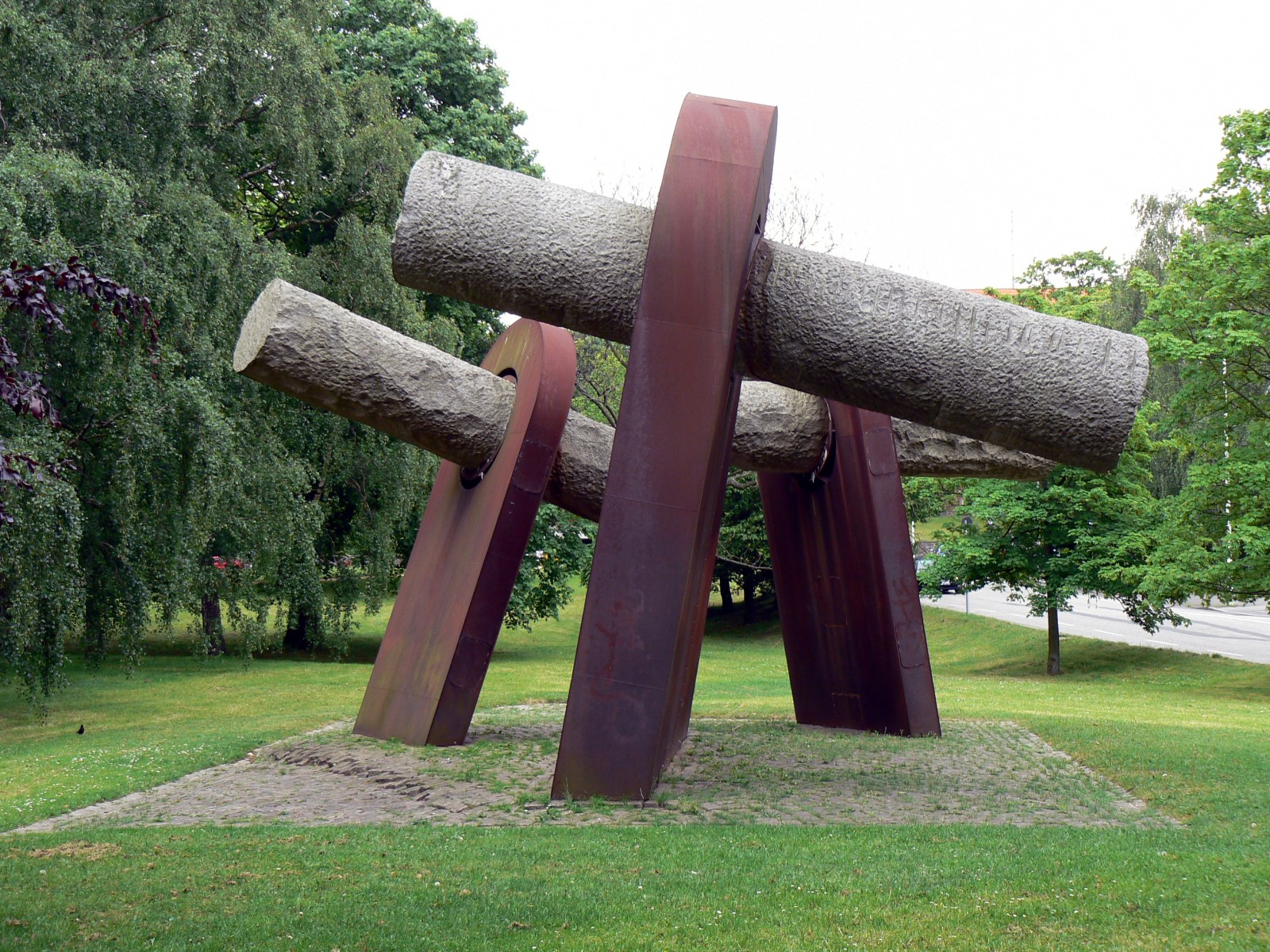
Hans-Jürgen Breustes Plastik „WIK – Feuer aus den Kesseln“ erinnert im Ratsdienergarten seit 1982 an den Kieler Matrosenaufstand
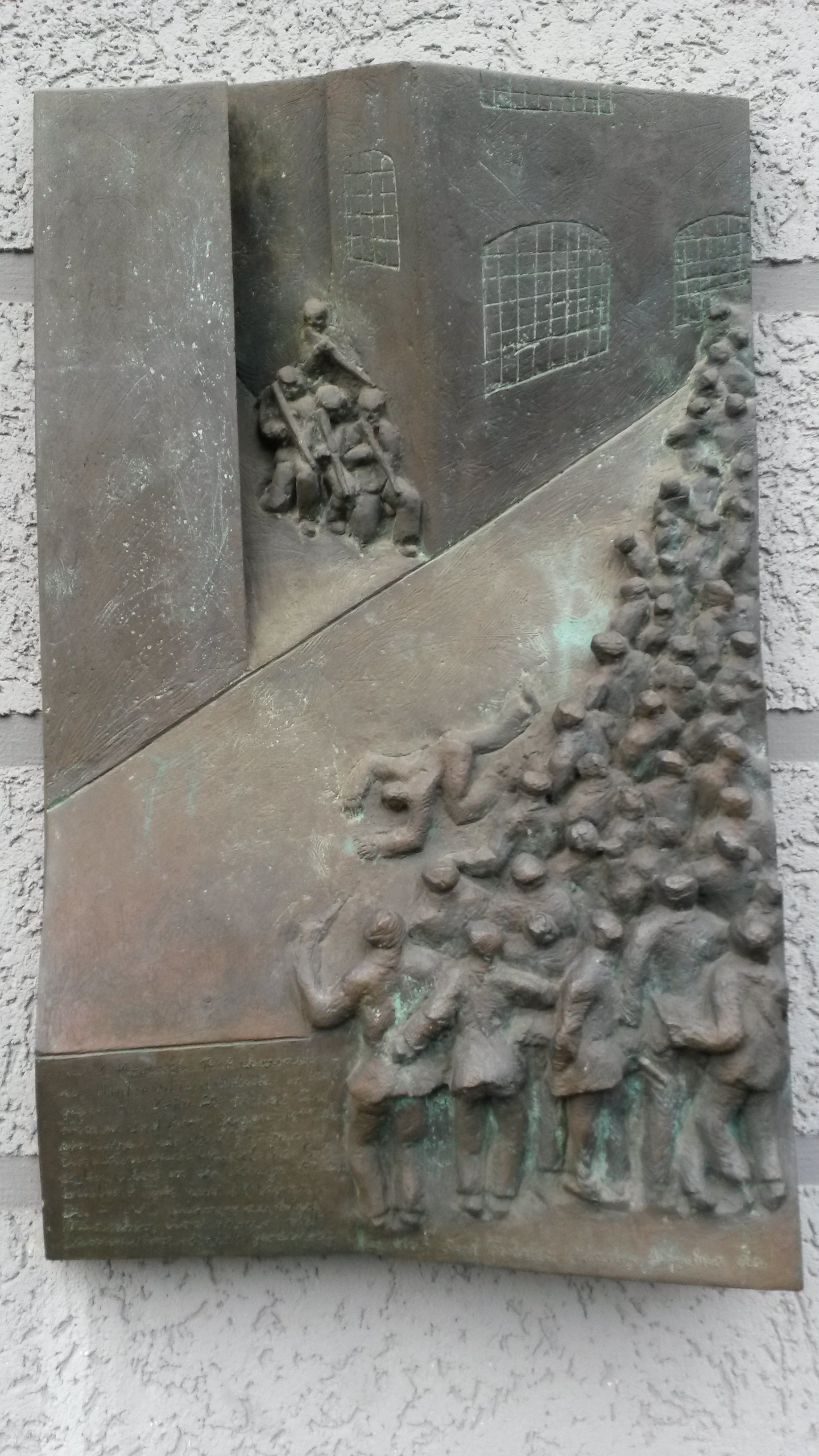
Gedenktafel Ecke Feldstraße/Langer Segen, wo auf die demonstrierenden Matrosen geschossen wurde, 1994 gestaltet von dem Flensburger Bildhauer Hilger Schmitz
Gedenktafel am Kieler Gewerkschaftshaus in der Legienstraße
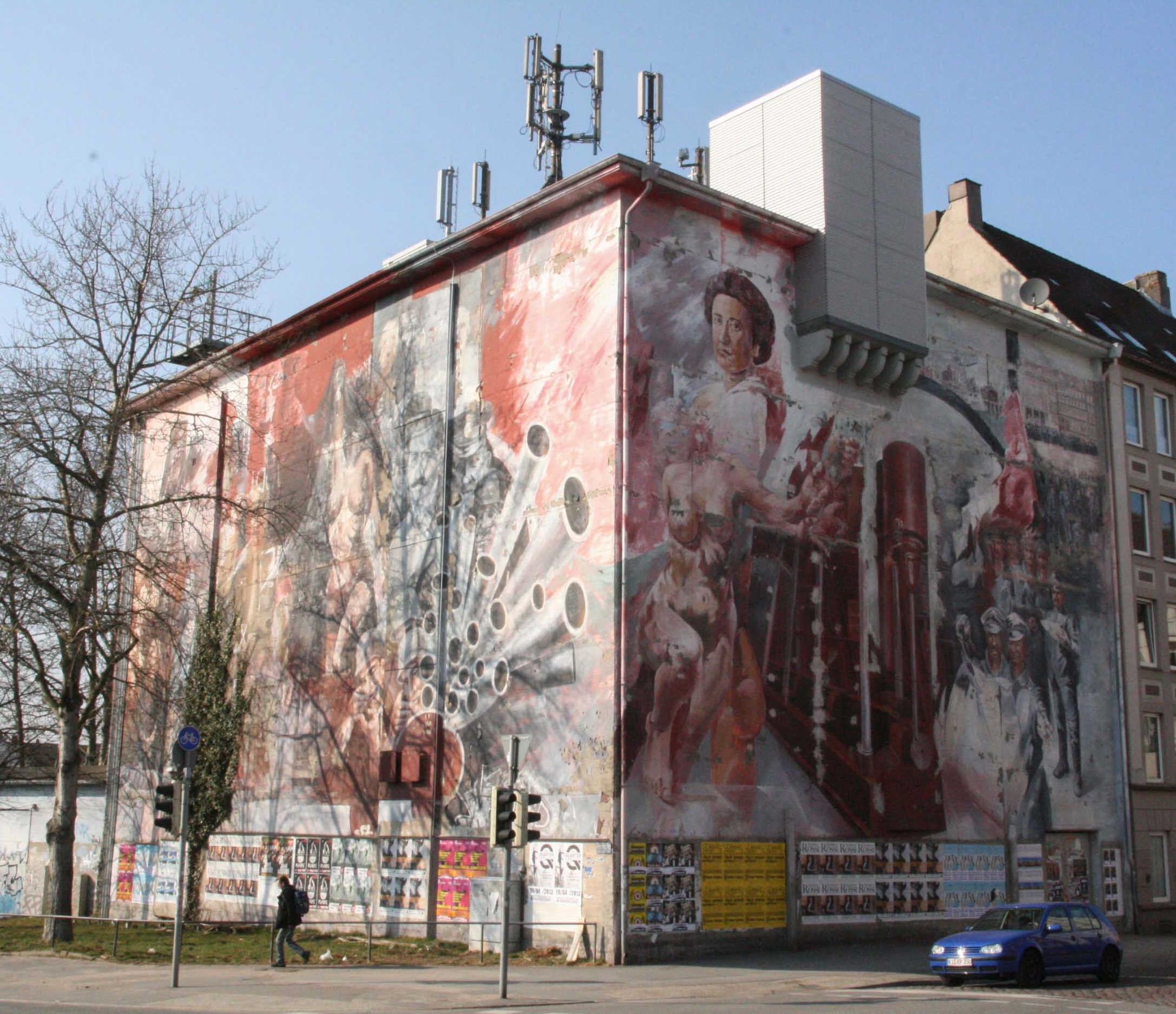
Iltisbunker 2013, Arbeit von Shahin Charmi
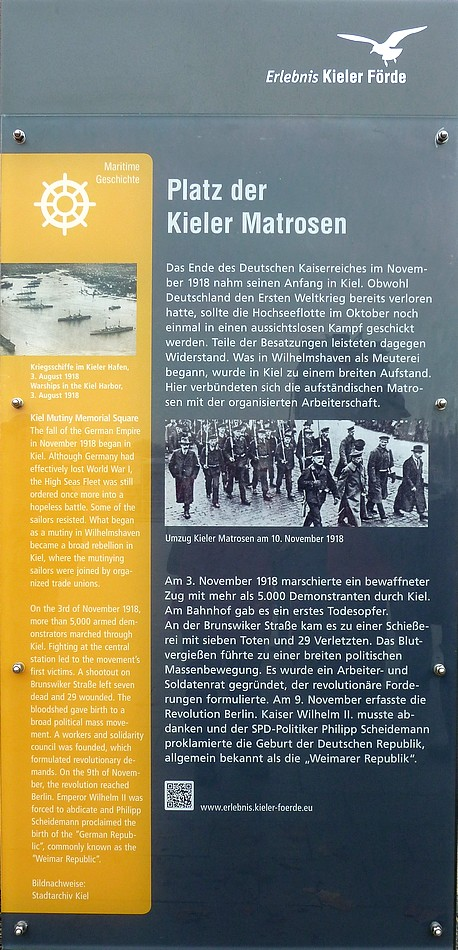
Stele am Platz der Kieler Matrosen vor dem Bahnhof
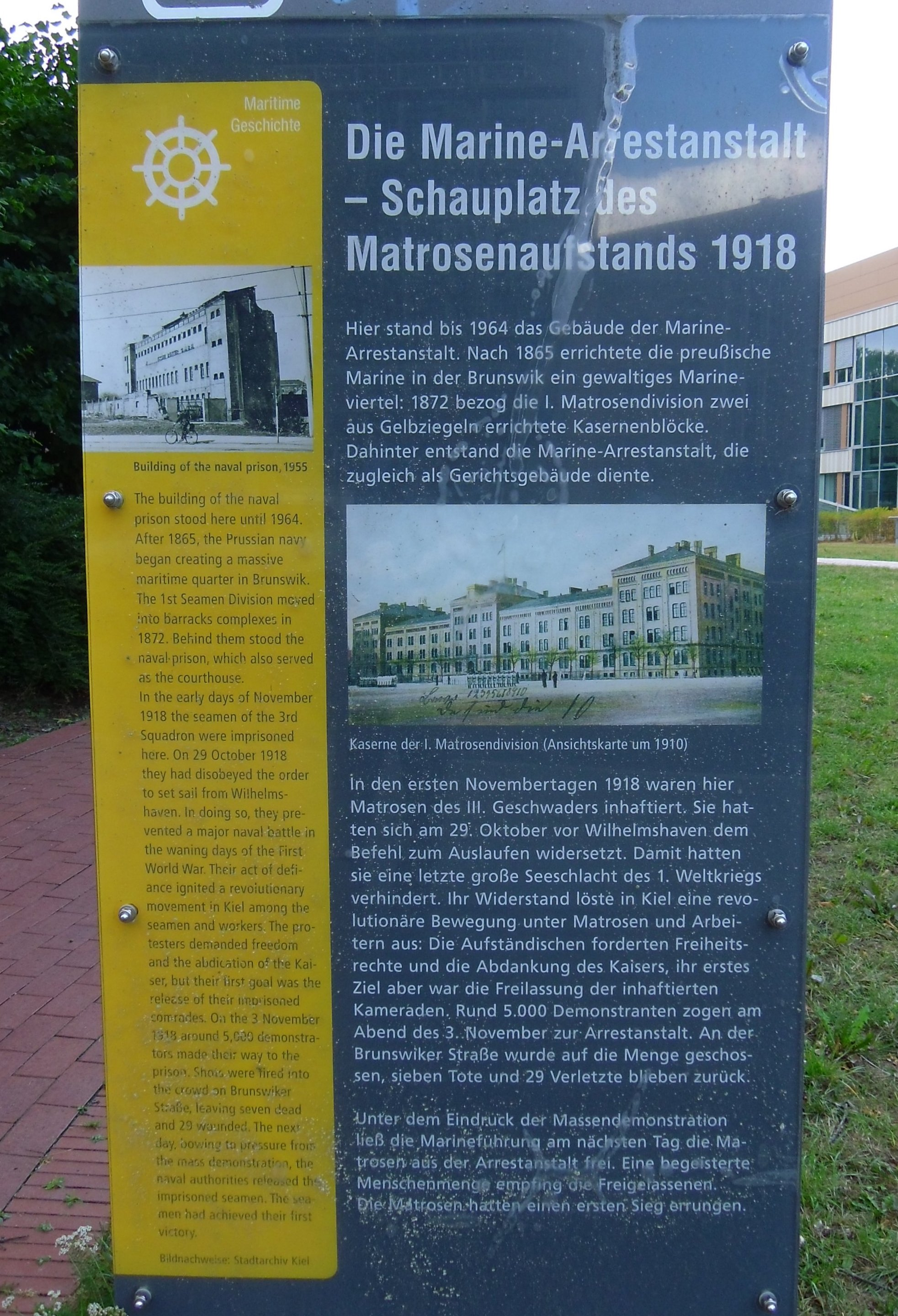
Infostele vor dem Karl-Lennert-Krebscentrum, Universitätsklinikum S-H, Feldstraße 21, dort befand sich bis 1964 das Gebäude der Marinearrestanstalt
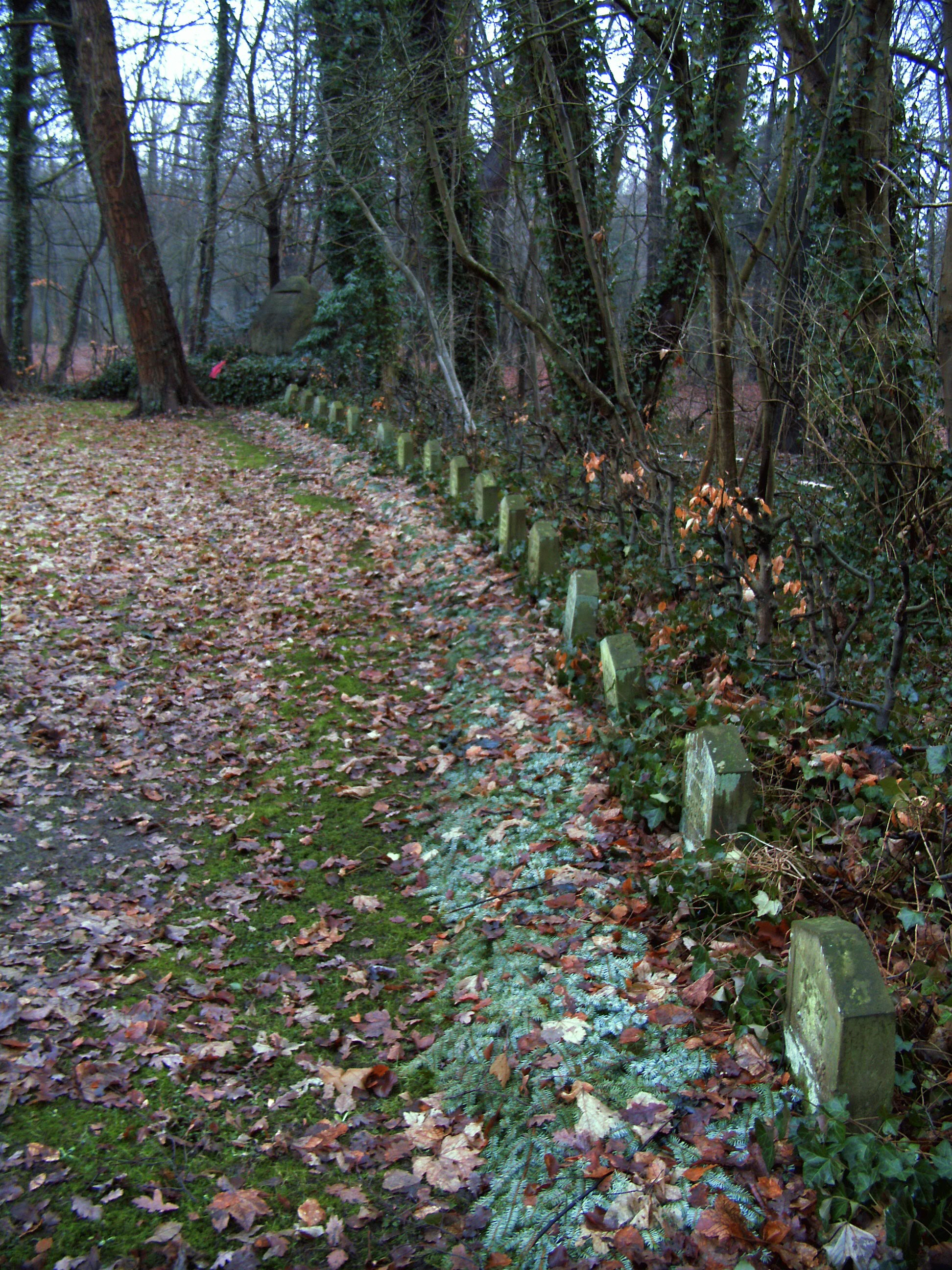
Gedenkstätte für die Opfer der Revolutionsjahre 1918–1920 auf dem Parkfriedhof Eichhof bei Kiel
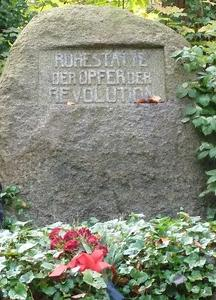
Gedenkstein auf dem Eichhoffriedhof
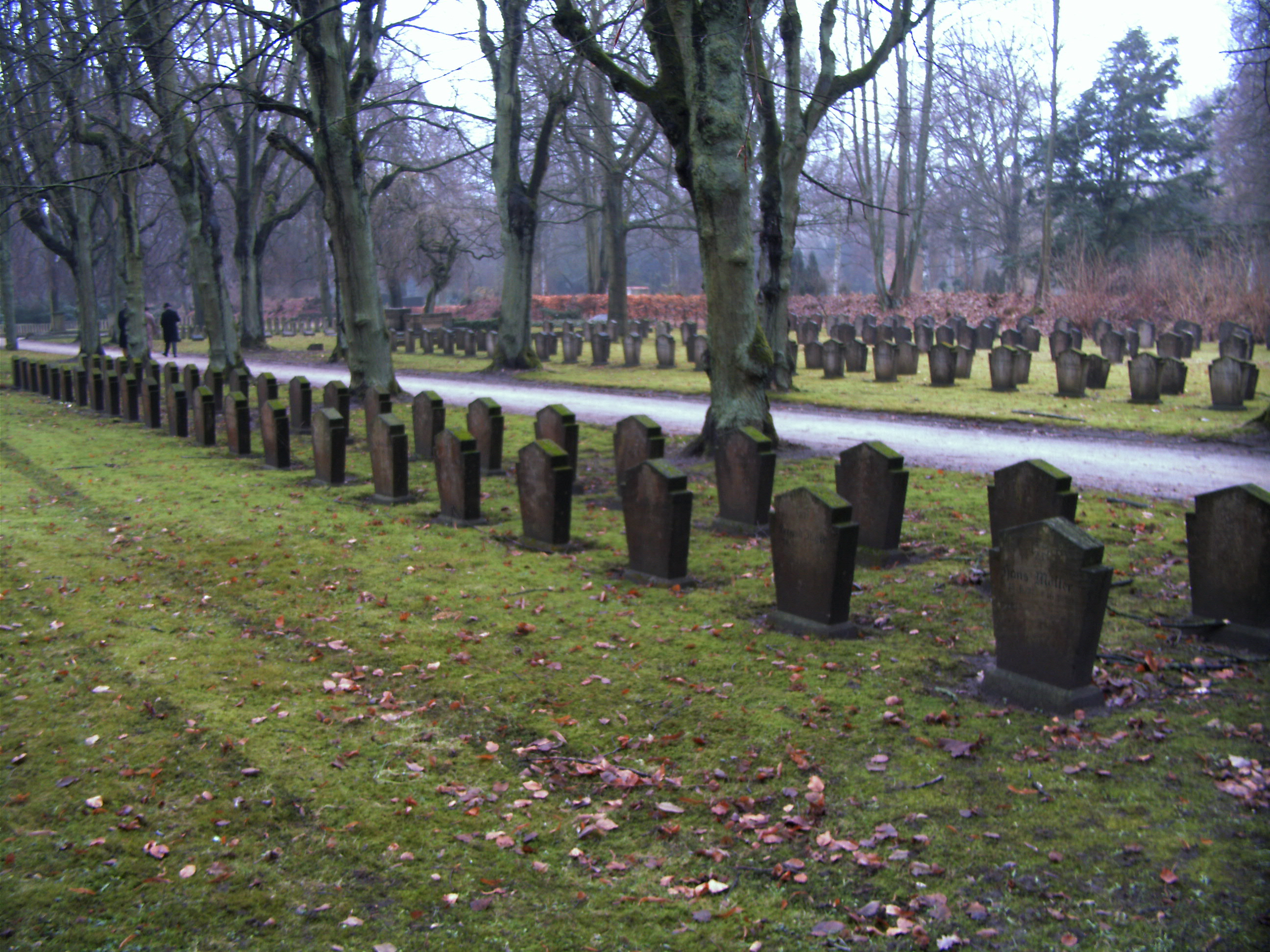
Die während der Revolutionsjahre Gefallenen der Garnison fanden auf dem Kieler Nordfriedhof ihre letzte Ruhe
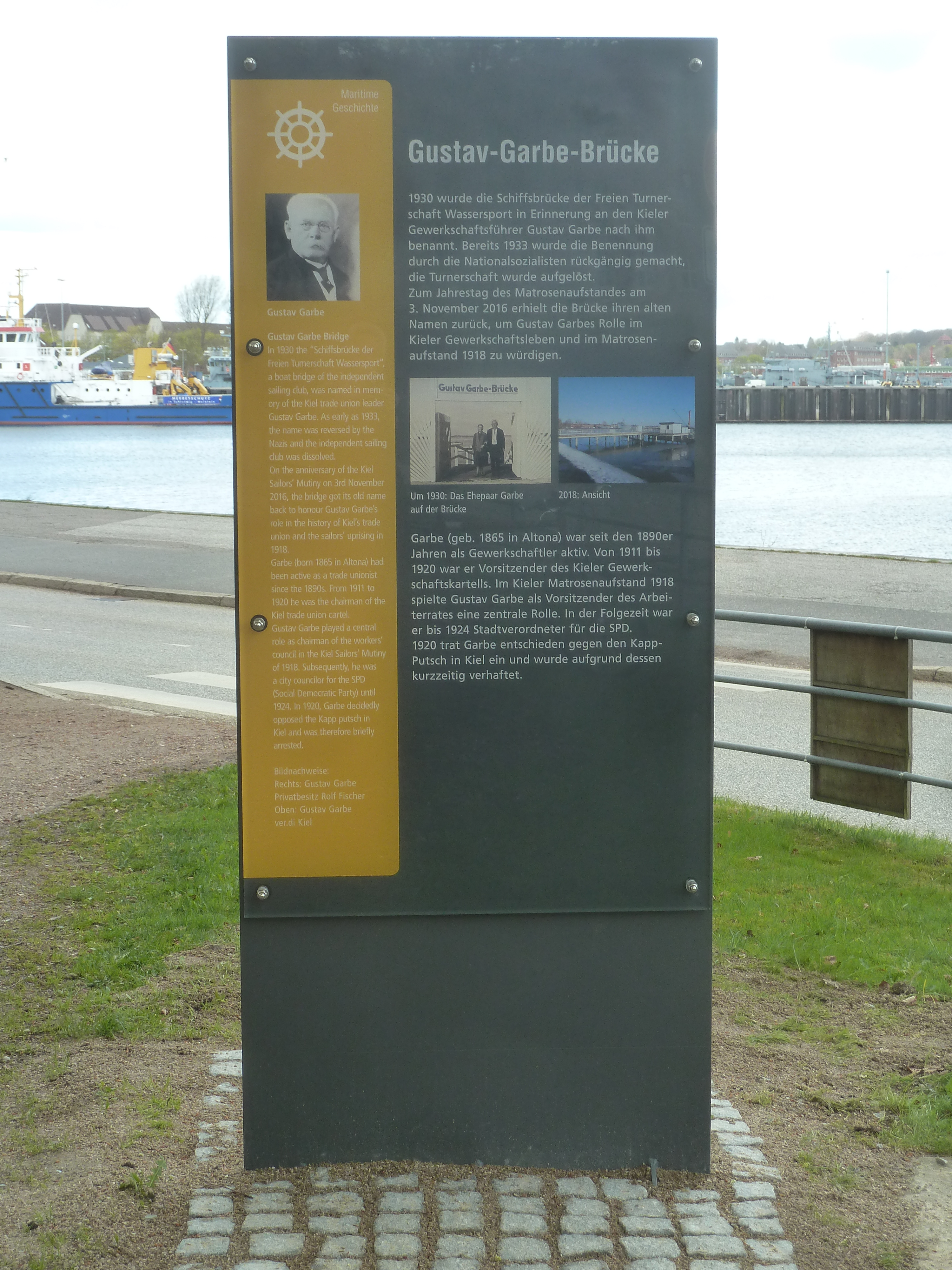
Die Stele an der Ecke Kiellinie/Koesterallee erinnert an Gustav Garbe
Logo zum 100-jährigen Jubiläum
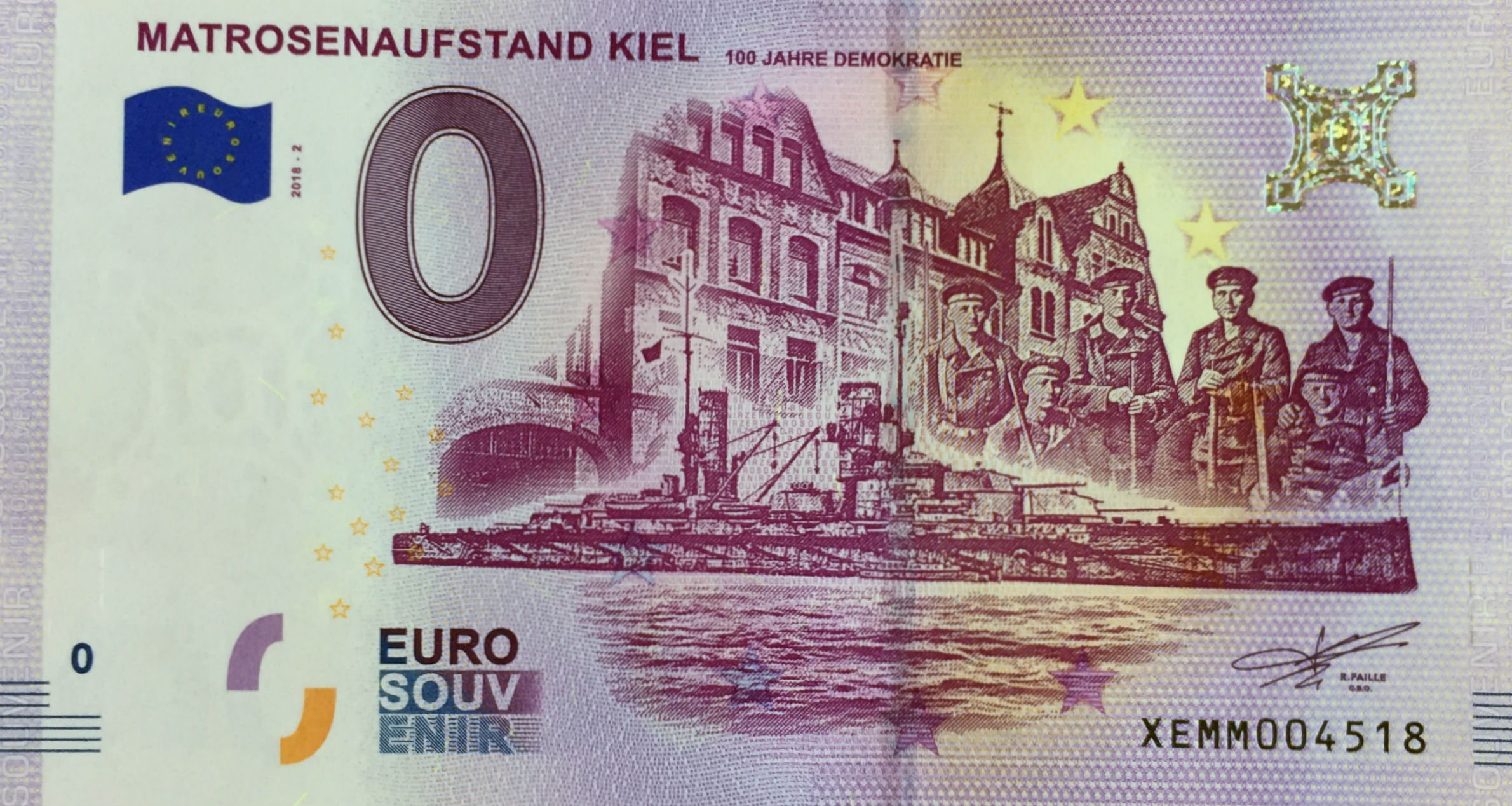
Vorderseite 0-Euro-Schein (2018)
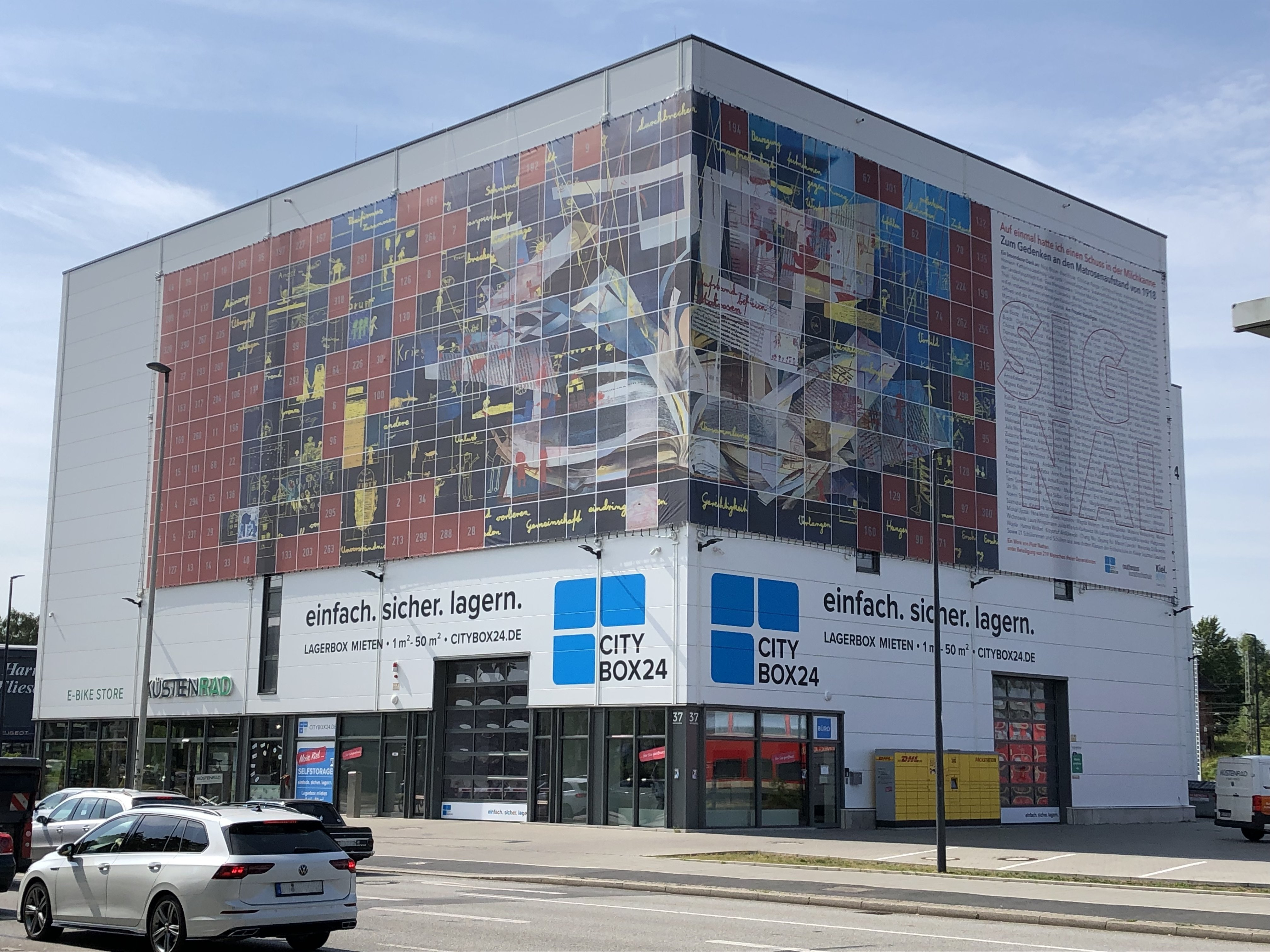
Fassadenbild in der Kieler Bahnhofstraße von Piotr Nathan, bestehend aus einer monumentalen Collage mit dem Titel: „SIGNAL – Auf einmal hatte ich einen Schuss in der Milchkanne“

### DDR
Der Militärhistoriker Christian Lübcke kam in seiner Untersuchung der Militärgeschichtsschreibung zu dem Ergebnis, dass die Sozialistische Einheitspartei Deutschlands in der DDR die volle Deutungshoheit über das vorhandene Quellenmaterial beanspruchte und den Kieler Matrosenaufstand zu einem reinen Klassenkampf verklärte, in dem der Spartakusbund eine wichtige, wenn nicht führende, Rolle gespielt habe. Bei den entsprechenden Veröffentlichungen hätte es sich vielfach um Festschriften gehandelt, die im Zuge der Jubiläen von 1958, 1968 und 1978 erschienen. Fast alle wären nachlässig recherchiert und stark ideologisch geprägt gewesen. Erst in den späten 1980er Jahren wäre es zu einer immer deutlicheren Veränderung in der Darstellung der Aufstände von 1918 gekommen. So griff beispielsweise Robert Rosentreter in seinem Buch „Blaujacken im Novembersturm“ auch in größerem Umfang auf westdeutsche Forschungsergebnisse zurück.

### Fotografien
Verschiedene Privatpersonen und Einrichtungen unternahmen besonders in der Vorbereitungsperiode zur 100-Jahr-Feier verstärkte Anstrengungen, Fotos von den Ereignissen zu finden. Außerdem wurden alle Fotos einer genaueren Analyse unterzogen.

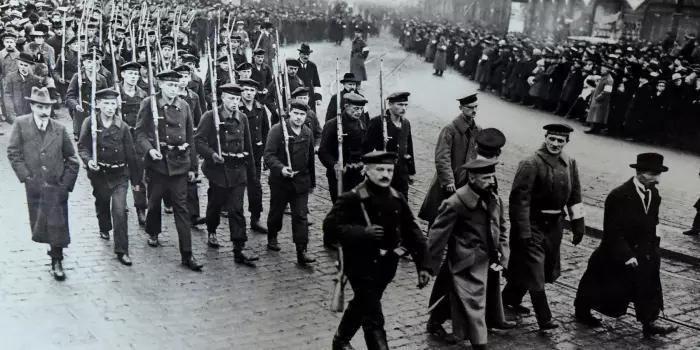
Irrtümlich Kiel zugeordnet, tatsächlich Beisetzung getöteter Arbeiter und Soldaten in Berlin am 20. November 1918; Matrosen im Trauerzug am Halleschen Tor

 Dabei stellte sich heraus, dass das nebenstehende Foto, das lange Zeit als wichtiges Dokument der Kieler Ereignisse galt, in Wirklichkeit in Berlin von Robert Sennecke aufgenommen worden war.
Ähnlich verhielt es sich mit einem Foto, das Noske vor dem Lokal „Waldschänke“ bei einer Truppeninspektion zeigt. Auch dieses Foto zeigt nicht das Lokal in Kiel-Projensdorf, sondern das gleichnamige in Berlin Hundekehle, wo Noske eine Marinebrigade nach Kiel verabschiedet. Insofern enthält das Foto weiterhin einen Kiel-Bezug. Auf dem Foto ist auch der Marinechef v. Trotha zu erkennen.

## Weiterführende Informationen

### Filme
- DEFA (1958): Das Lied der Matrosen, Regie Kurt Maetzig, 126 Min., sw. In der DDR produzierter Film. Übersicht (Memento vom 26. Dezember 2007 im Internet Archive)
- 1968 Novemberverbrecher, 85 Min., Lichtton, sw, D; dieser Film kann in der Regel über Stadtbildstellen ausgeliehen werden. In einer reportagehaften, fiktiven Befragung historischer Personen will der Film die Vorgänge jener Novembertage erhellen. Ihre Diskussionen und Verhandlungen werden meist in Form von Interviews mit Vertretern der Regierung, des Reichstags, der obersten Heeresleitung, mit Soldaten und Journalisten nachvollzogen. Deren Aussagen stützen sich auf historische Akten, Protokolle, Reden, Tagebücher und anderes Material.
- WDR (gesendet 5. Januar 1975): War Opa revolutionär? von Stefan Bartmann und Karl Mertes, wiss. Beratung Imanuel Geiss. Sendung zum Schülerwettbewerb im Rahmen des Gustav-Heinemann Preises. Enthält u. a. Interviews mit Lothar Popp und Gertrud Völcker.
- NDR (gesendet 1. November 1978): Matrosen, Räte, Republiken von Hartmut Idzko und Jörg Knickrehm, ca. 23 Minuten. Enthält mehrere Schilderungen u. a. von Lothar Popp.
- WDR (gesendet 1986): Augenzeugen berichten über die Marineunruhen 1917/18 von Wolfgang Semmelroth und Claus-Ferdinand Siegfried (Regie), ca. 44 Min. Enthält viele interessante Interviews mit wichtigen Zeitzeugen.
- Kai Zimmer (Nov. 2012): Revolution 18, 25 Min., 16:9, Farbe und s/w. Ein eher künstlerisch ausgerichteter experimenteller Dokumentarfilm, der die Zeit vom August 1917 bis zum November 1918 aus der Perspektive der Tagebuchaufzeichnungen des Ingenieurs Nikolaus (auch Nicolaus geschrieben) Andersen[A 29] schildert. Andersen arbeitete auf der Kieler Germaniawerft. Der Film wurde am 22. November 2012 in der Kieler Stadtgalerie uraufgeführt.
- Kay Gerdes und Klaus Kuhl (2018): In Kiel ist Revolution! Herausgegeben von der Gesellschaft für Kieler Stadtgeschichte e. V. als „Historische Filmdokumente Nr. 9“. Spieldauer 53 Minuten, DVD. Text, Quellen und Hinweise für Lehrkräfte: (kurkuhl.de)
- NDR/arte (Uraufführung Okt. 2018 im metro-Kino Kiel): 1918 – Aufstand der Matrosen, (Arbeitstitel: Novembersturm), ca. 90 Minuten; Drehbuchautor und Regisseur: Jens Becker. Im Mittelpunkt steht Karl Artelt, gespielt von Lucas Prisor. Mittels einer fiktiven Handlung, die jedoch stark an den tatsächlichen Abläufen orientiert ist, wird versucht, die Ereignisse und die damalige Stimmungslage zu veranschaulichen.